# Edgar Degas
Pour les articles homonymes, voir Degas (homonymie).
Hilaire Germain Edgar de Gas, dit Edgar Degas, né le 19 juillet 1834 à Paris et mort le 27 septembre 1917 dans la même ville, est un artiste peintre, graveur, sculpteur, photographe, naturaliste et impressionniste français.
Si Degas est un membre fondateur du groupe des impressionnistes, son œuvre est si variée par ses thèmes et sa pratique qu'il ne les rejoint pas dans leurs traits les plus connus. Sa situation d’exception n’échappe pas aux critiques d’alors, souvent déstabilisés par son avant-gardisme, qui fait, encore aujourd’hui, l’objet de nombreux débats auprès des historiens d’art.

## Biographie

### Origine familiale
Edgar Degas est le fils d'Auguste de Gas, banquier, et de Célestine Musson, une Créole de Louisiane, native de La Nouvelle-Orléans. Son grand-père maternel, Germain Musson, est un Français né à Port-au-Prince (Haïti) et qui s'est installé à La Nouvelle-Orléans en 1810,.
Si le peintre est né sous le patronyme de De Gas, il n’a en réalité fait que reprendre le nom d’origine de sa famille en se faisant appeler Degas. En effet, son grand-père paternel, le banquier Hilaire De Gas, a séparé son nom en deux après avoir quitté la France pour le royaume de Naples au moment de la Révolution. Ce dernier demeure à Naples où il épouse Aurore Freppa, une Napolitaine, et achète en outre une maison de campagne à Capodimonte, la villa Paternò, qui accueille plusieurs fois le jeune Edgar Degas en vacances. Le père d'Edgar, Pierre-Auguste, s'était installé à Paris pour ouvrir une filiale de la banque paternelle.

### Enfance
Degas naît à Paris au no 8 rue Saint-Georges, le 19 juillet 1834, et grandit dans un milieu bourgeois cultivé. Il a deux frères et deux sœurs et jouit d’une enfance dorée rue Saint-Georges. Entre 1845 et 1853, il fait ses études au lycée Louis-le-Grand où il a pour professeur de dessin Léon Cogniet. Il y rencontre Henri Rouart, Paul Valpinçon et Ludovic Halévy qui seront ses amis intimes. En 1847, sa mère meurt à l'âge de trente-deux ans.

### Les années de formation
Après son baccalauréat en 1853, Edgar Degas s'inscrit à la faculté de droit, pour satisfaire les ambitions de son père, mais arrête ses études en 1855. Dès 1853, il commence à fréquenter le Cabinet des estampes de la Bibliothèque nationale. Dessinateur inlassable, il y copie des œuvres d'Albrecht Dürer, Andrea Mantegna, Paul Véronèse, Francisco de Goya, Rembrandt. Il passe ses journées au Louvre, où il est admis comme copiste le 7 avril 1853, fasciné par les peintres italiens, hollandais et français. Il s’inscrit dans l’atelier de Félix-Joseph Barrias, alors assez célèbre, puis étudie la peinture en 1855 avec Louis Lamothe, qui avait été un disciple d'Ingres et des frères Paul et Hippolyte Flandrin. De son côté, son père, amateur raffiné d’art et de musique, lui présente quelques-uns des plus grands collectionneurs de Paris, comme Lacaze, Marcille, et Valpinçon.
Un Autoportrait au col blanc de 1857 était conservé en 1966 dans une collection Mellon (reprod. ds le catalogue de l'exposition French Paintings Washington, National Gallery of Art, 1966, no 47).
À cette époque, en rupture avec son père qui s'oppose à sa vocation de peintre et à l'abandon de ses études de droit, Degas s'installe dans une mansarde non chauffée dans le Quartier latin. Il attribuait le début de ses problèmes oculaires, et plus tard de sa demi-cécité, au froid de l'hiver : « C'est dans cette mansarde que j'ai pris froid aux yeux ». Bien plus tard, en 1877, il écrivait à un ami : « Il m'arrive de voir passer devant mes yeux comme un léger nuage », et symptôme connu de faiblesse cardiaque.
En 1855, il commence à suivre des cours à l’École des beaux-arts de Paris. La même année, il rend visite à Ingres pour lui présenter ses dessins. Cependant, préférant approcher directement l’art des grands maîtres classiques tels Luca Signorelli, Sandro Botticelli et Raphaël, il entreprend de 1856 à 1860 de nombreux voyages en Italie, d’abord dans sa famille à Naples, puis à Rome et Florence, où il se lie d’amitié avec le peintre Gustave Moreau sans doute en 1858. En 1859, de retour à Paris, Degas prend un atelier au no 13 rue de Laval. En 1862, il rencontre Édouard Manet au Louvre, et fait la connaissance d'autres jeunes peintres et écrivains au Café Guerbois à Montmartre : Monet, Ludovic-Napoléon Lepic, Pissarro, Bazille, Fantin-Latour ou même Zola. Là les artistes échangent des points de vue, des critiques et des théories sur ce que doit être l'art.
Ses œuvres de jeunesse comptent quelques peintures d’inspiration néoclassique, mais surtout de nombreux portraits des membres de sa famille. En 1865, il expose au Salon Scène de guerre au Moyen Âge, ou encore le Portrait de Madame Camus en rouge en 1870. L'ami et écrivain Louis Edmond Duranty écrit à propos du jeune peintre copiant un Poussin au Louvre : « Artiste d'une rare intelligence, préoccupé d'idées, ce qui semblait étranger à la plupart de ses confrères, aussi profitant qu'il n'y avait pas de méthode de transition, dans son cerveau actif, toujours en ébullition, ils l'appelaient l'inventeur du clair-obscur social ».
Toujours profondément marqué par le style d'Ingres, il visite la rétrospective organisée après le décès du maître en 1867. Il part en voyage avec Manet à Boulogne-sur-Mer et Bruxelles où il vend trois tableaux, dont un au ministre belge des Affaires étrangères, Joseph de Riquet de Caraman Chimay[réf. nécessaire]. Degas signe son premier contrat avec un marchand belge. Il passe l'été de 1869 à Étretat et Villers-sur-Mer où il exécute ses premiers pastels.
Il s'enrôle dans l'infanterie lorsqu'éclate la guerre franco-prussienne de 1870 et, avec Manet, il est placé sous les ordres d'Ernest Meissonier.
En 1871, Degas se rend à Londres où il expose et Paul Durand-Ruel lui achète trois œuvres en 1872.

### Le voyage en Louisiane

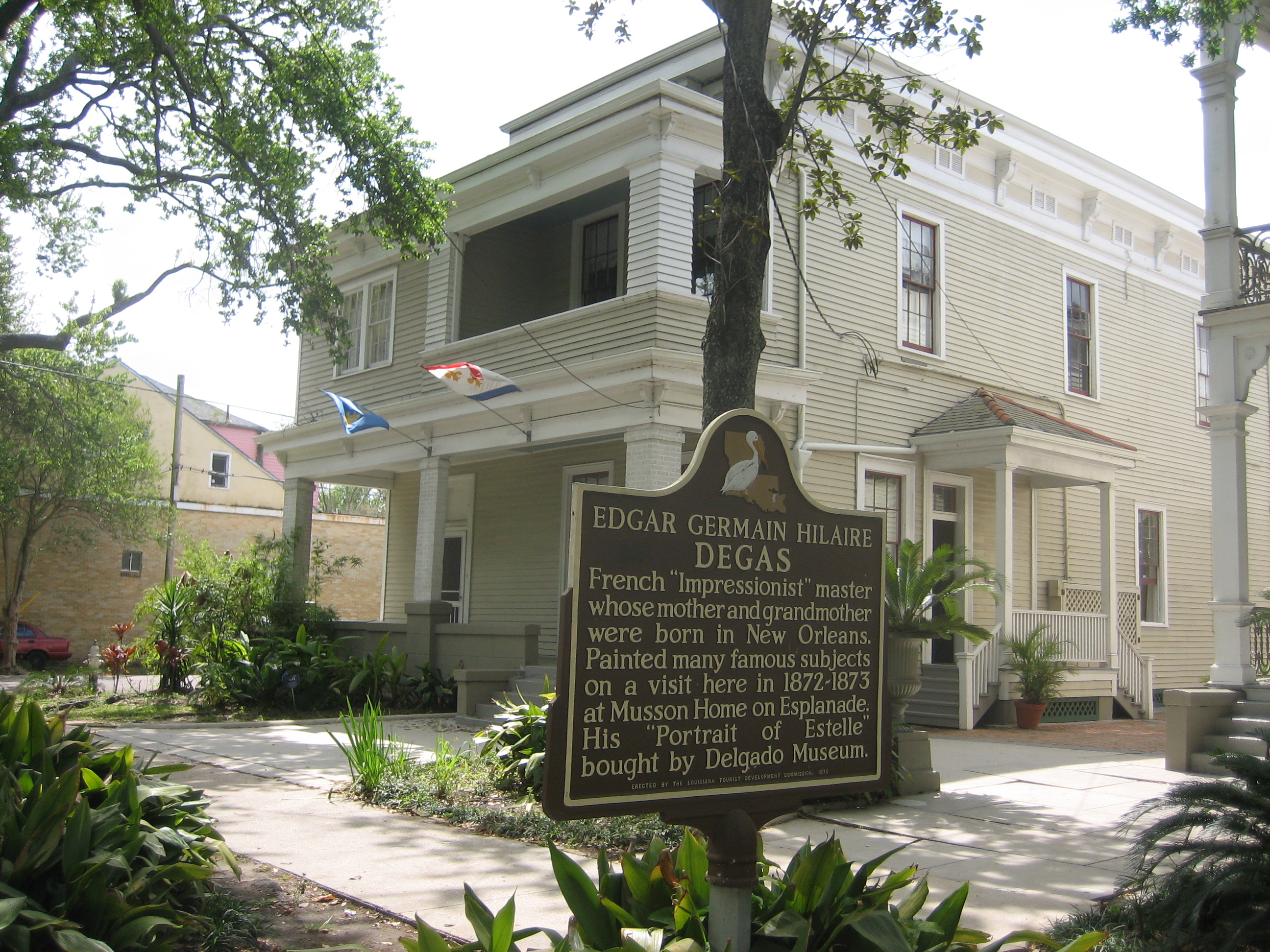
La maison familiale de Degas à La Nouvelle-Orléans et sa plaque commémorative.

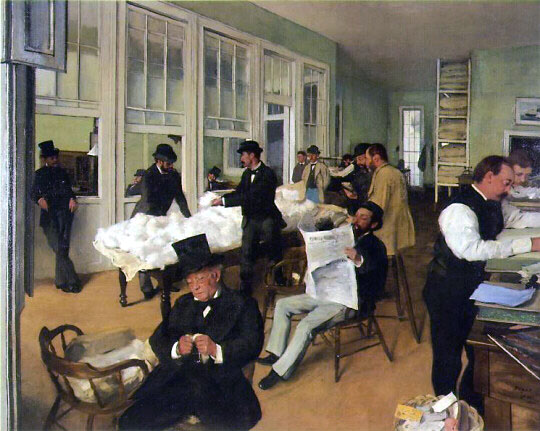
Le Bureau de coton à La Nouvelle-Orléans (1873), huile sur toile,, musée des beaux-arts de Pau.

Entre octobre 1872 et mars 1873, il séjourne chez son frère René à La Nouvelle-Orléans, dans la famille de sa mère où il peint le Portraits dans un Bureau ou Le Bureau de coton à La Nouvelle-Orléans. Cette toile, qui présente son oncle, ses frères et ses cousins au travail, a été présentée à la seconde exposition Impressionniste, où Zola lui reproche d'être trop proche d'une illustration pour un journal illustré. En 1878, le Musée de Pau achète le tableau qui est la première œuvre de Degas à entrer dans une collection publique française.
Il revient à Paris, fin mars 1873 et s'installe au no 77 rue Blanche.
Malgré ses voyages en province et à l’étranger, en particulier en Italie, c’est Paris qui compte essentiellement pour Degas — et à Paris, Montmartre. Il fréquente certains cénacles, ateliers, cafés littéraires, la famille de l'ingénieur et artiste peintre Henri Rouart, la famille Manet, Berthe Morisot et Stéphane Mallarmé. Il mène avec quelques bourgeois, ses intimes, une vie conformiste de célibataire hautain, mais mondain. De son milieu familial, il conserve la réserve et le respect des principes. Sa délicatesse de cœur, son intransigeance morale, lui valent l’estime de tous, mais ses répliques cinglantes bien connues en font fuir quelques-uns et lui valent d'être surnommé le « terrible Monsieur Degas ». Il participe activement aux discussions qui réunissent les jeunes artistes d’avant-garde et son ami Édouard Manet au café Guerbois. Degas vit alors entouré de nombreux artistes comme Camille Desboutin, de Nittis, James Tissot, Zandomeneghi, Sognorini, Martelli, Gioli, mais aussi Chialiva, Rossano, Boldini, Stevens, Whistler… Plus tard il se lie d'amitié avec Mary Cassatt, Louise Catherine Breslau, Madeleine Zillhardt qui écrira sa biographie, puis avec Jean-Louis Forain, Paul Gauguin ou le marchand d'art Michel Manzi, puis se brouillera plus tard encore avec Claude Monet et Caillebotte.

### Les expositions impressionnistes et la reconnaissance

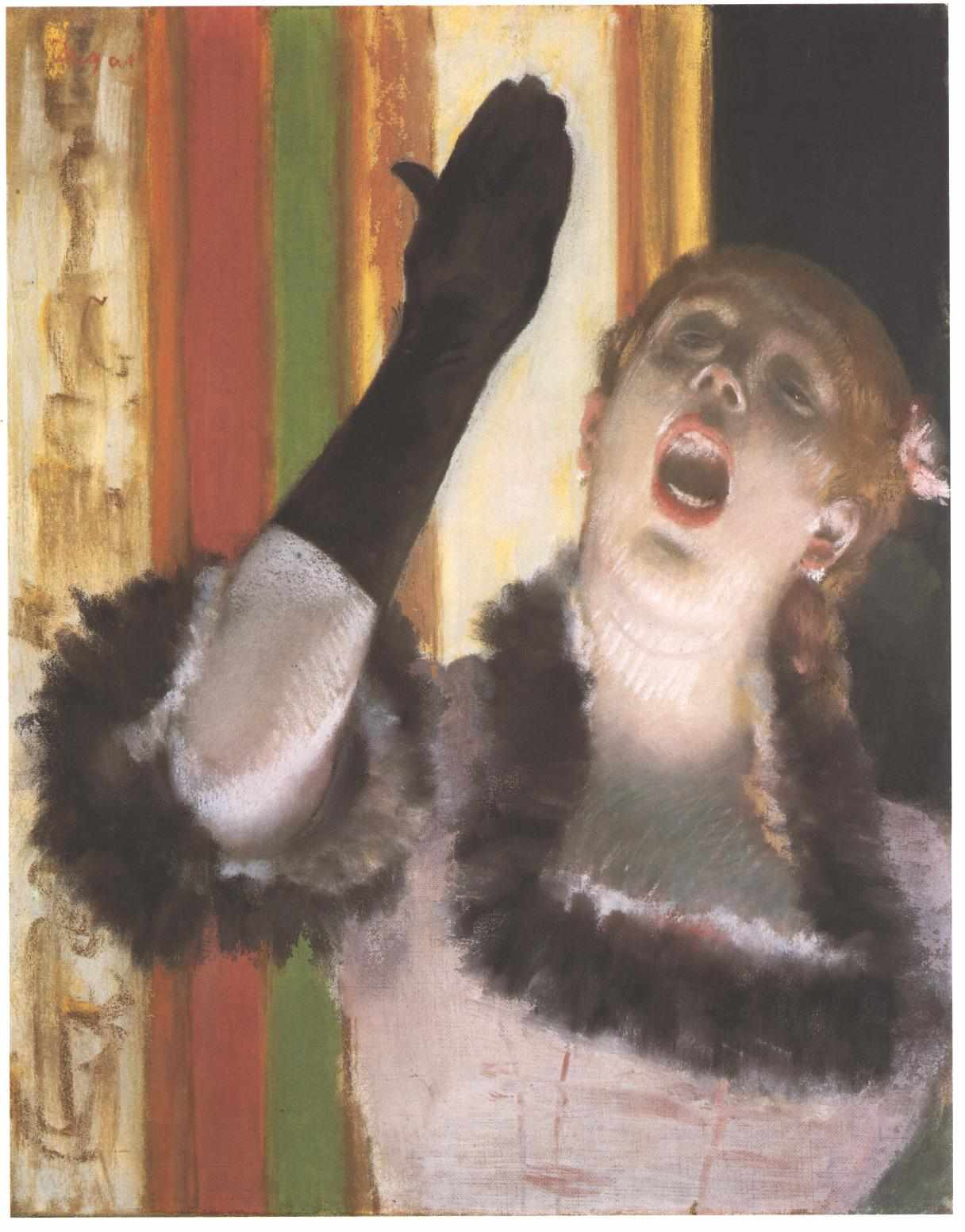
La Chanteuse au gant (1878), Cambridge, Fogg Art Museum.

Le 27 décembre 1873, Edgar Degas, Claude Monet, Auguste Renoir, Alfred Sisley, Camille Pissarro, Ludovic-Napoléon Lepic et Berthe Morisot, fondent la Société anonyme coopérative des artistes peintres, sculpteurs et graveurs, société à capital et personnel variables, dont le gérant provisoire est Pierre–Firmin Martin. Ils y investissent leurs fonds propres pour organiser une première exposition dans les locaux du photographe Nadar. La réception critique de cette exposition donne son nom au groupe impressionniste alors que Degas, contre l'avis de Monet et de Renoir, aurait voulu l'intituler Les Intransigeants.
De 1874 à 1886, Degas confie des œuvres aux expositions impressionnistes (il participe à sept d'entre elles sur huit) et participe très activement à leur organisation. Il a alors de très nombreux contacts avec des peintres de sa génération, notamment Camille Pissarro, mais aussi avec des artistes d’avant-garde plus jeunes.
En 1875, il voyage en Italie à Naples. Puis participe à la deuxième exposition des impressionnistes chez Paul Durand-Ruel. Degas change successivement d'atelier de la rue Blanche pour la rue Lepic. À partir de 1875, en proie à de nombreuses difficultés matérielles, la peinture devient sa source de revenus.
Le 13 avril 1876, le critique Arthur Baignières écrit : « En tête des hommes, nous plaçons Mr Degas, le pontife, je crois de la secte des intransigeants impressionnistes. ».
À la fin des années 1870, il travaille en collaboration avec Camille Pissarro qui cherche une nouvelle orientation à son travail, et ils réalisent ensemble des estampes. Il encourage aussi Pissarro à produire des éventails et envisage alors une salle consacrée aux éventails lors de l'exposition impressionniste de 1879.
Les Années 1880
Dans les années 1880, alors que sa vue commence à décliner, Degas privilégie le pastel, auquel il mêle parfois l'aquarelle et la gouache. Les tableaux de cette période témoignent d’un travail très moderne sur l’expressivité de la couleur et de la ligne. Il parraine Paul Gauguin auprès des impressionnistes. En 1878, il peint La Chanteuse au gant (Cambridge, Fogg Art Museum). Degas va au concert, à l'Opéra, il mène une vie mondaine, le dimanche il va aux courses de chevaux… Toute la vie moderne et parisienne l'intéresse, aussi bien les cafés-concerts, les terrasses des cafés sur les grands boulevards, les prostituées ou les ouvrières blanchisseuses.

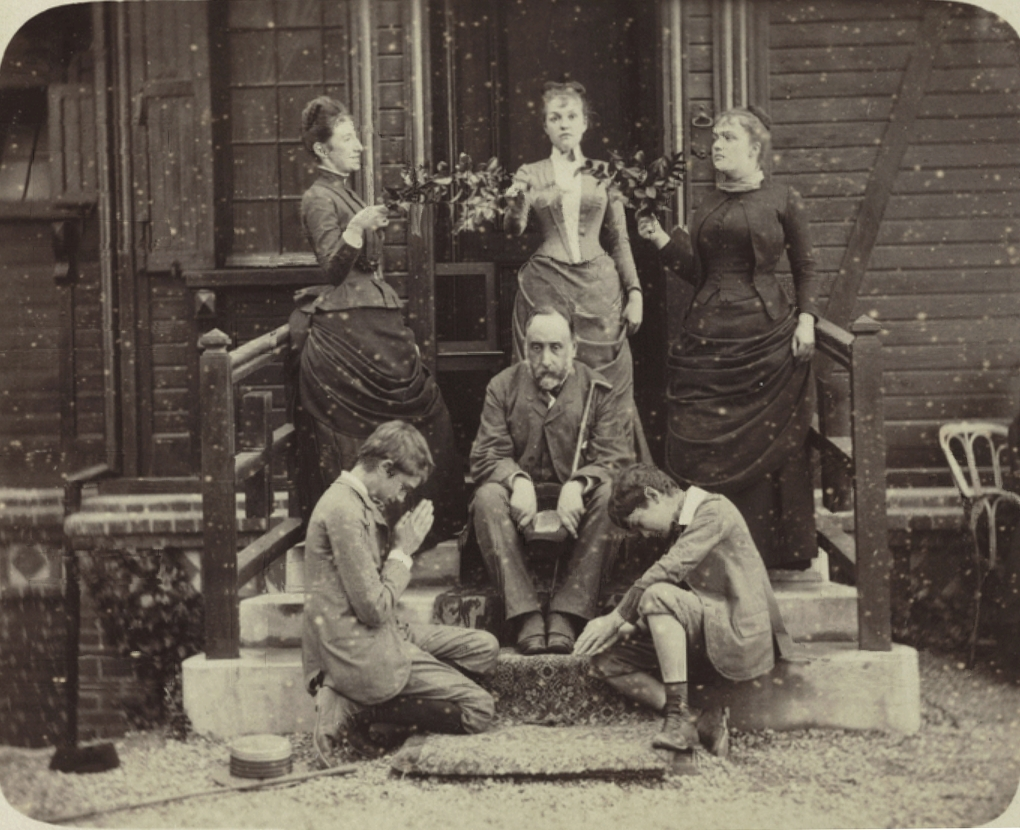
Apothéose de Degas (1885), photographie de Walter Barnes mise en scène par Degas à Dieppe, devant la maison de la famille Halévy. Paris, musée d'Orsay.

En 1881, il présente la statue de La Petite Danseuse de quatorze ans à la sixième exposition des impressionnistes ; la sculpture crée le scandale dans la presse. Il séjourne régulièrement chez ses amis Halévy et Blanche en Normandie entre Étretat et Dieppe où il participe à l'écriture de la pièce La Cigale qui se moque des impressionnistes de Barbizon.
Le collectionneur et baryton français Jean-Baptiste Faure lui fait un procès pour des œuvres insuffisamment travaillées, procès que Degas perd.
Degas est condamné le 24 mai 1887 par le tribunal civil de Paris à terminer 3 tableaux dont Le Champ de Courses, La Blanchisseuse en silhouette et Les Grosses Blanchisseuses, cette dernière œuvre est actuellement disparue.
Elle est la première version, la seconde étant Les Repasseuses exposée à Orsay,
La première version est vraisemblablement la commande de Faure en 1874 qui aura été livrée en 1887 probablement photographiée sous le numéro 435 chez Durand-Ruel le 2 janvier 1993 lorsque Faure vendit 5 œuvres de Degas photographiées du numéro 434 au 439, photo 434 Le Défilé, photo 436 les Repasseuses L.686, photo 437 Le Champ de Courses, photo 438 La Blanchisseuse silhouette, photo 439 Aux courses en province (soit 6 photos pour 5 tableaux vendus).
Les Repasseuses L.686, volontiers considérées comme faisant partie de cette commande ne peuvent absolument pas l’être puisque non retouchées comme l’exige le tribunal, et les correspondances de Degas, aussi le tableau n’appartenait pas à Faure lors de l’exposition de 1876  bien que payé d’avance.
Or le L.686 (photo Durand-Ruel 436) a été photographié en 1893 mais daté par Durand-Ruel en 1882, cela indique une acquisition postérieure chez Durand-Ruel à la commande initiale de Faure en 1874, et donc remettre en cause sa qualité de tableau livré à Faure en 1887.
En 1884, après la rétrospective Manet, Degas achète trois Manet à la vente de l'atelier. En 1886, Paul Durand-Ruel organise la première exposition de Degas à New York où une vingtaine de nus crée la polémique.
En 1889, Joris-Karl Huysmans consacre un chapitre aux nus de Degas dans son recueil Certains. Degas travaille la sculpture. Vers 1890, il délaisse la peinture pour se consacrer au pastel, aux monotypes et pratique la photographie. Il achète des tableaux d'Ingres et de Delacroix. L’exposition de vingt-six paysages, qu’il présente en octobre 1892 à la galerie Durand-Ruel, est sa première et dernière exposition personnelle à Paris. En 1896, le legs Caillebotte est accepté par le musée du Luxembourg, sept œuvres de Degas intègrent alors les collections publiques. Degas expose ses photographies. Il achète des Cézanne pour sa collection.
À la fin des années 1890, il se plaint que sa vue baisse, il se consacre presque exclusivement à la sculpture, qu’il pratique déjà depuis une dizaine d’années, transposant ses sujets favoris dans la cire.

### L'affaire Dreyfus

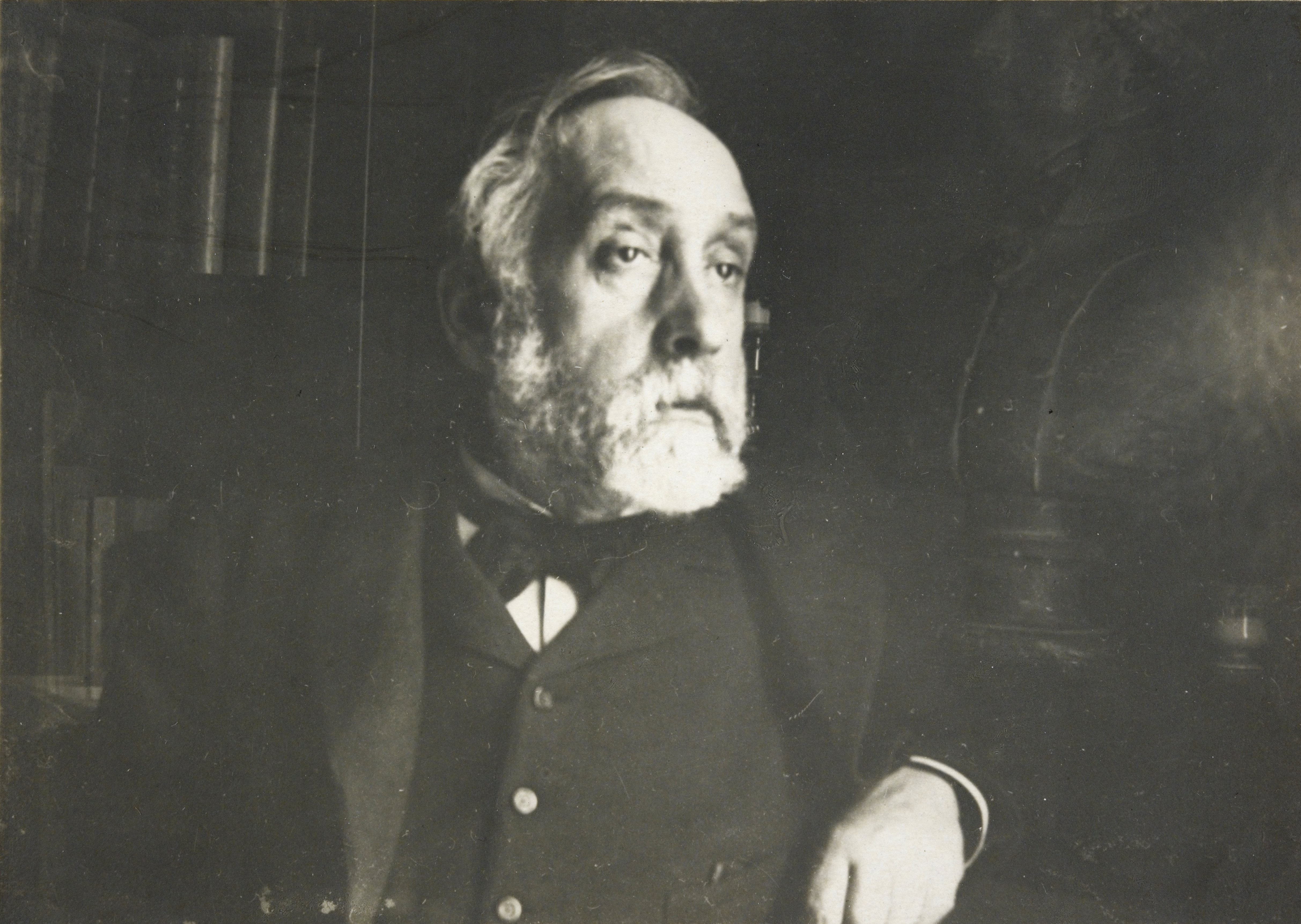
Autoportrait photographique de Degas en 1895, musées d'Art de Harvard.

Célèbre pour son caractère intransigeant, son humour ou son mordant, Degas est un peintre craint pour ses jugements. Par exemple, il disait de Meissonier, peintre méticuleux en renom alors et de petite taille : « Il est le géant des nains !  ».
L'affaire Dreyfus le brouille, en 1897, avec ses amis, en particulier son ami Ludovic Halévy (qu'il ne reverra que sur son lit de mort) et même toute la famille Halévy qu'il fréquentait, avec qui il ne renouera qu'après la réhabilitation du capitaine Dreyfus en 1908.
Edgar Degas, Jean-Louis Forain, Jules Lemaître et Gustave Schlumberger manifestèrent une vive colère dans le salon couru de Geneviève Straus (anciennement Madame Georges Bizet) lorsque Joseph Reinach défendit l'innocence de Dreyfus. Comme le critique Jules Lemaître, le peintre Auguste Renoir, les poètes José-Maria de Heredia et Pierre Louÿs, le compositeur Vincent d'Indy, entre autres, Degas fut membre de la Ligue de la patrie française, ligue antidreyfusarde modérée,.

### La rencontre avec Paul Valéry
En 1896, le jeune écrivain et poète Paul Valéry rencontre Degas dans son atelier 37, rue Victor Massé, par l'intermédiaire de Henri Rouart. Une amitié durable naît entre les deux hommes que 37 ans séparent, Degas a 61 ans, Paul Valery 24 ans. Paul Valéry évoque cette rencontre dans son livre Degas, Danse, Dessin publié en 1936 par Ambroise Vollard.

### Les dernières années

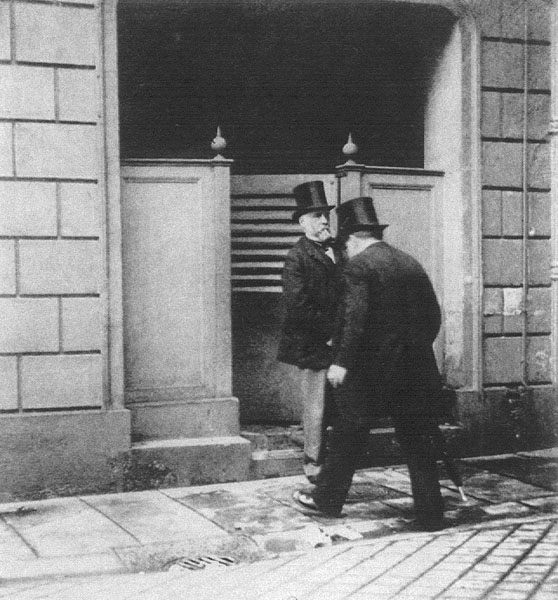
Edgar Degas sortant d'une vespasienne en 1889. Photographie de Giuseppe Primoli (1851-1927).

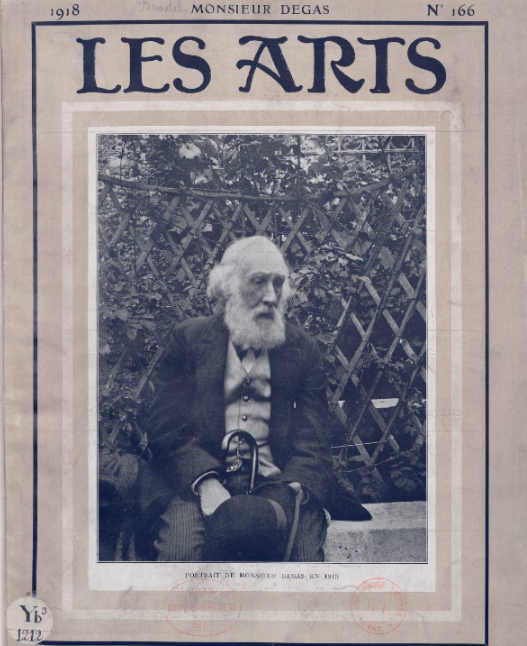
Portait de Degas en 1915 par Albert Bartholomé.

Degas se lie avec Suzanne Valadon qui pose pour lui. En 1903, Louise Havemeyer essaie d'acquérir la cire originale de La Petite Danseuse de quatorze ans, sans succès. À partir de 1905, le peintre se retranche de plus en plus dans son atelier, aigri par la cécité qui le gagne et l'incontinence prostatique. Il déambule en omnibus dans Paris suivant la prescription de son médecin qui lui a recommandé de marcher. En 1911, le Fogg Art Museum à Cambridge aux États-Unis lui consacre une rétrospective. En 1912, ruiné, il déménage au no 6 boulevard de Clichy dans un petit atelier-appartement que Suzanne Valadon, une des dernières modèles du peintre lui a trouvé ; sourd et démoralisé, il ne travaille presque plus. Il se met à errer dans Paris, quelquefois vêtu de haillons, marchant vers son ancienne adresse rue Victor-Massé, alors en démolition.
En 1915, il refuse d'être filmé par Sacha Guitry, qui use d'un subterfuge pour le filmer marchant dans la rue dans Ceux de chez nous.
La faillite de sa famille (mort de son père, problèmes financiers de son frère Achille), son caractère difficile, son esprit mordant, ses boutades féroces, son antisémitisme, ses positions souvent intransigeantes, la progression inexorable de ses troubles oculaires et sa surdité, ont pu contribuer à accentuer la misanthropie si souvent dénoncée de ce vieux célibataire. Âgé, il continue pourtant à s’intéresser à la création, recevant des artistes dans son atelier jusqu’à son déménagement boulevard de Clichy, en 1912.
Pauvre et presque aveugle depuis quelques années, Degas meurt le 27 septembre 1917, à son domicile du 6 Boulevard de Clichy (18e), d’un anévrisme cérébral, âgé de 83 ans, entouré de ses collections. Il est inhumé dans le caveau familial au cimetière de Montmartre (quatrième division), accompagné par le représentant du ministre des Beaux-Arts, des peintres Henri Gervex, Léon Bonnat et Jean-Louis Forain en uniforme. Suivant les volontés de Degas, il n'y eut pas de discours : « Je ne veux pas de discours. Si ! Forain vous en ferez un, vous direz : il aimait le dessin ». Paul Valery note dans ses Cahiers que le peintre était « un chef-d'œuvre de l'esprit humain ».
L’année suivante, les œuvres accumulées dans son atelier et son importante collection sont dispersées aux enchères.

### Élèves
Le seul élève qu'il ait jamais eu est Ernest Rouart, fils d'Henri Rouart, grand ami de Degas.
Le poète et philosophe Paul Valéry a également été proche de Degas ; il raconte son expérience et les souvenirs de Ernest Rouart dans son livre : Degas, Danse, Dessin.
Le peintre anglais Walter Sickert fut profondément influencé par Degas et vint le rencontrer alors que Sickert vivait à Dieppe.
Au-delà de Sickert, Pierre Bonnard, Paul Gauguin ou même Edward Hopper, l'influence de Degas sur de nombreux peintres postimpressionnistes fut considérable.

## Un collectionneur passionné
L'ampleur de l'œuvre de Degas a fait passer sous silence son activité de collectionneur. Si l'on ignore la date à laquelle Degas commence à collectionner, on sait que son père et son grand-père étaient eux aussi des collectionneurs passionnés.
Le premier achat attesté date de 1873 et il s'agit des Champs labourés de Pissarro. Mais dans la deuxième moitié des années 1870, il n'y a plus de trace d'achat et il semble même vendre des pastels de Quentin de La Tour pour faire face aux difficultés financières familiales. Ses achats reprennent en 1881 une fois les difficultés surmontées. Les achats de Degas des années 1870-1880 sont principalement tournés vers les artistes participant à l'avant-garde de son époque notamment les futurs impressionnistes. Mais il s'intéresse aussi aux grands maîtres de la première moitié du XIXe siècle. En 1885, il acquiert une petite version d'Œdipe et le Sphinx d'Ingres variante réduite de celle du Louvre. Ce genre d'achat ne devait pas être unique pendant les années 1880 car, au moment de l'un de ses déménagements, en avril 1890, ses collections étaient suffisamment importantes pour que Degas annonce ironiquement sa nouvelle adresse ainsi : l' « Hôtel Ingres change de place et est transféré 23, rue Ballu ».
Pendant les années 1890, Degas poursuit ses achats d'artistes modernes. Il va notamment acheter aux différentes ventes organisées par Paul Gauguin.
En 1899, ses amis le consacrent « le Phénix des collectionneurs ». À partir de 1900 ses achats se ralentissent ; la vente Chennevières est l'occasion d'acquérir des œuvres de Théodore Caruelle d'Aligny, Théodore Géricault et Ingres. Sa dernière acquisition repérée est sans doute en 1903, La Poissarde, femme assise à sa fenêtre, qu'il se procura chez Durand-Ruel en souvenir de Paul-Émile Destouches chez lequel il est allé poser avec sa mère, rue du Bac, un portrait présent dans sa collection.

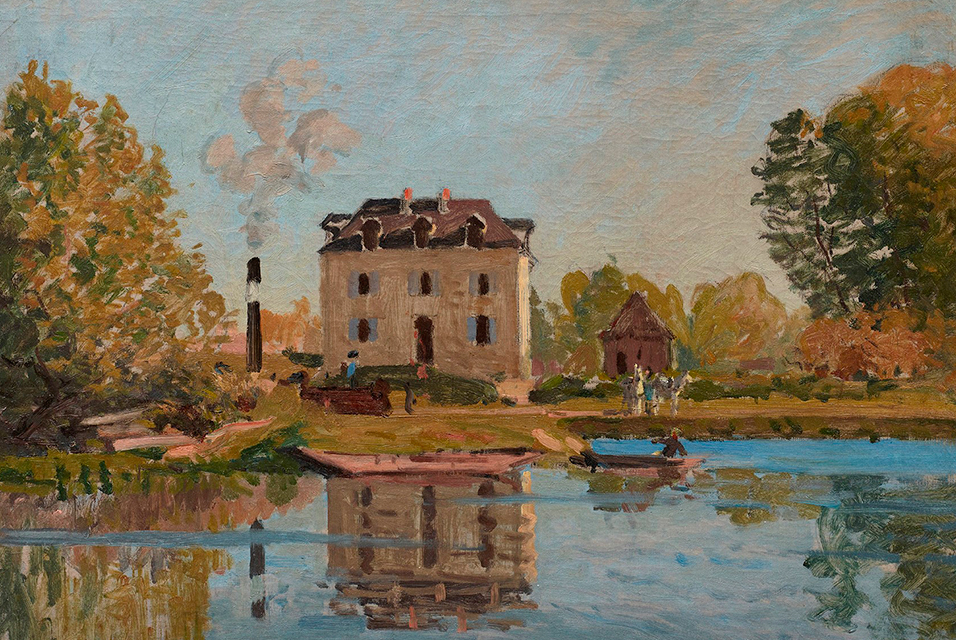
La Fabrique pendant l'inondation 1873 par Alfred Sisley, Ordrupgaard museum de Copenhague.

Cette collection a pu être réunie tout d'abord parce que certaines œuvres sont des dons, d'Édouard Manet, Albert Bartholomé, Gustave Caillebotte, et même presque des legs[C'est-à-dire ?]. Sa collection englobe toute une part de la peinture française du XIXe siècle, son centre de gravité étant Ingres et Eugène Delacroix. Elle contient un nombre important de portraits. L'artiste le mieux représenté est Ingres avec vingt peintures, quatre-vingt huit dessins ; l'ensemble consacré à Delacroix comprend treize tableaux et cent-vingt-neuf dessins. Ce sont ces deux peintres et Honoré Daumier que Degas considérait comme les plus grands dessinateurs du XIXe siècle. Il conservait 1 800 lithographies de Daumier et 2 000 estampes de Paul Gavarni. Degas possédait aussi presque toutes les gravures de Manet. Il a également amassé des estampes japonaises, comme beaucoup d'artistes contemporains, de Kiyonaga, Sukenobu, Utamaro et Hokusai. Les paysages sont très peu représentés dans sa collection : sept Corot, un Sisley (La Fabrique pendant l'inondation,) et trois Pissarro.
Degas vit au milieu de ses tableaux, comme en témoignent les photographies anciennes. Ses copies et ses collections sont une sorte de musée imaginaire qui lui permet d'avoir tout ce qu'il aime et admire ; sa collection était composée à sa mort de cinq cents peintures et dessins et plus de cinq mille lithographies.

### Ingres, la tradition du dessin

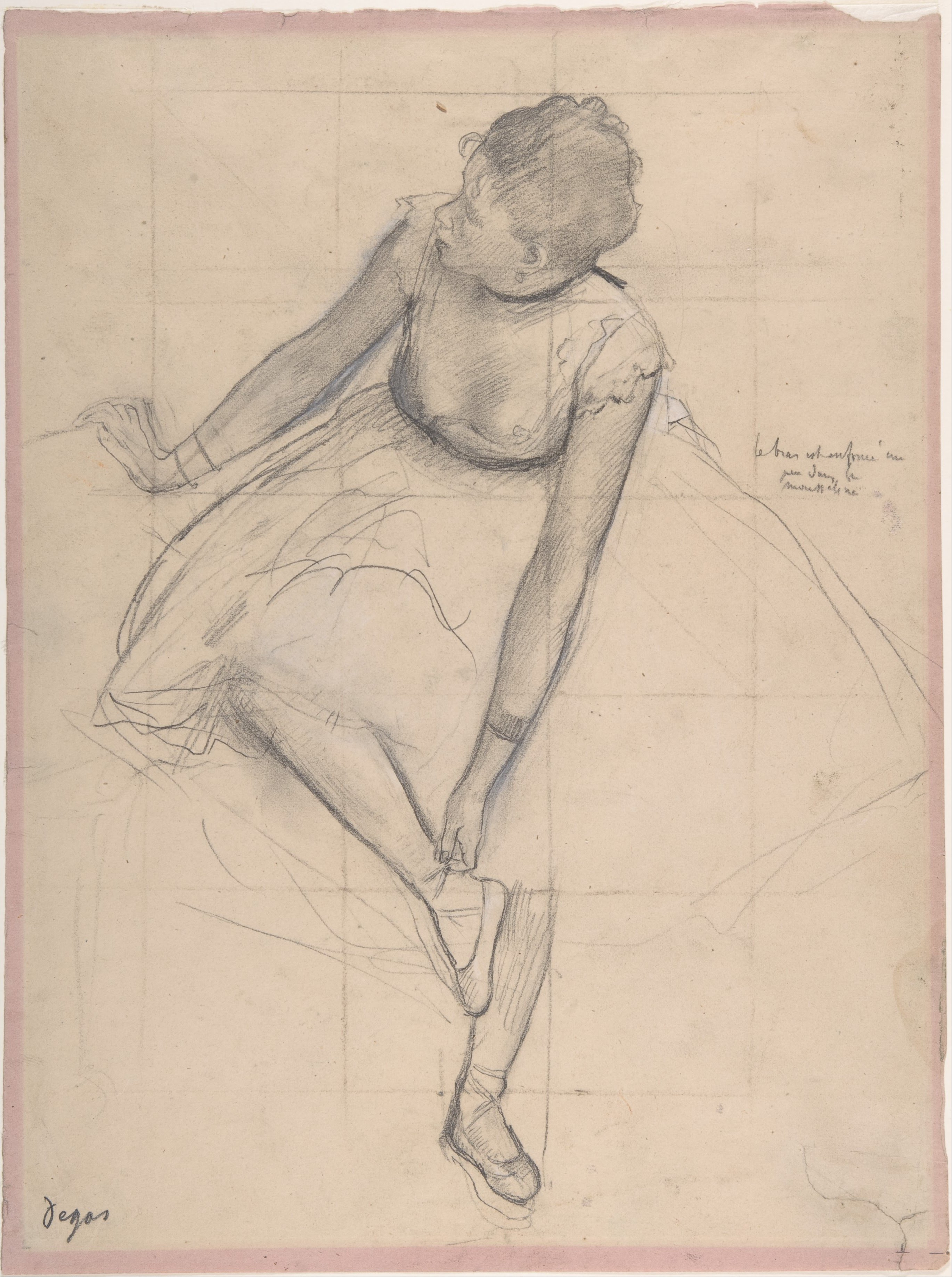
Danseuse ajustant son chausson (1873), New York, Metropolitan Museum of Art.

L’influence d’Ingres fut certainement prépondérante dans sa jeunesse. À vingt et un ans, le jeune Degas obtient de rencontrer le vieux maître dans son atelier. La même année, il copie avec passion des œuvres présentées dans la rétrospective consacrée à Ingres. Peint à cette époque, le premier grand autoportrait (Degas) fait clairement référence à celui d’Ingres datant de 1804. Le jeune artiste ne s’est cependant pas représenté en peintre mais en dessinateur, un porte-fusain à la main, se remémorant peut-être les conseils qu’Ingres venait de lui prodiguer : « Faites des lignes, beaucoup de lignes, et vous deviendrez un bon artiste. »
Même à la fin de sa carrière, Degas n’abandonna pas l’approche académique qui consiste à mettre en place une composition à l’aide de dessins préparatoires, et notamment d’études d’après modèle vivant. De la même façon qu’il préparait ses tableaux d’histoire, il a souvent recours au dessin pour ses dernières scènes de la vie moderne. Il continue à appliquer les préceptes d’Ingres. Se souvenant des nus féminins d’Ingres comme La Baigneuse Valpinçon, il dessine ses femmes à leur toilette, en cernant d’un trait sombre et sensuel les contours de leur corps.

### Delacroix, la couleur et le mouvement
Degas admire les œuvres qu’Eugène Delacroix présente au Salon parisien de 1859 et étudie sa peinture, entreprenant notamment une copie à l’huile de l’Entrée des Croisés à Constantinople. Désormais, Degas s’attache à réconcilier couleur et dessin, mouvement et structure, en réalisant la synthèse des diverses influences qu’il continue à recueillir.
Dans sa dernière période, Degas fait en effet de plus en plus appel à des coloris éclatants et à des harmonies de couleurs complémentaires. En digne successeur de Delacroix, il libère sa palette de toutes contraintes pour peindre selon ses propres termes des « orgies de couleur ». En 1889, Degas voyage à Tanger sur les pas de son illustre prédécesseur (voir Voyage en Afrique du Nord d'Eugène Delacroix).

## L'Œuvre

### Une esthétique complexe
La plupart des ouvrages consacrés à Edgar Degas, lorsqu’ils désirent le classer dans l’histoire de l’art, le rattachent au grand mouvement de l’impressionnisme, formé en France dans le dernier tiers du XIXe siècle en réaction à la peinture académique de l’époque. Les artistes qui en font partie, tels Claude Monet, Paul Cézanne, Auguste Renoir, Alfred Sisley, Mary Cassatt, Berthe Morisot ou Camille Pissarro, las d’être régulièrement refusés aux Salons officiels, s’étaient constitués avec Degas en société anonyme afin de montrer leurs œuvres au public.
On résume souvent l’art impressionniste aux effets de lumières en plein air. Ces caractéristiques ne sont toutefois pas applicables à Degas, même s’il est un des principaux membres fondateurs et animateurs des expositions impressionnistes. Il trouve sa place dans le mouvement par son invention technique, son activisme et par la liberté de peindre prônée par le groupe, que lui aurait souhaité nommer Les Intransigeants. Au plein air il préfère, et de loin, « ce que l’on ne voit plus que dans sa mémoire » et le travail en atelier. S'adressant à un peintre il dit : « À vous, il faut la vie naturelle, à moi la vie factice. ».

### La technique, différentes étapes

#### 1853-1873: l’invention d’une «nouvelle peinture»

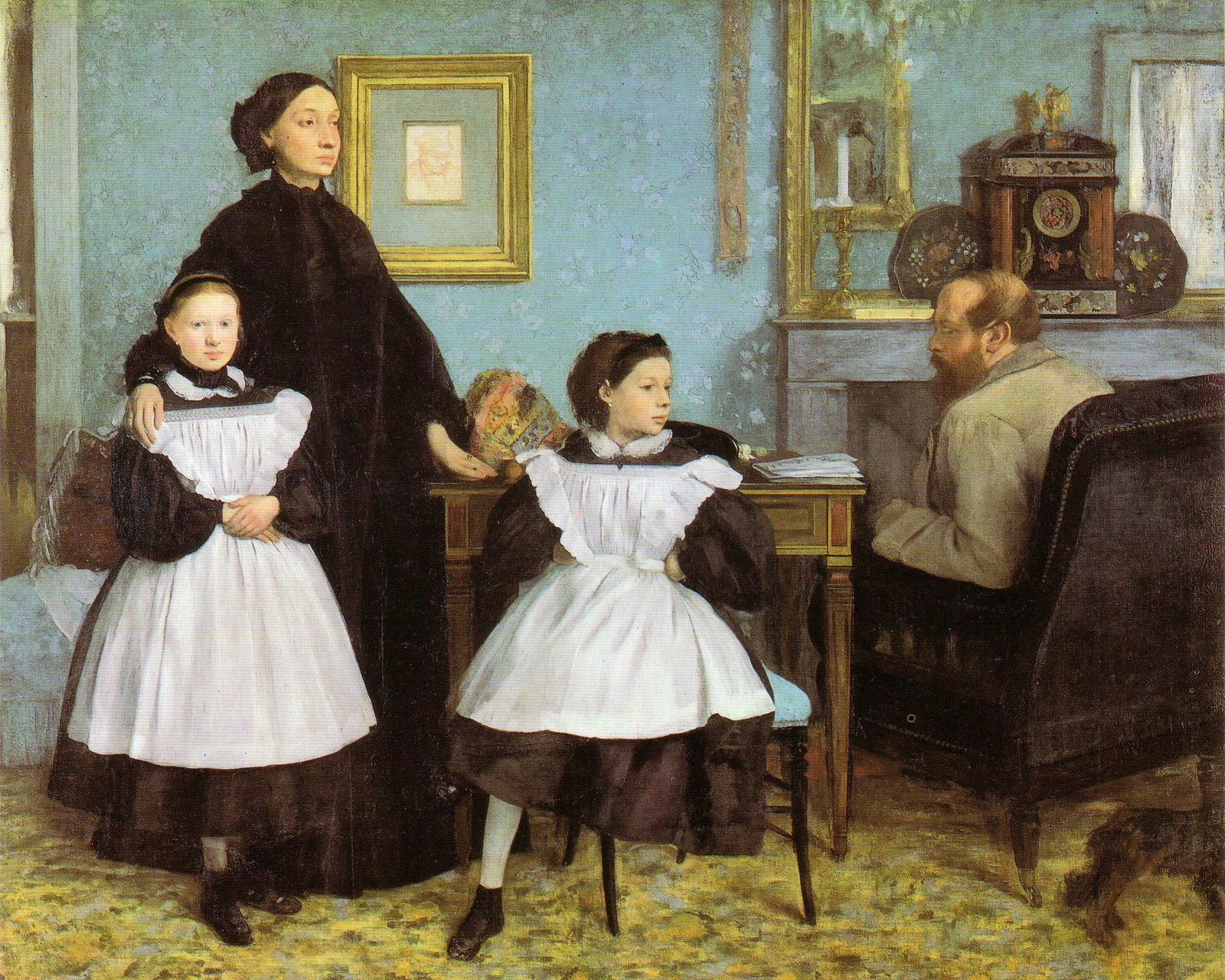
La Famille Bellelli, (1858-1869), huile sur toile,, Paris, musée d'Orsay.

Le Tub, 1886, pastel,, Paris, musée d'Orsay. Le cadrage serré, la vue en plongée, l'étagère en premier plan révèlent l'influence des premiers clichés photographiques.

Pendant les vingt premières années de sa carrière, Degas expérimente tous les genres. Il a tout d’abord une prédilection pour les portraits. Dans ceux-ci, les accessoires prennent parfois tant d’importance que les œuvres sont à mi-chemin entre portrait et nature morte. Il apparaît très tôt capable de composer de grandes toiles ambitieuses comme La Famille Bellelli. Au début des années 1860, Degas aborde le genre des peintures historiques, en ayant recours de manière très personnelle à diverses sources d’inspirations. Il ne délaisse pas pour autant la peinture de genre, se passionnant très tôt pour les courses de chevaux, puis pour la danse, l’opéra, les cafés-concerts et la vie quotidienne. La danse est un sujet qui marquera la carrière de Degas. Il est en admiration devant ces danseuses qui rayonnent sur la scène. Elles sont comme des étoiles dont le regard ne peut se détacher. Il les montre en préparation, derrière la scène et lors de leur prestation. Degas se rend sur place pour représenter du mieux qu’il peut les moindres détails, c’est pour cette raison que ses tableaux débordent de vie.
Pour ses scènes de la vie moderne, il a parfois recours à des effets lumineux expressifs et invente des mises en page très audacieuses. Le genre du paysage est certainement celui que Degas a le moins travaillé, même s’il a exécuté une série ponctuelle de paysages au pastel. Enfin, les premières tentatives de sculptures demeurent quant à elles marginales par rapport aux huiles sur toiles, avec lesquelles Degas met progressivement en place une « Nouvelle peinture » qui s’épanouira au cours de la décennie suivante.

#### 1874-1886: le temps des expositions impressionnistes
En 1874, de retour à Paris après un voyage à La Nouvelle-Orléans, Degas commence à se faire connaître. Il était jusqu’alors relativement méconnu, malgré le rôle de chef de file qu’il occupait avec Manet parmi les artistes du café Guerbois. Dès la deuxième exposition, Degas est remarqué par les critiques, qui louent ou dénigrent le réalisme de son travail. La défense du « mouvement réaliste », pour reprendre sa propre expression, est d’ailleurs au cœur de sa démarche dans ces années-là.
Il commence à explorer des thèmes nouveaux, comme les repasseuses, les modistes ou les femmes à leur toilette. Cultivant son goût des expérimentations techniques, il recherche des moyens picturaux inédits. Ainsi, en 1877, il présente une série de monotypes, parfois rehaussés de pastels, qui témoignent d’une économie de moyens et d’une liberté de facture très novatrices. Cette période est donc marquée par des innovations techniques qui vont de pair avec des innovations formelles : Degas multiplie les points de vue audacieux, en plongée (Femme à la bassine) ou en contre-plongée (Miss Lala au cirque Fernando, Londres, National Gallery), qui montre son intérêt pour la photographie. Jouissant de la spontanéité que lui permet le travail du pastel, il recherche des effets lumineux et colorés très originaux, s’attachant par exemple avec ses nus très réalistes de 1886 à traduire les vibrations de la lumière sur le corps des femmes. Il dit d’ailleurs à propos de ses nus : « Jusqu’à présent, le nu avait toujours été représenté dans des poses qui supposent un public. Mais mes femmes sont des gens simples… Je les montre sans coquetterie, à l’état de bêtes qui se nettoient. » Les historiens de l'art ont par la suite mis en exergue la véracité anatomique qui transparaît dans l'approche de l'artiste, la sensualité de ses modèles étant souvent contrainte dans des attitudes à la limite du déséquilibre. À la fin de sa vie, il reconnaîtra toutefois : « J'ai peut-être trop souvent considéré la femme comme un animal ». Il a donc souvent été considéré comme misogyne.
Degas, même s'il a beaucoup discuté d'art avec Émile Zola, Manet et Albert Joseph Moore à La Nouvelle Athènes, ne se reconnait pas dans la conception de l'écrivain. Il reconnaissait comme influence les écrits de Pierre-Joseph Proudhon : La Justice, L'Art, et les Confessions qu'il trouvait « admirable ».

#### 1887-1912: au-delà de l'impressionnisme
Pendant près de trente ans, déjà âgé, Degas ne cesse de renouveler son art. Travaillant de plus en plus par séries, il décline des thèmes familiers. Ne s’intéressant que de manière ponctuelle au paysage, il est toujours fasciné par les danseuses et de plus en plus par les femmes à leur toilette, qui se lavent, se coiffent ou sortent du bain.

#### Scènes de la vie moderne

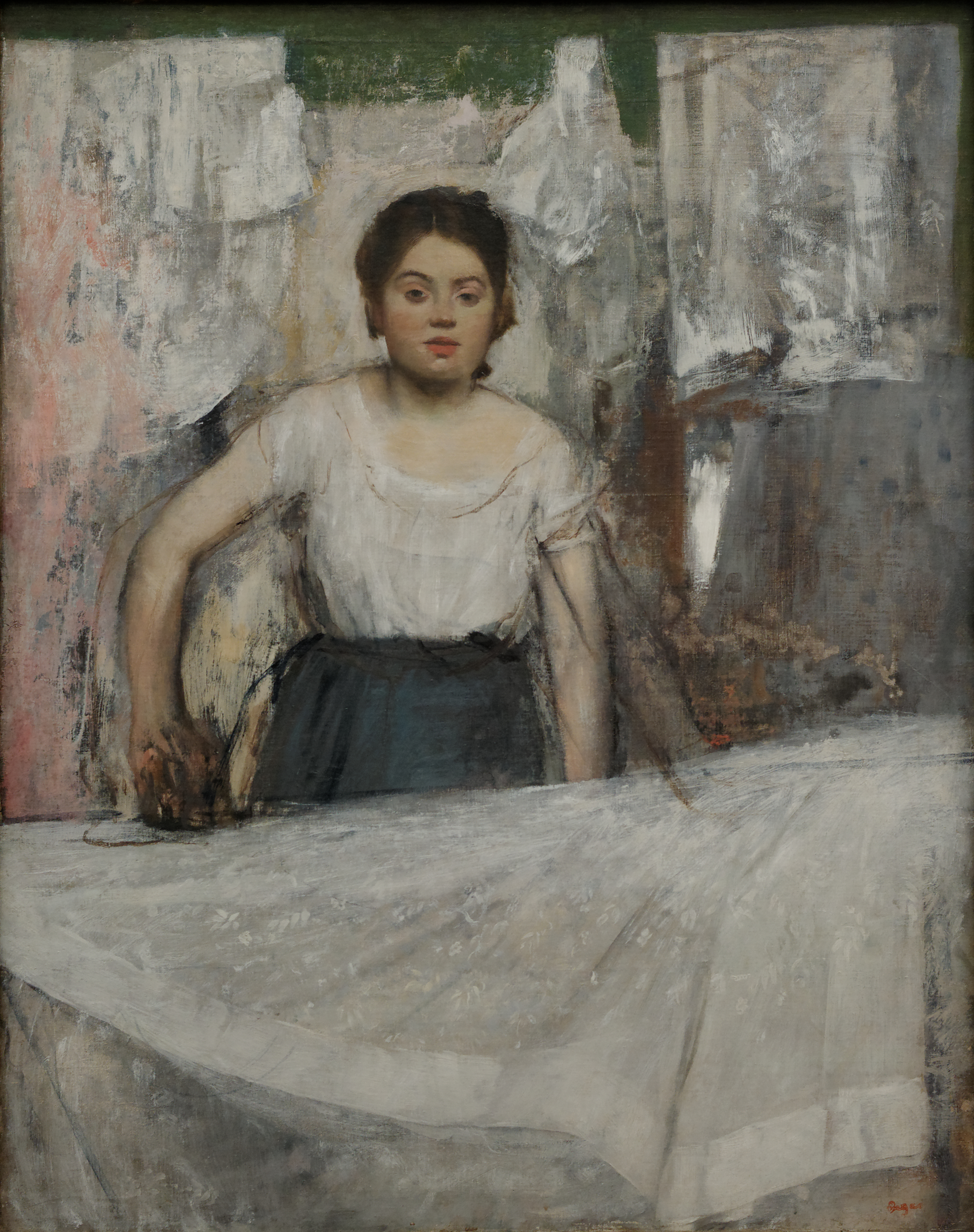
La Repasseuse (vers 1869), Munich, Neue Pinakothek.

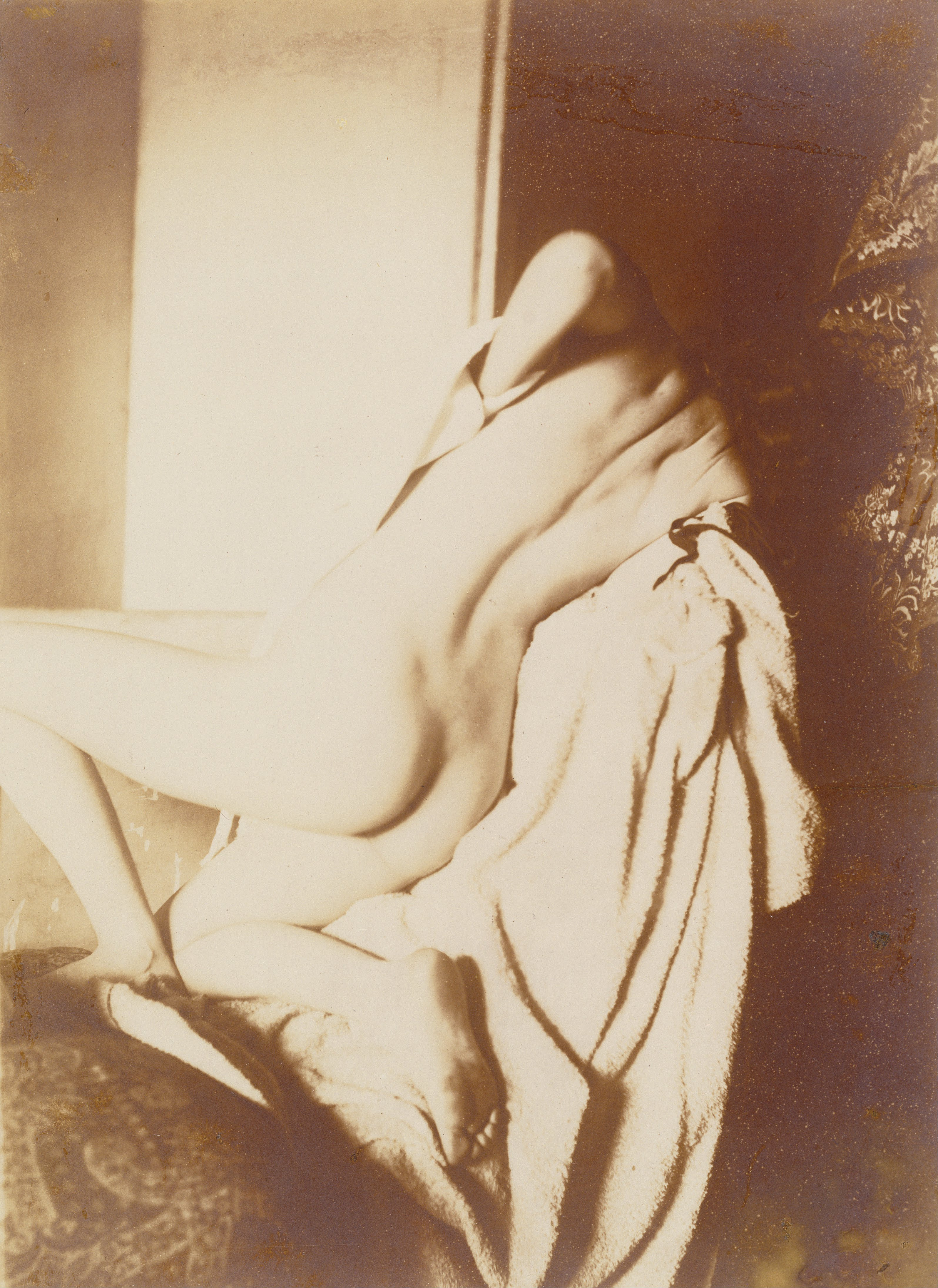
Jeune femme se séchant après le bain (1896), photographie, Los Angeles, Getty Center.

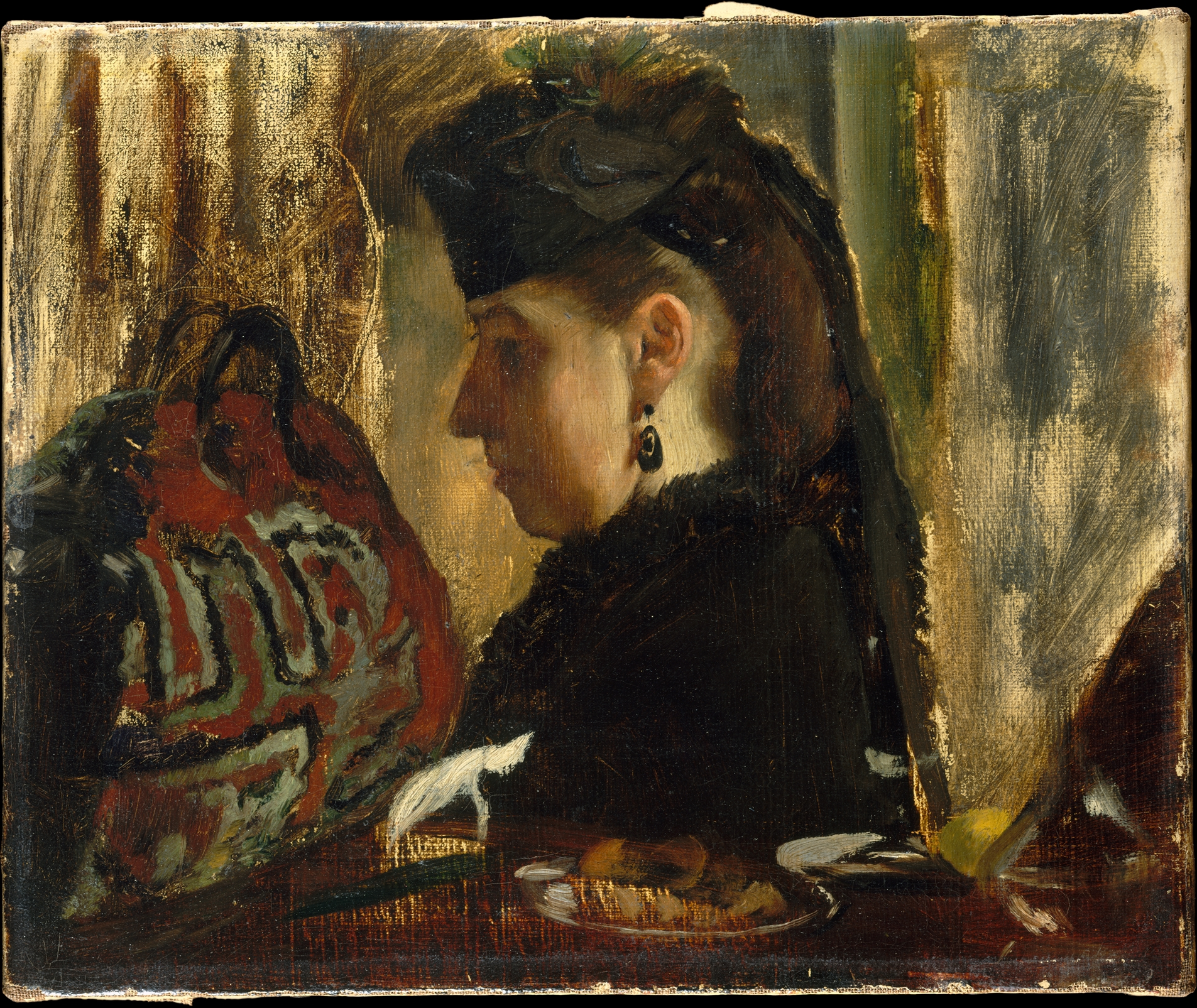
Mademoiselle Marie Dihau (1867-1868), New York, Metropolitan Museum of Art.

### Les sujets de Degas

#### Les courses hippiques
Parmi les scènes de genre qu'il peint en série, les courses de chevaux avec les jockeys et les propriétaires occupent une place importante. Comme dans son tableau Le Champ de courses, ou jockeys amateurs près d'une voiture (Paris, musée d'Orsay), commandé par le baryton Faure en 1876 et livré en 1887, où Degas combine plein-air, paysage et portraits, le tout influencé par la photographie.

#### Les lingères et les repasseuses
Ouvrières, lingères et repasseuses forment, avec la vie des grands boulevards, le prototype des parisiennes qui après le travail viennent se reposer au café-concert, à la terrasse. Émile Zola reconnaîtra dans une lettre à Degas s'être inspiré des ouvrières, des blanchisseuses et repasseuses, dans sa série des Rougon-Macquart, en particulier pour son roman L'Assommoir (1877) : « J'ai tout bonnement décrit, en plus d'un endroit, dans mes pages quelques-uns de vos tableaux. »

#### Les modistes
Une série de modistes (1876-1910) comprend 19 pastels, cinq peintures à l'huile et deux croquis. Les œuvres montrent des femmes fabriquant et achetant des chapeaux, les étudiant et les essayant. La série peut être interprétée comme une auto-réflexion artistique.

#### Les femmes à la toilette
Pour peindre ces figures féminines, Degas privilégie les coloris vifs et intenses qu’il juxtapose sans craindre d’aboutir à des harmonies saturées (La Coiffure).

#### Les danseuses de l'Opéra
Les répétitions, les moments de repos en coulisse, la représentation sont des instants que privilégie Degas dans sa recherche du mouvement et de la couleur. Degas maîtrise les raccourcis elliptiques, la pratique des gros plans, le goût du regard ascendant ou plongeant, les oppositions heurtées, les variations sur le thème du contre-jour. Il invente un rôle dans la suggestion de l’espace à de splendides planchers éclaboussés de lumière, agence subtilement les rapports de reflets, les sources de lumière, attentif aux éclairages imprévus de la rampe qui jettent des taches colorées sur les visages. L’artiste ose couper, sectionner. Les gestes qu’il suggère par un dessin de plus en plus cursif ont une surprenante valeur expressive.

#### Les musiciens de l'orchestre
Introduit à l'Opéra de Paris par son ami le bassoniste Désiré Dihau, Degas réalise, après le Portrait de mademoiselle Fiocre dans le ballet « La Source » (Brooklyn Museum, 1867-1868), ses premières approches du ballet au travers du portrait de groupe que représente L'Orchestre de l'Opéra (Musée d'Orsay, vers 1870) où les danseuses apparaissent tronquées sur la scène cependant qu'il représente au premier plan les musiciens de l'Orchestre auxquels se joignent dans les différents pupitres ses amis non musiciens. Suit une série de scènes de ballet montrant les musiciens dans la fosse et les premiers rangs de spectateurs : Musiciens à l'orchestre (musée Städel, 1872), Le Ballet de « Robert le Diable » (Metropolitan Museum of Art), Le Ballet de « Robert le Diable » (1876) (Victoria and Albert Museum) et Ballet à l'Opéra de Paris (Art Institute of Chicago, 1877), précédés par les portraits individuels des musiciens représentés dans le groupe : Portrait de Désiré Dihau (musées des Beaux-Arts de San Francisco, 1870), Le Violoncelliste Pilet (musée d'Orsay, 1868), le flûtiste Joseph-Henri Altès (Metropolitan Museum of Art, 1868), le guitariste Lorenzo Pagans et Auguste De Gas (musée d'Orsay, 1871-1872). Il réalise encore deux portraits de Marie Dihau la sœur de son ami, pianiste aux Concerts Colonne, Mademoiselle Marie Dihau (Metropolitan Museum of Art, 1867-1868) et Mademoiselle Dihau au piano (musée d'Orsay, 1869).
En 1885, il devient « abonné des trois jours » à l’Opéra, ce qui lui permet d’avoir accès aux loges et aux coulisses. Jusqu’en 1892, il s'y rendra ainsi cent-soixante-dix-sept fois.

#### Les scènes de maison close
Entre 1876 et 1885, Degas réalise une série de monotypes de scènes de maisons closes, où l'on distingue les prostituées attendant le client. Ses séries se situent dans le prolongement de la publication des romans de Huysmans Marthe, histoire d'une fille, ou d'Edmond Goncourt, La Fille Élisa, mais plus largement dans la longue tradition des scènes de bordel en peinture. Publiés après la mort de l'artiste par Ambroise Vollard, ces monotypes auront une grande influence, en particulier sur Pablo Picasso qui leur consacrera une série de dessins à la fin de sa vie.

### La photographie
L'intérêt et la pratique de la photographie est au cœur de l'œuvre de Degas. Si on conserve ses photographies réalisées entre 1895-1896, essentiellement des portraits, il semble qu'il ait pratiqué la photographie avec le photographe et peintre Charles Tasset.

### Encadrement et présentation des tableaux
Degas, comme d'autres artistes de son époque tels que Pissarro et Seurat, prêtait une attention particulière à l'encadrement de ses tableaux, dessinant par exemple le profil des cadres. Pour les tableaux et pastels légués au musée du Louvre par Isaac de Camondo en 1911, aujourd'hui au musée d'Orsay, il a approuvé un cadre composé d'une bordure dorée uniforme comprenant un à-plat et un ruban courant le long du bord extérieur. Ambroise Vollard raconte que le souci de Degas pour l'encadrement de ses tableaux était tel qu'il lui est arrivé de récupérer l'une de ses toiles chez son acquéreur si celui-ci avait remplacé le cadre d'origine par une bordure trop dorée.

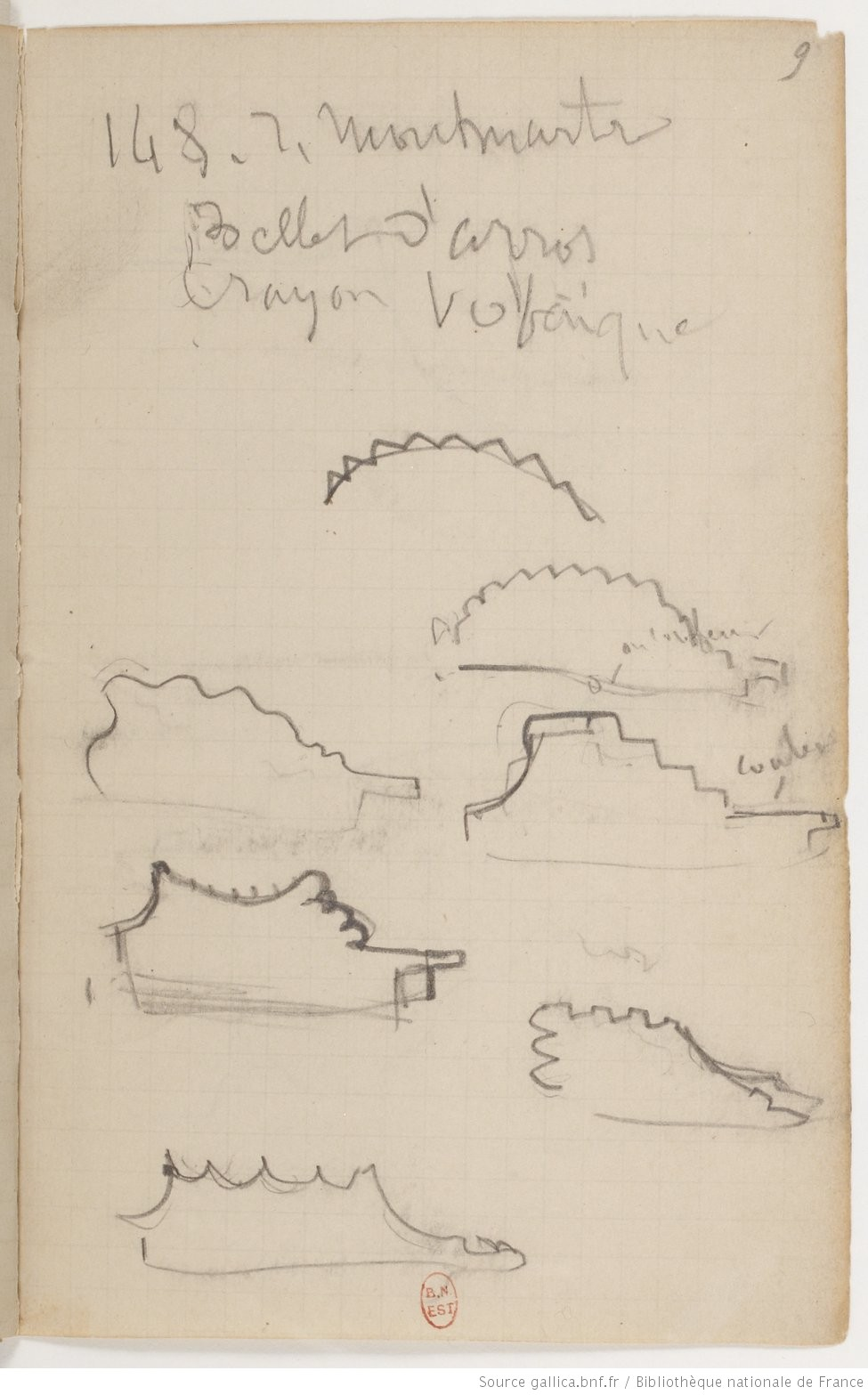
Profils de moulures d'encadrement dessinés par Degas.
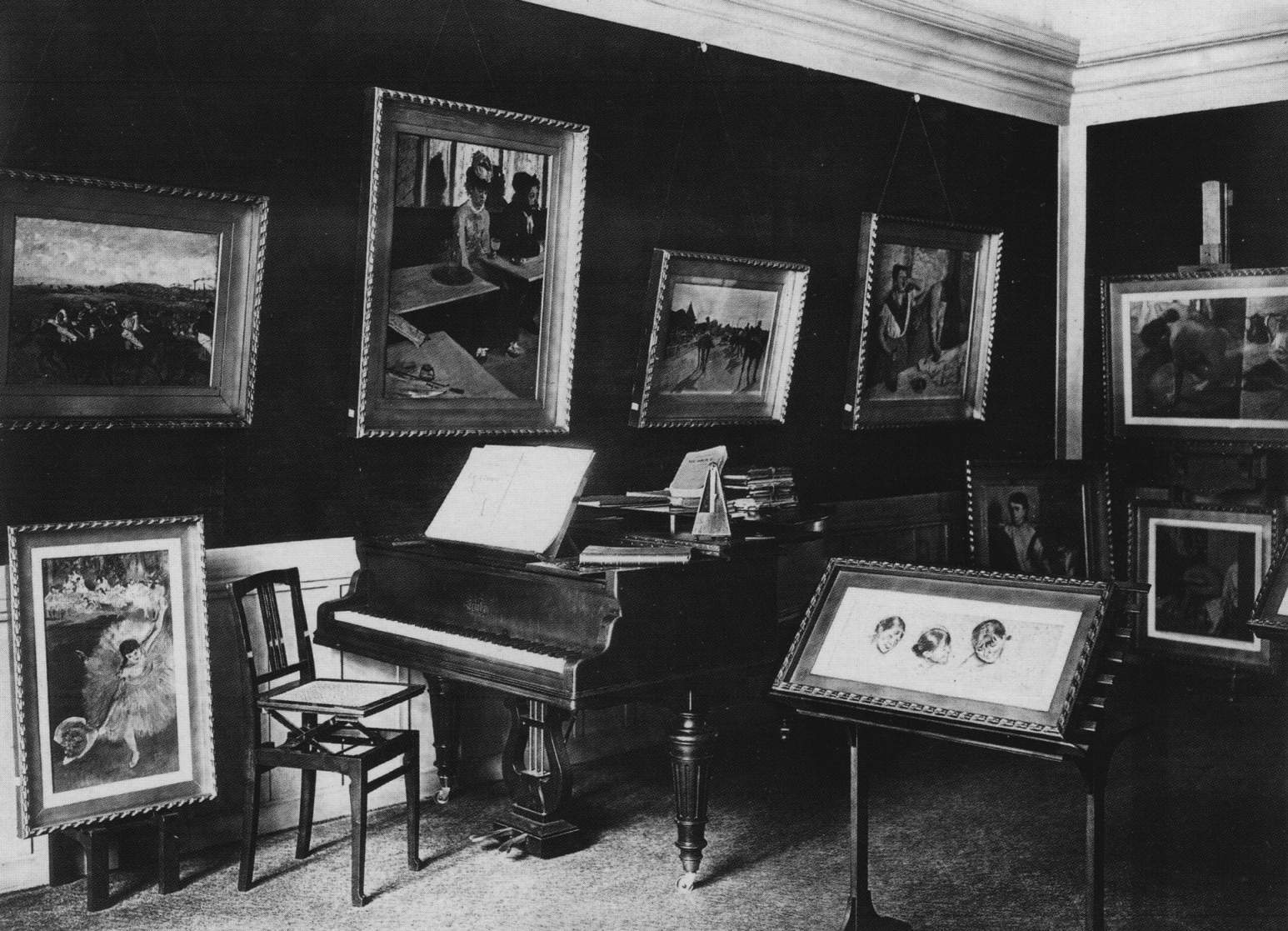
Les tableaux de Degas chez Isaac de Camondo.
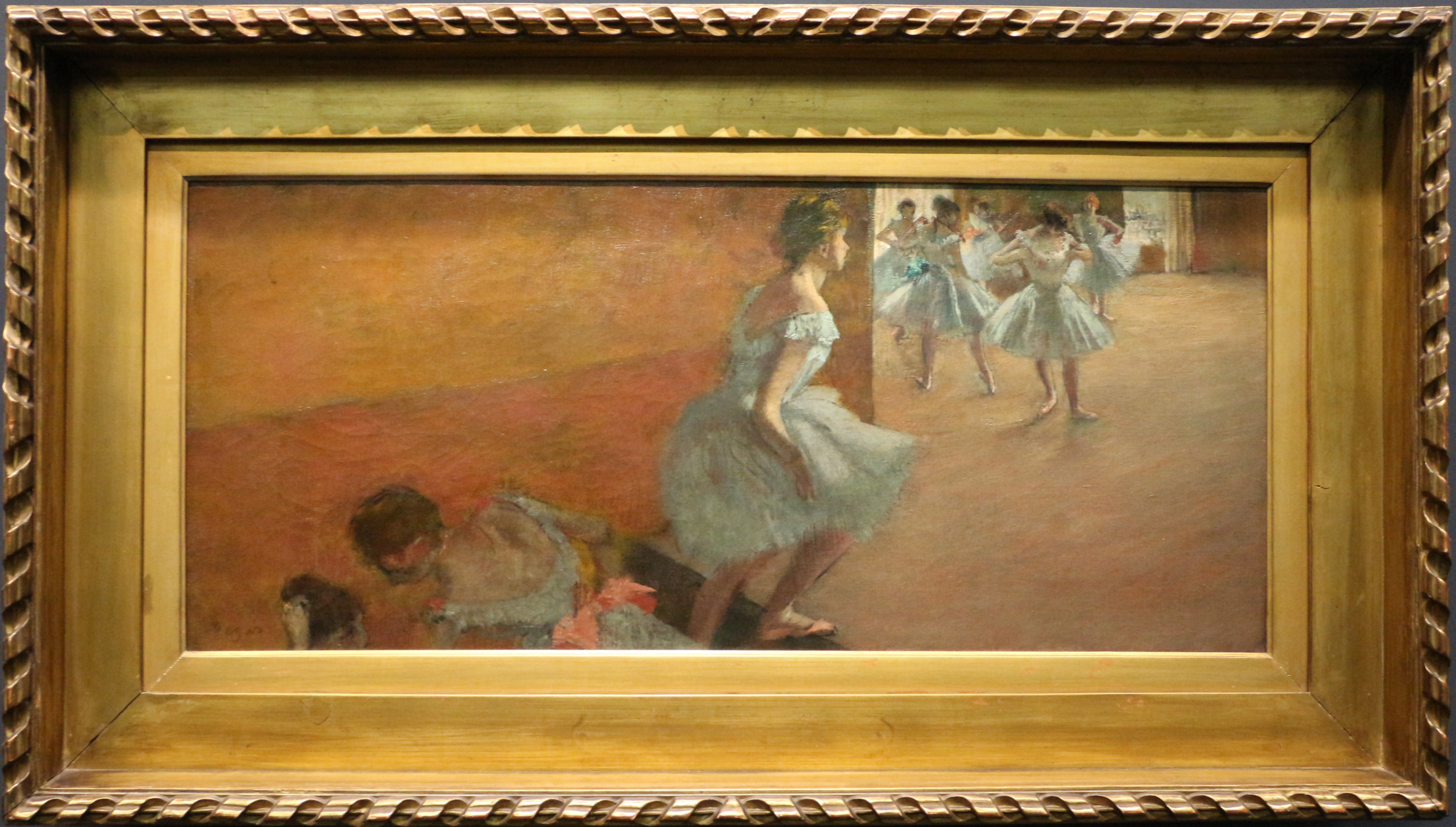
Exemple de cadre entourant les tableaux de Degas au musée d'Orsay.

### Écrits
Les mots d'esprits réels (ou rapportés) de Degas sont transcrits dans les nombreux ouvrages qui lui sont consacrés. Parmi les plus célèbres figurent ceux à propos du peintre mondain Helleu « C'est du Watteau à vapeur » ou du peintre Meissonnier « Il n'y a rien à dire, c'est même pas mauvais ! »
Degas écrit des poèmes et des sonnets, en particulier consacrés aux danseuses, qu'il échoua à faire publier. Degas participe également à l'écriture de pièces de théâtre comme La Cigale de Meilhac et Halévy qui se moque des impressionnistes et de l'école de Barbizon.

### Les sculptures
À partir des années 1880, Degas va aussi poser la question d'une sculpture « impressionniste ». Réalisant des modèles en cire, ces sculptures frappèrent ses contemporains par le réalisme de leur mouvement. Sur les dizaines de modèles conservés de nos jours un seul fut présenté de son vivant, lors de l'exposition impressionniste de 1881 : La Petite Danseuse de quatorze ans. Cette sculpture (dont un tirage en bronze, daté entre 1921 et 1931, est conservé au musée d'Orsay) représente, en grande taille, une jeune danseuse de 14 ans. À l'origine en cire peinte, elle était agrémentée de cheveux, chaussons et robe de danse, illustrant ainsi, dans la sculpture, les recherches de Degas sur la réalité. Hormis La Petite Danseuse de quatorze ans, les sculptures n'étaient toutefois pas destinées à être montrées, mais permettaient à Degas de fixer le mouvement pour ensuite servir de modèles à ses peintures. Les thèmes traités en sculpture sont donc très proches des œuvres peintes, comme les séries de danseuses ou de nus féminins (Le Tub, 1880, bronze, Paris, musée d'Orsay). Les sculptures originales de Degas sont composées divers matériels : tissus, terre, carton, aiguilles, fil de fer, bouchons, vieux pinceaux, etc., le tout mélangé et couvert de cire d'abeille.

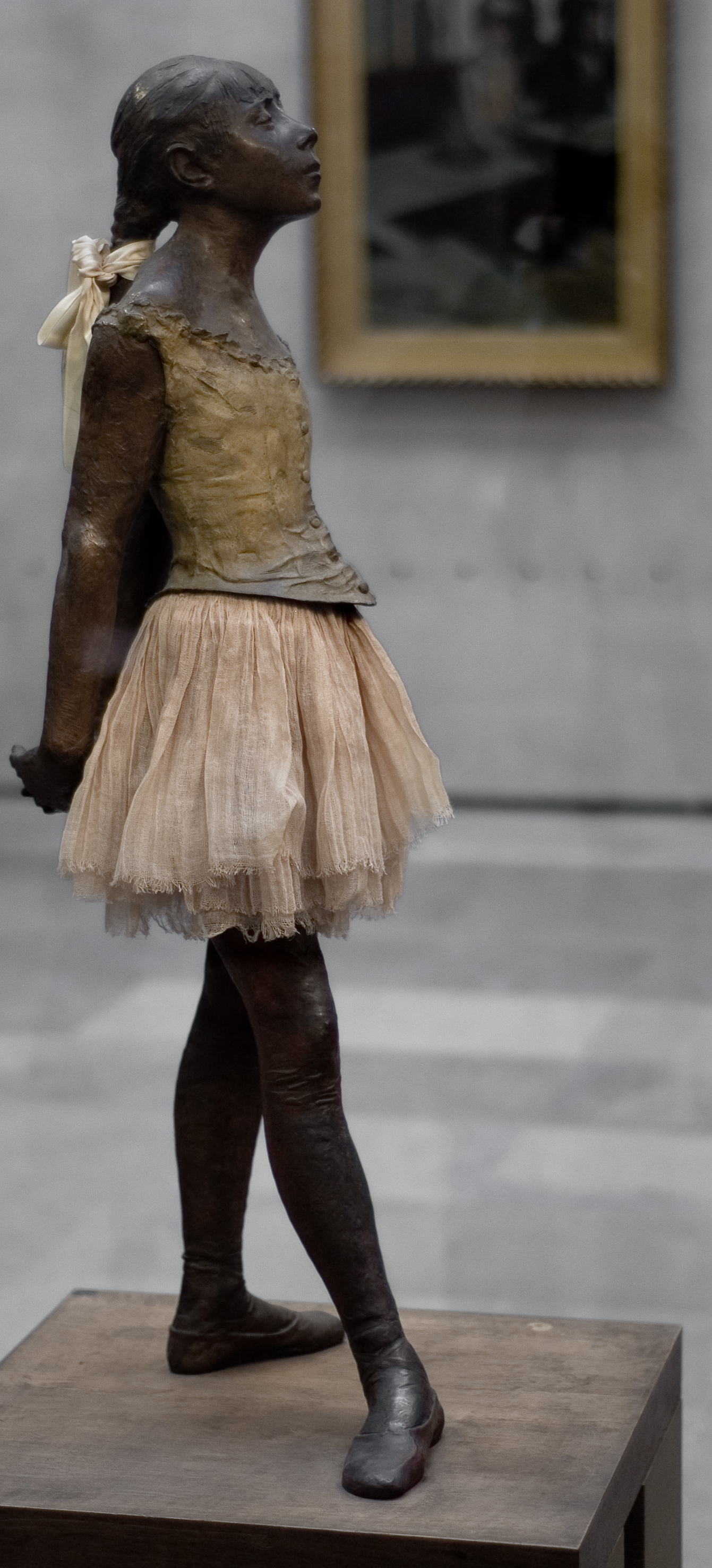
La Petite Danseuse de quatorze ans (1879-1881), musée d'Orsay.
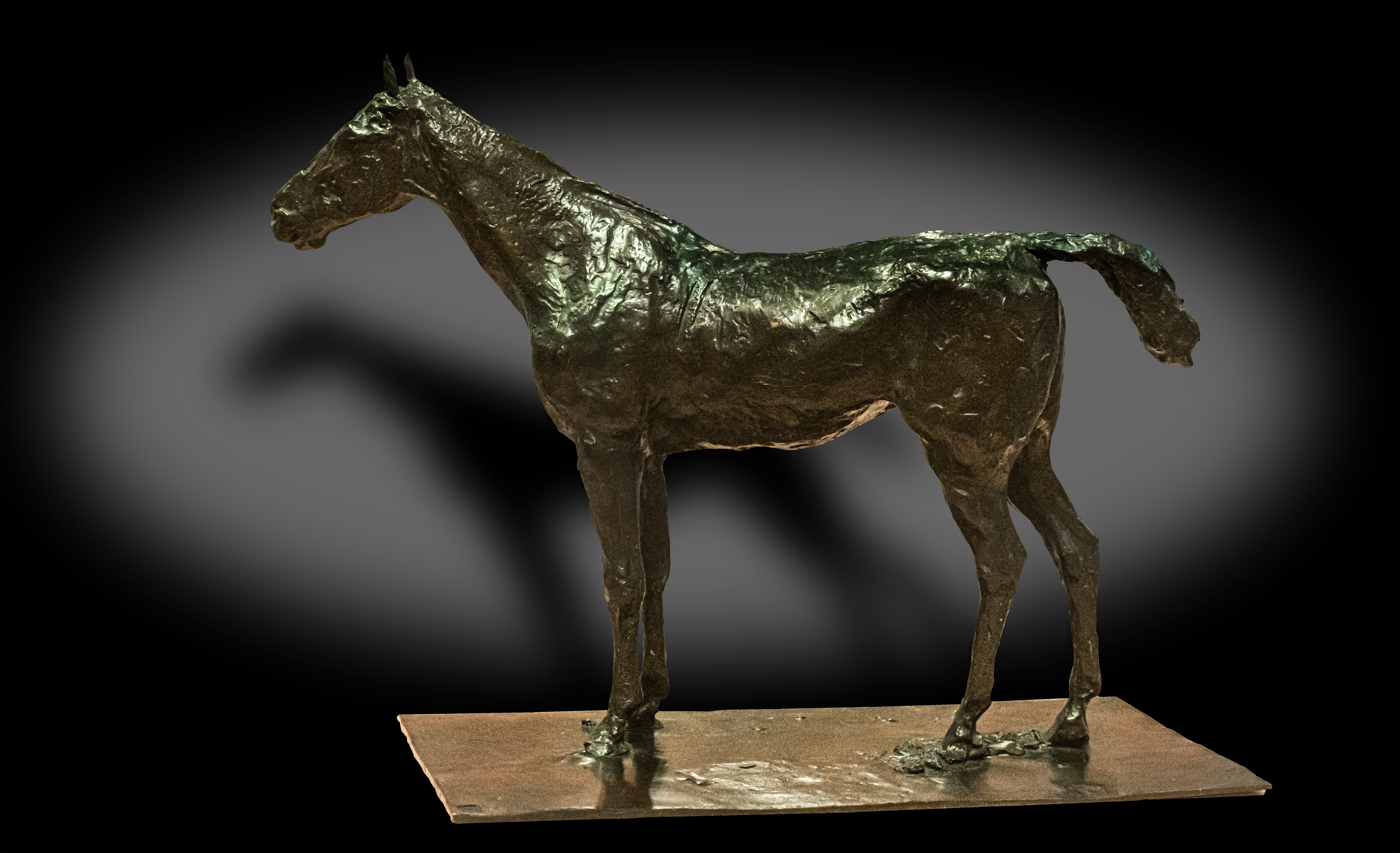
Cheval à l'arrêt, musée d'Orsay.

## Principales œuvres

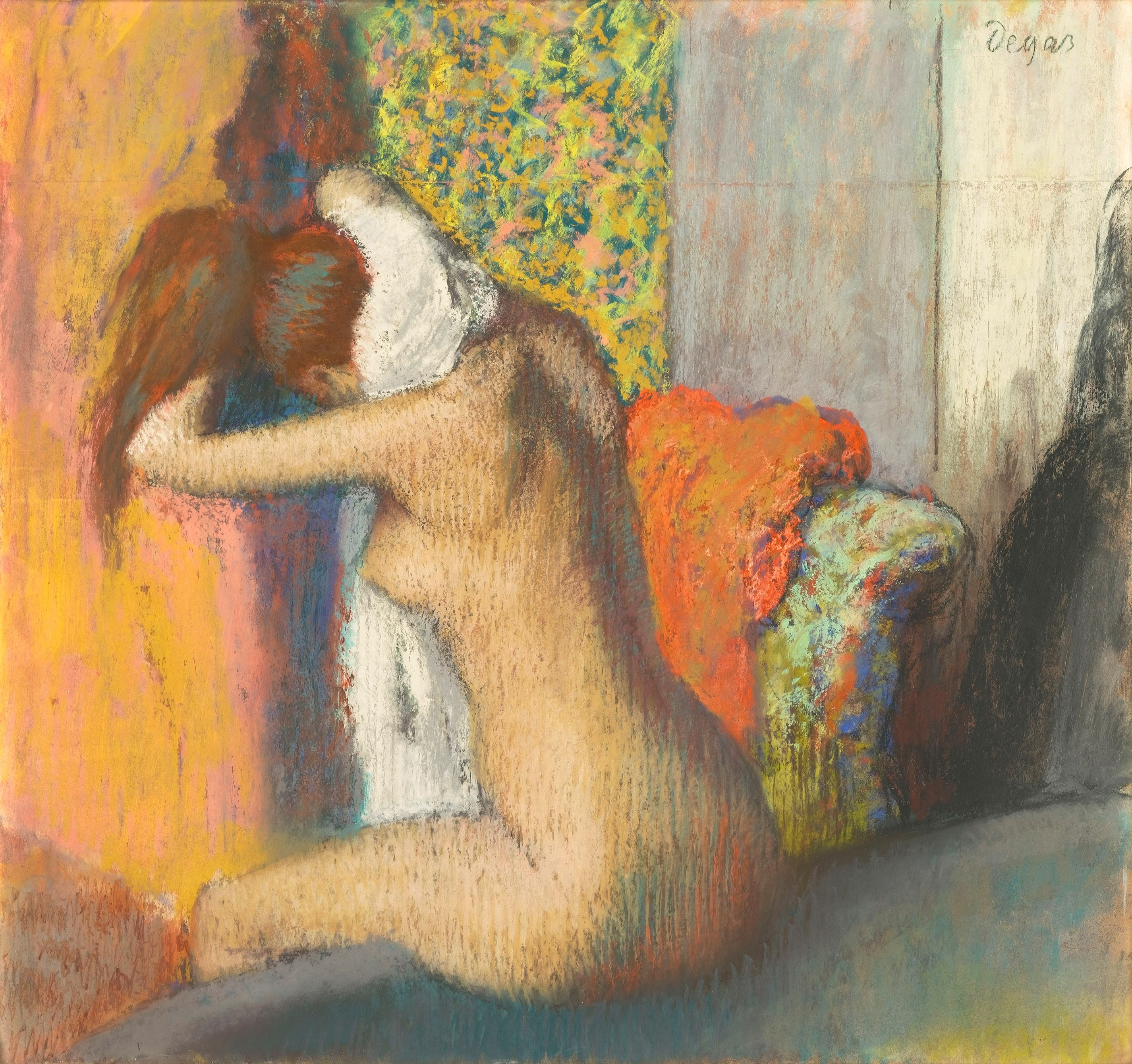
Après le bain, femme nue s'essuyant la nuque (1895-1898), pastel,, Paris, musée d'Orsay.

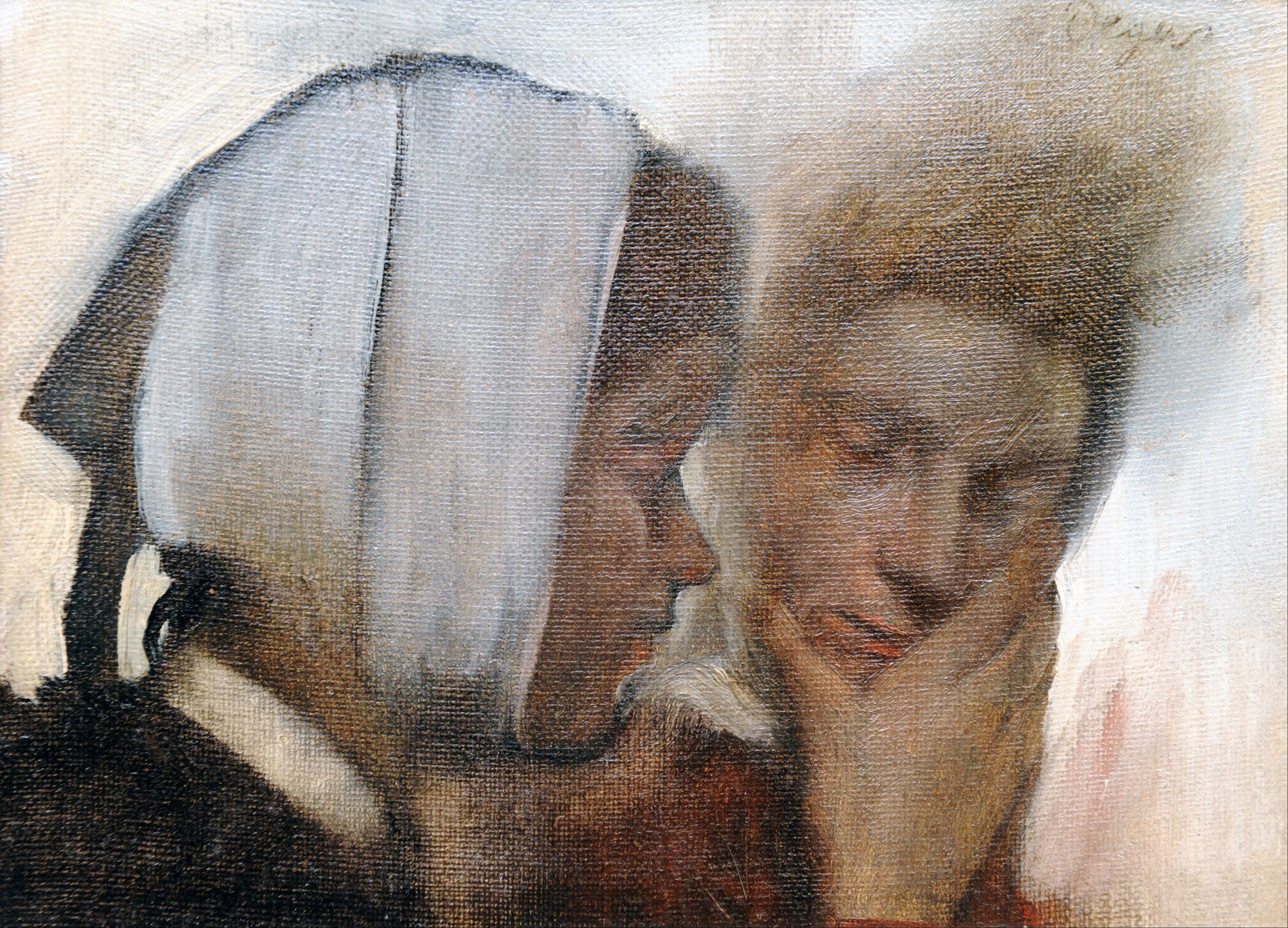
Les Blanchisseuses (vers 1870-1872), huile sur toile,, Le Havre, musée d'art moderne André-Malraux.

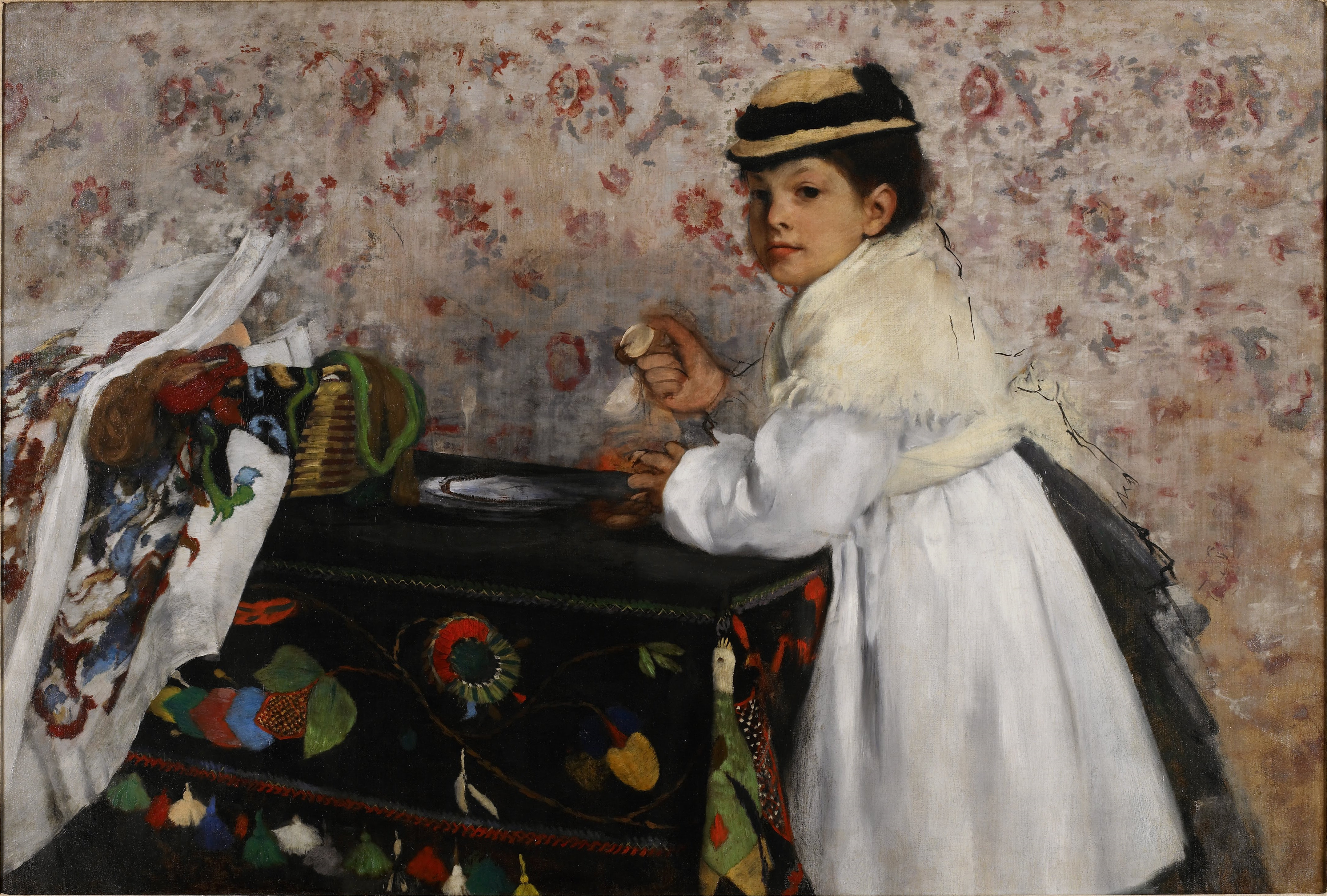
Hortense Valpinçon enfant (1871),, Minneapolis, Minneapolis Institute of Art.

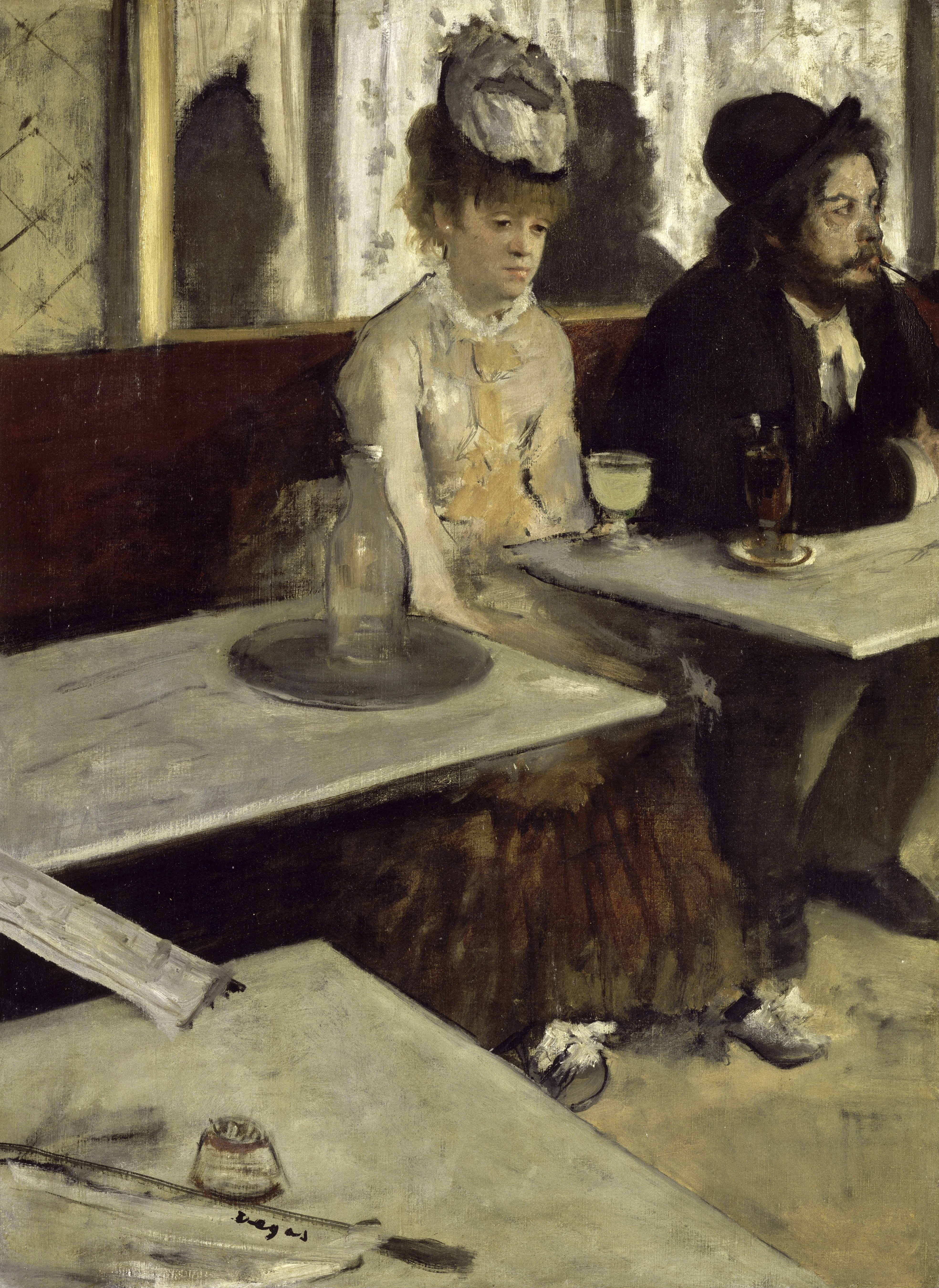
L'Absinthe (1875-1876),, Paris, musée d'Orsay.

### Catalogue
Un catalogue critique numérique, dû à Michel Schulman, est en ligne depuis le 17 septembre 2019. Le corpus répertorie et présente environ 1900 peintures et pastels, mais pas les dessins ni les sculptures.

### Peintures
- Nu assis de dos, s.d. musée du Petit Palais de Genève
- Portrait de l'artiste (1855), huile sur papier marouflé sur toile, 81,3 × 64,5 cm, Musée d'Orsay, Paris
- Femme aux chrysanthèmes (1856), 74 × 93 cm, Metropolitan Museum of Art, New York
- Hilaire-René de Gas (1857), 53 × 41 cm, Musée d'Orsay, Paris[69].
- Achille De Gas en aspirant de marine (1857-1858), huile sur toile, 64 × 46 cm, National Gallery of Art, Washington, D.C.
- Giulia Bellelli (1858), Huile sur papier marouflé sur toile, Dumbarton Oaks Library and Collection, Washington, D.C.
- La Famille Bellelli (1858-1867), huile sur toile, 200 × 250 cm, Musée d'Orsay, Paris[70]
- Marguerite de Gas (1858-1860), 80 × 54 cm, Musée d'Orsay, Paris
- Portrait de Gustave Moreau (vers 1860),  40 × 27 cm, Musée Gustave-Moreau, Paris
- Portrait de M. Ruelle (1861), 46 × 38 cm, Musée des beaux-arts, Lyon
- Sémiramis construisant Babylone (1861), 151 × 258 cm, Musée d'Orsay, Paris
- Course de gentlemen, avant le départ (1862), 48,5 × 61,5 cm, Musée d'Orsay, Paris
- Thérèse de Gas, sœur de l’artiste (1863), 89 × 67 cm, Musée d'Orsay, Paris
- Portrait de l'artiste (1863), 92 × 66 cm, Museu Calouste Gulbenkian, Lisbonne.
- Scène de guerre au Moyen Âge (1865), 85 × 147 cm, Musée d'Orsay, Paris.
- Monsieur et Madame Edmondo Morbilli (1865), 116 × 88 cm, Museum of Fine Arts, Boston.
- Le Défilé (1866-1868), 46 × 61 cm, huile sur papier marouflé sur toile, Musée d'Orsay, Paris.
- Portrait de jeune femme (1867), 27 × 22 cm, Musée d'Orsay, Paris
- L'Orchestre de l'Opéra (1868-1869), 56 × 46 cm, Musée d'Orsay, Paris
- Intérieur (Le Viol) (1868-1869), 81 × 116 cm, Philadelphia Museum of Art, Philadelphie
- Le Violoncelliste Pilet (1868-1869), 50,5 × 61 cm, Musée d'Orsay, Paris
- La Repasseuse (1869), 92,3 × 74 cm, Neue Pinakothek, Munich
- Portrait d'Hortense Valpinçon enfant (1871) 110 × 76 cm, The Minneapolis Institute of Art, Minneapolis
- Jeantaud, Linet, Lainé (1871) 38 × 46 cm, Musée d'Orsay, Paris.
- Mademoiselle Dihau au piano (vers 1869-1872) Musée d'Orsay, Paris
- Les Blanchisseuses (vers 1870-1872), 15 × 21 cm, musée d'art moderne André-Malraux, Le Havre (œuvre volée en 1973 puis restituée par les États-Unis en 2011)[71].
- Le foyer de la danse à l'Opéra de la rue Le Peletier (1872), 33 × 46 cm, Musée d'Orsay, Paris[72].
- La Femme à la potiche (1872), 65 × 54 cm, Musée d'Orsay, Paris.
- Madame René De Gas (1872-1873), 72 × 92 cm, National Gallery of Art, Washington.
- Le Bureau de coton à La Nouvelle-Orléans (Nouvelle-Orléans), (1873), Musée des beaux-arts, Pau[73].
- Classe de danse (1874), 85 × 75 cm, Musée d'Orsay, Paris
- Répétition d'un ballet sur la scène (1874), 65 × 81 cm, Musée d'Orsay, Paris
- Mélancolie (1874), 500 × 387 cm, Phillips Collection, Washington
- Madame Jeantaud au miroir (1875), 70 × 84 cm, Musée d'Orsay, Paris
- L'Absinthe (1875-1876), 92 × 68 cm, Musée d'Orsay, Paris
- Deux danseuses (1878), Collection particulière
- La Première ballerine (v. 1878), 58 × 42 cm, Musée d'Orsay, Paris.
- Miss Lala au cirque Fernando (1879), 117 × 77,5 cm, Londres, National Gallery.
- Portraits à la Bourse, (1878-1879), 100 × 82 cm, Musée d'Orsay, Paris.
- L'École de danse (1879-1880), 42 × 49 cm, Corcoran Gallery of Art, Washington D.C.
- Danseuses mauves, Musée Faure d’Aix-les-Bains, (Savoie (département)|Savoie) France.
- Femme assise sur le bord d'une baignoire et s'épongeant le cou (1880-1895), Musée d'Orsay, Paris
- La Classe de ballet , (vers 1880), 82,2 × 76,8 cm, Philadelphia Museum of Art, (Philadelphie)
- Danseuses dans la salle de cours de danse[74], c. 1880, huile sur toile, 39,4 × 88,4 cm, Clark Art Institute, Williamstown, États-Unis
- Les Repasseuses (vers 1884), 76 × 81,5 cm, Musée d'Orsay, Paris.
- Danseuses montant un escalier (1886-1890), 39 × 89,5 cm, Musée d'Orsay, Paris
- Danseuses sur la scène (vers 1889), 76 × 89 cm, Musée des beaux-arts, Lyon
- Danseuses bleues (1890), 85 × 75,5 cm, Musée d'Orsay, Paris
- Salle de billard au Ménil-Hubert (1892), 7 × 65,9 cm, Musée d'Orsay, Paris
- Femme s'essuyant (c. 1906), 66,1 × 57,6 cm, Musée Soumaya, Mexico
- La Convalescente (vers 1872 et 1887), 65,087 5 × 46,99 cm, Getty Center, Los Angeles

N.B. : sauf spécification particulière (huile sur papier marouflé sur toile par ex.) les œuvres de Degas sont exécutées à la peinture à l'huile sur toile.

### Pastels
- Danseuse, (1856-1917), pastel sur carton, 53 × 39 cm, Museo Cantonale d'Arte, Lugano
- L'Étoile ou Danseuse sur scène (c. 1878), pastel sur monotype, 58 × 42 cm, Musée d'Orsay, Paris.
- Le Café-concert aux ambassadeurs, (1876-1877), pastel sur monotype, 37 × 26 cm, musée des Beaux-Arts, Lyon.

- La Repasseuse (1869), 74 × 61 cm, Musée d'Orsay, Paris

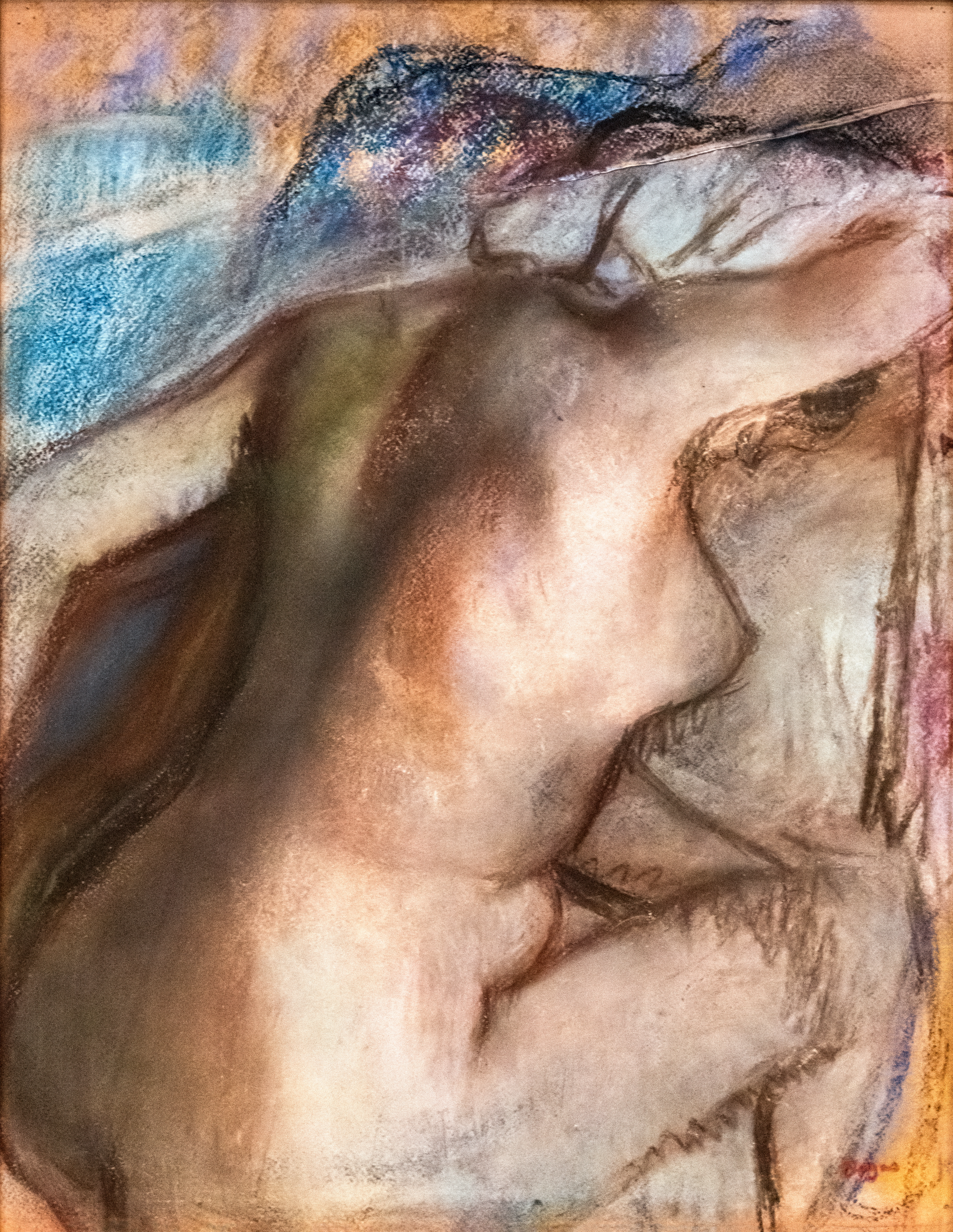
Après le bain, femme s'essuyant (vers 1884-1886, repris entre 1890 et 1900), Le Havre, musée d'art moderne André-Malraux.

- Falaise au bord de la mer (1869), 32,4 × 46,9 cm Musée d'Orsay, Paris
- Marine (1869), 31,4 × 46,9 cm, Musée d'Orsay, Paris.
- Fin d'arabesque (1877), 67 × 38 cm, Musée d'Orsay, Paris.
- Ludovic Halévy et Albert Boulanger-Cavé dans les coulisses de l'Opéra (1879), 79 × 55 cm, Musée d'Orsay, Paris.
- Scène de ballet (1878-1880), pastel sur monotype, 40 × 200 cm, lieu inconnu
- Salle de billard au Ménil-Hubert, (1892), 7 × 65,9 cm, Musée d'Orsay, Paris
- Portrait d'Edmond Duranty (1879), pastel et tempera, 100,9 × 100,3 cm, Glasgow Museum & Art Galeries.
- Danseuses (1884-1885, 75 × 73 cm, Musée d'Orsay, Paris
- Après le bain, femme s'essuyant[75] (vers 1884-1886, repris entre 1890 et 1900), pastel sur papier vélin, 40,5 × 32 cm, Musée d'art moderne André-Malraux, Le Havre
- Baigneuse allongée sur le sol (1886-1888), pastel sur papier beige, 48 × 87 cm, Musée d’Orsay
- Deux baigneuses sur l'herbe (1886-1890), 70 × 70 cm, Musée d'Orsay, Paris
- Femme nue se coiffant (1888-1890), 61 × 46 cm, New York, Metropolitan Museum of Arts.
- Les Danseuses bleues (1897), 67 × 67 cm, Musée Pouchkine, Moscou
- La Tasse de chocolat après le bain (1905-1908), 113 × 111 cm, Musée d'Orsay, Paris.
- La Classe de danse
- Entrée des danseuses masquées, Pastel sur papier vélin, (1879), 49 × 64,8 cm, Clark Art Institute, Williamstown[76]
- Dopo il bagno  –   Après le bain, 1886. Pastel sur papier appliqué  sur carton, cm. 72 x 50. Galleria Nazionale d'Arte Moderna e Contemporanea di Roma.

### Sculptures
- La Petite Danseuse de quatorze ans (1879-1881), hauteur 99,1 cm, New York, The Metropolitan Museum Of Art.
- Grande arabesque (1892-1896), bronze, hauteur 44 cm, Paris, musée d'Orsay.
- Danseuse regardant la plante de son pied droit (1895-1910), hauteur 46,4 cm, Paris, musée d'Orsay.
- Cavallo al trotto con le zampe (pattes) che non toccano il suolo  –   Cheval au trot avec les sabots (les pieds,  pour l’exemplaire de Bruxelles) qui ne touchent pas le sol, 1885-86. Bronze fondu en 1919.  Ébauche. Petit format. Galleria Nazionale d'Arte Moderna e Contemporanea di Roma.
- Ballerina con tamburello  – Danseuse avec tambourin, vers 1885. Bronze fondu en 1919. Petite taille. Ébauche. Galleria Nazionale d'Arte Moderna e Contemporanea di Roma.
- Cavallo che caracolla – Cheval caracolant.  Ébauche, terre cuite préaratoire de petit format. 1886. Galleria Nazionale d'Arte Moderna e Contemporanea di Roma

Œuvres d'Edgar Degas
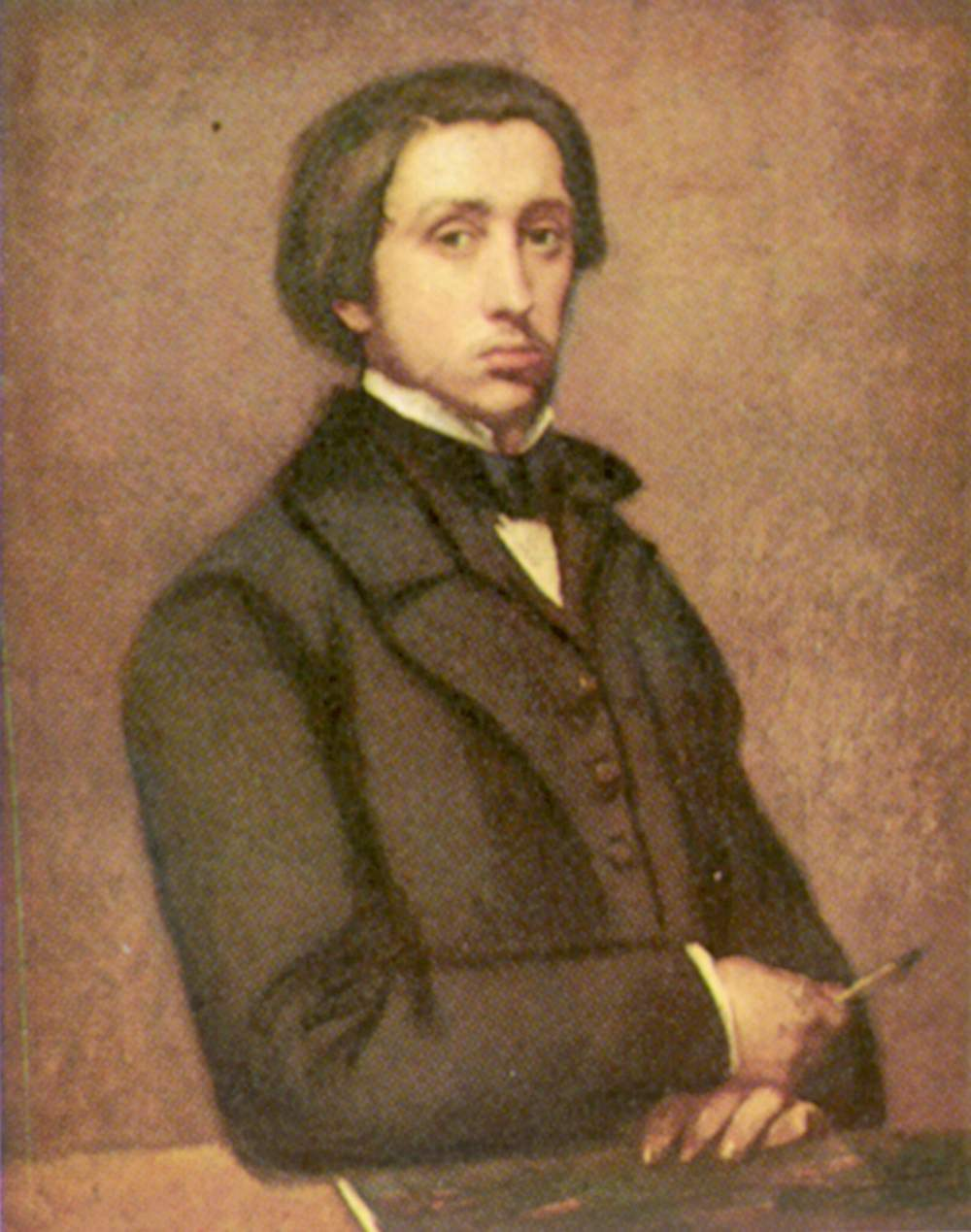
Autoportrait ou Degas au porte-fusain (1854-1855), huile sur papier, 81,3 × 64,5 cm, Paris, musée d'Orsay.
Achille de Gas en uniforme de cadet, (1856-1857), huile sur toile, 64,5 × 46,2 cm, Washington, National Gallery of Art.
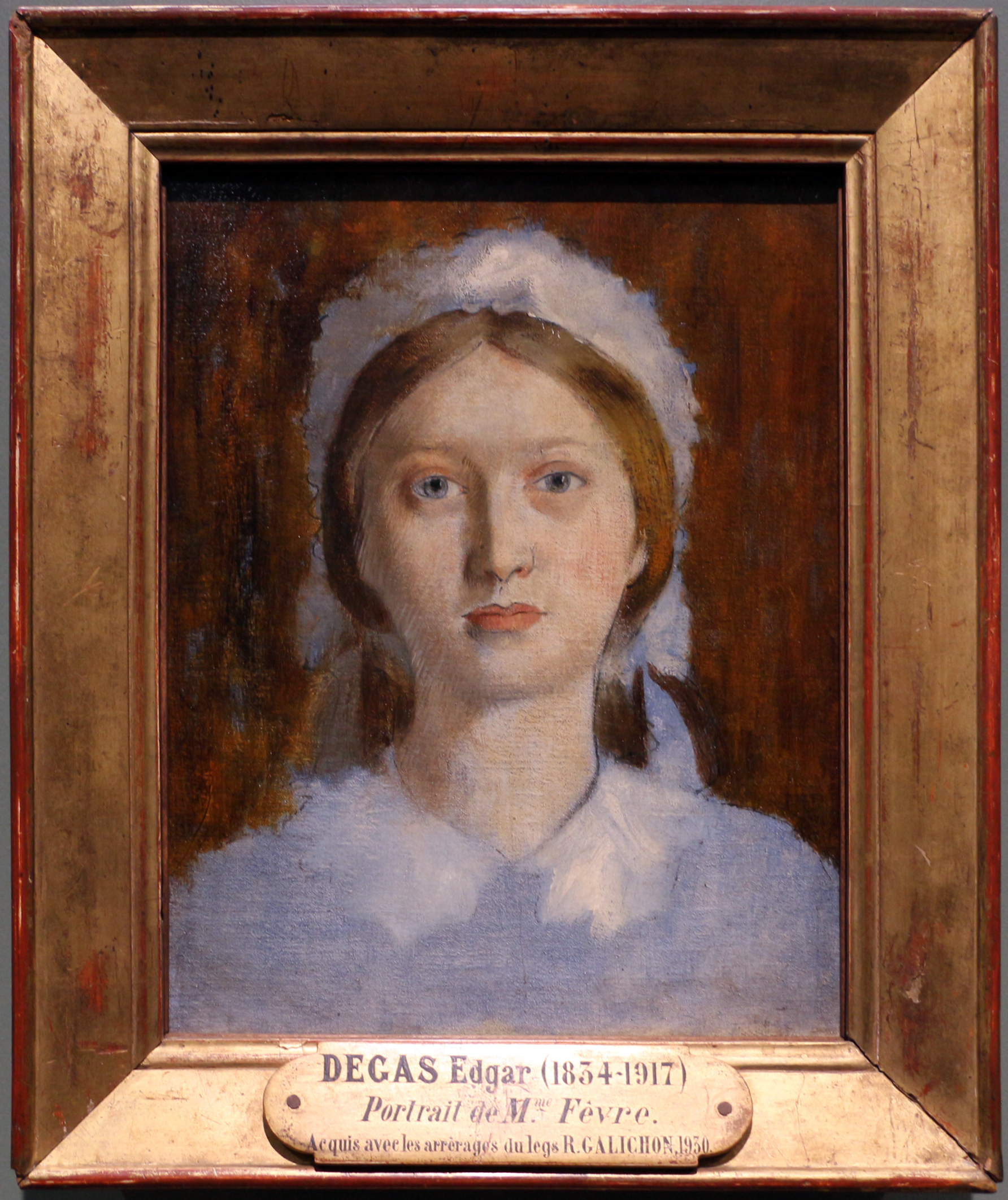
Portrait de Mme Fèvre, Margerite Degas, 1858-60, Musée d'Orsay, Paris.
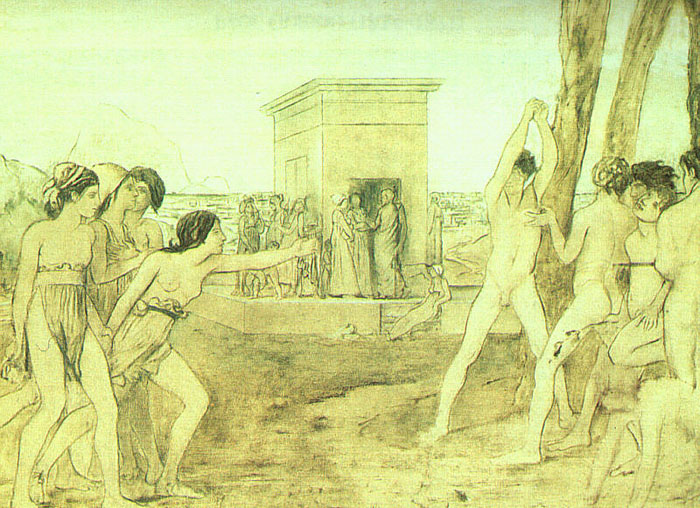
Jeunes Spartiates à l'exercice, 1860, Art Institute of Chicago.
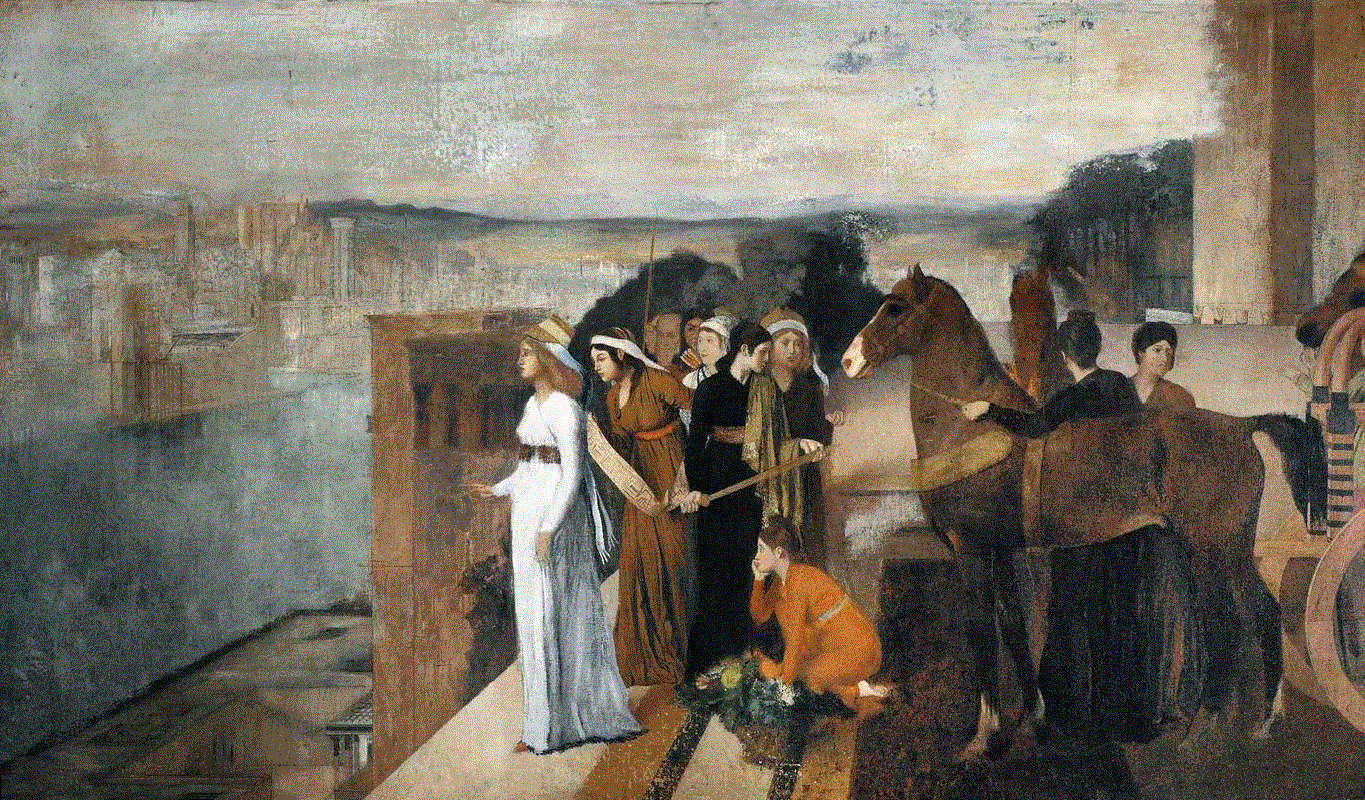
Sémiramis construisant Babylone, 1861. Musée d'Orsay, Paris.
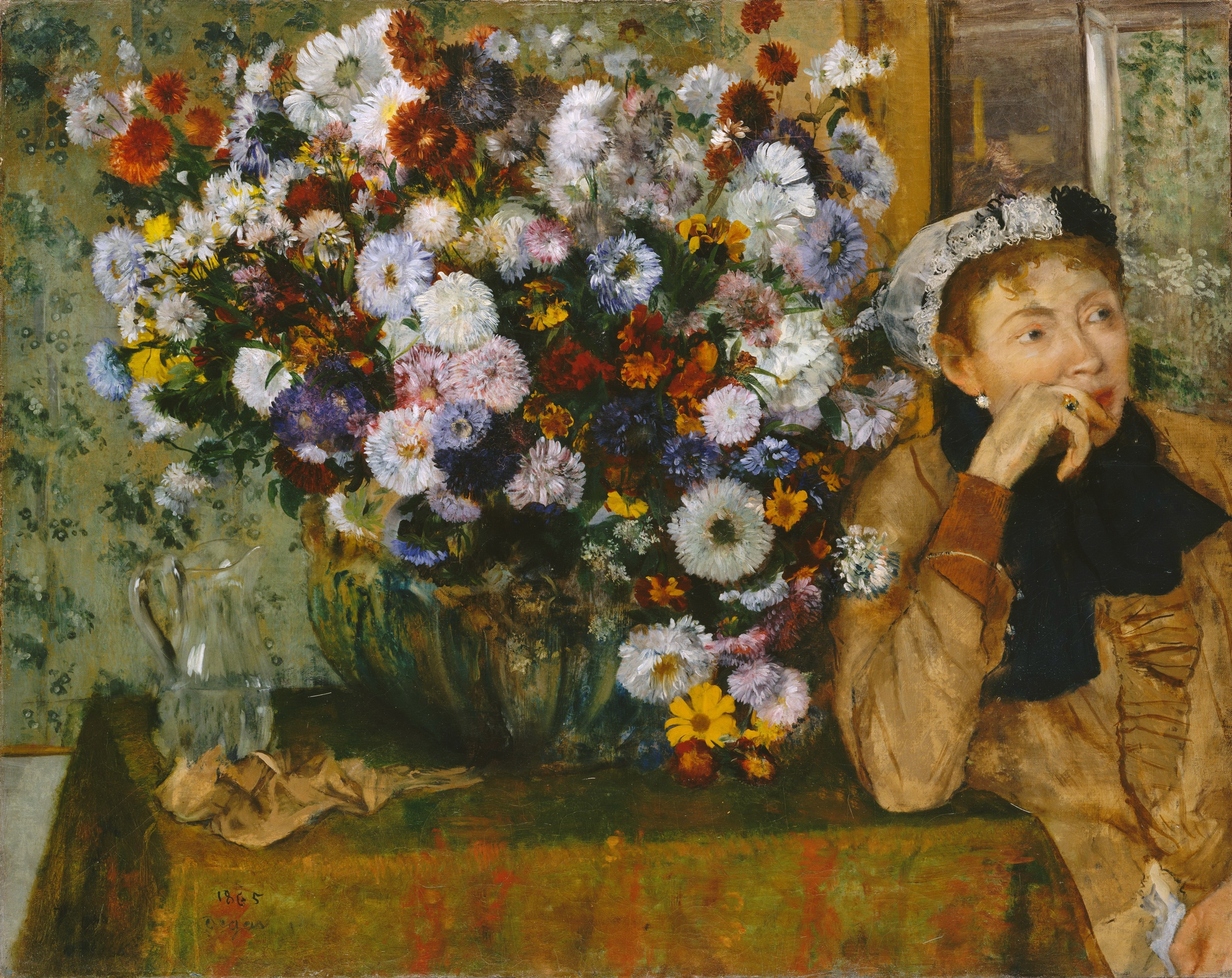
Femme assise à côté d'un vase de fleurs (Mme Paul Valpinçon), 1865, huile sur toile, 73,7 × 92,7 cm, MMA, New-York.
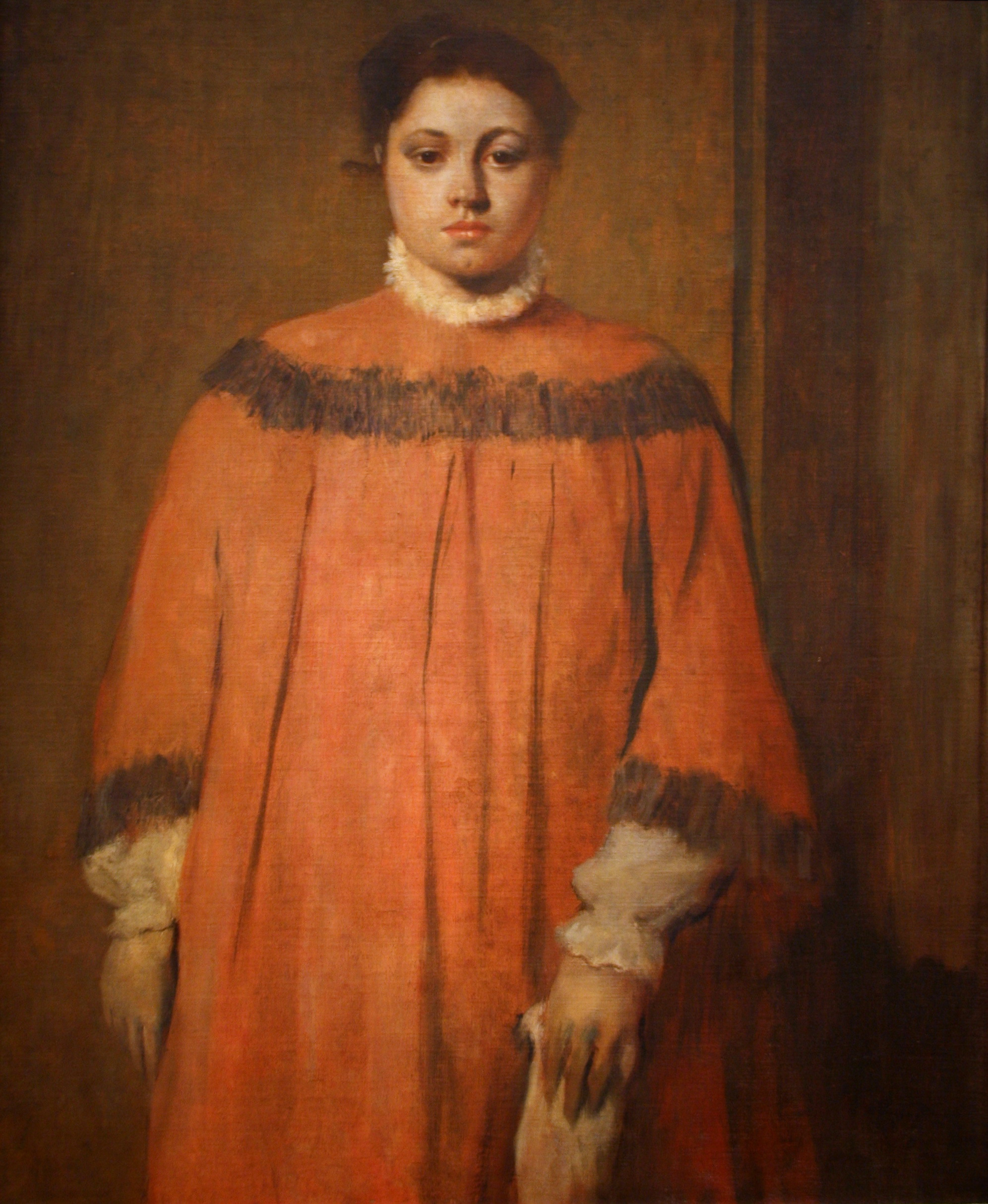
Fille en rouge, v. 1866, huile sur toile, National Gallery of Art, Washington.
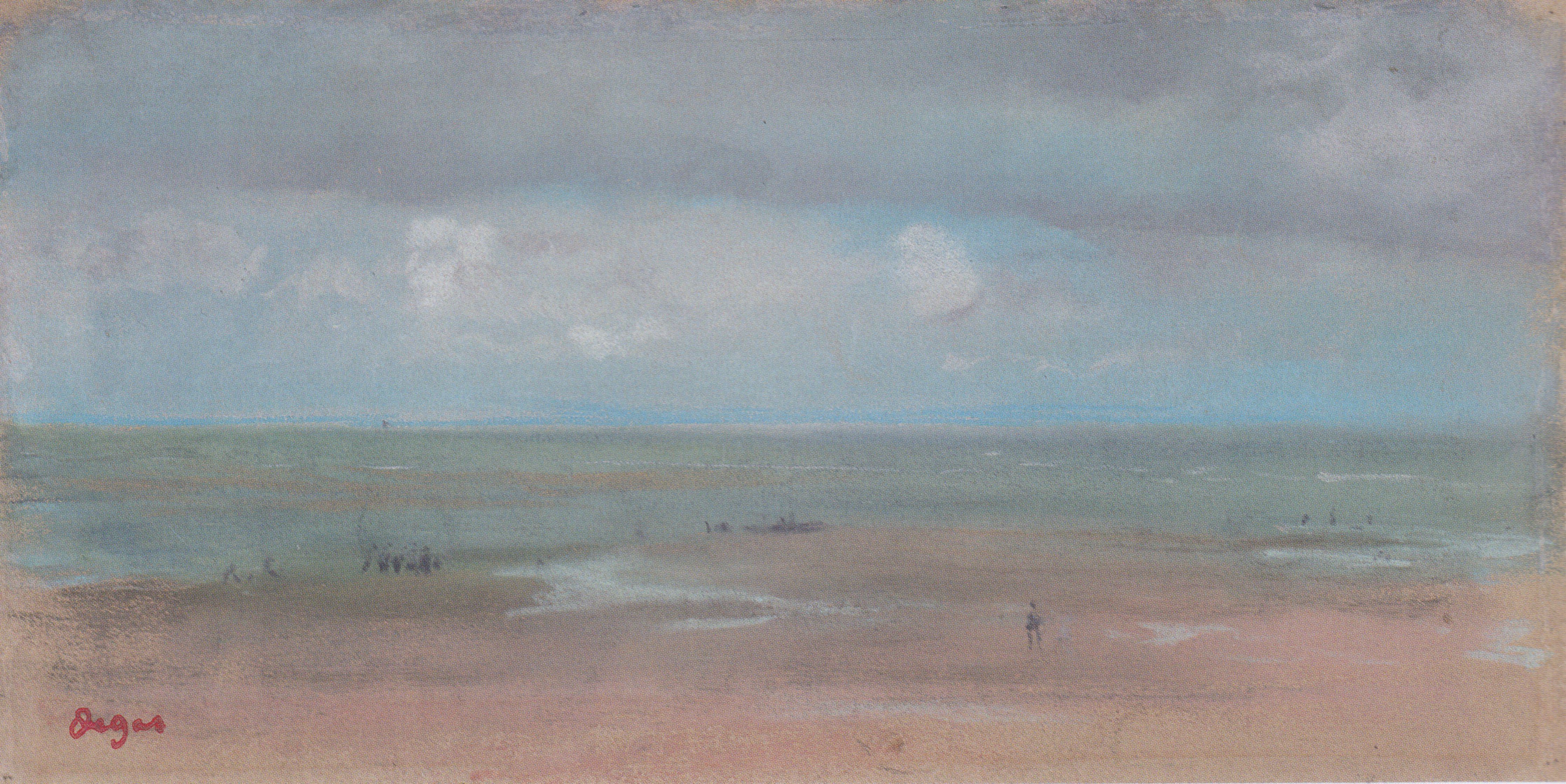
Paysage de plage, 1869, pastel sur papier, 15,6 × 30,5 cm, Palais Albertina, Vienne.
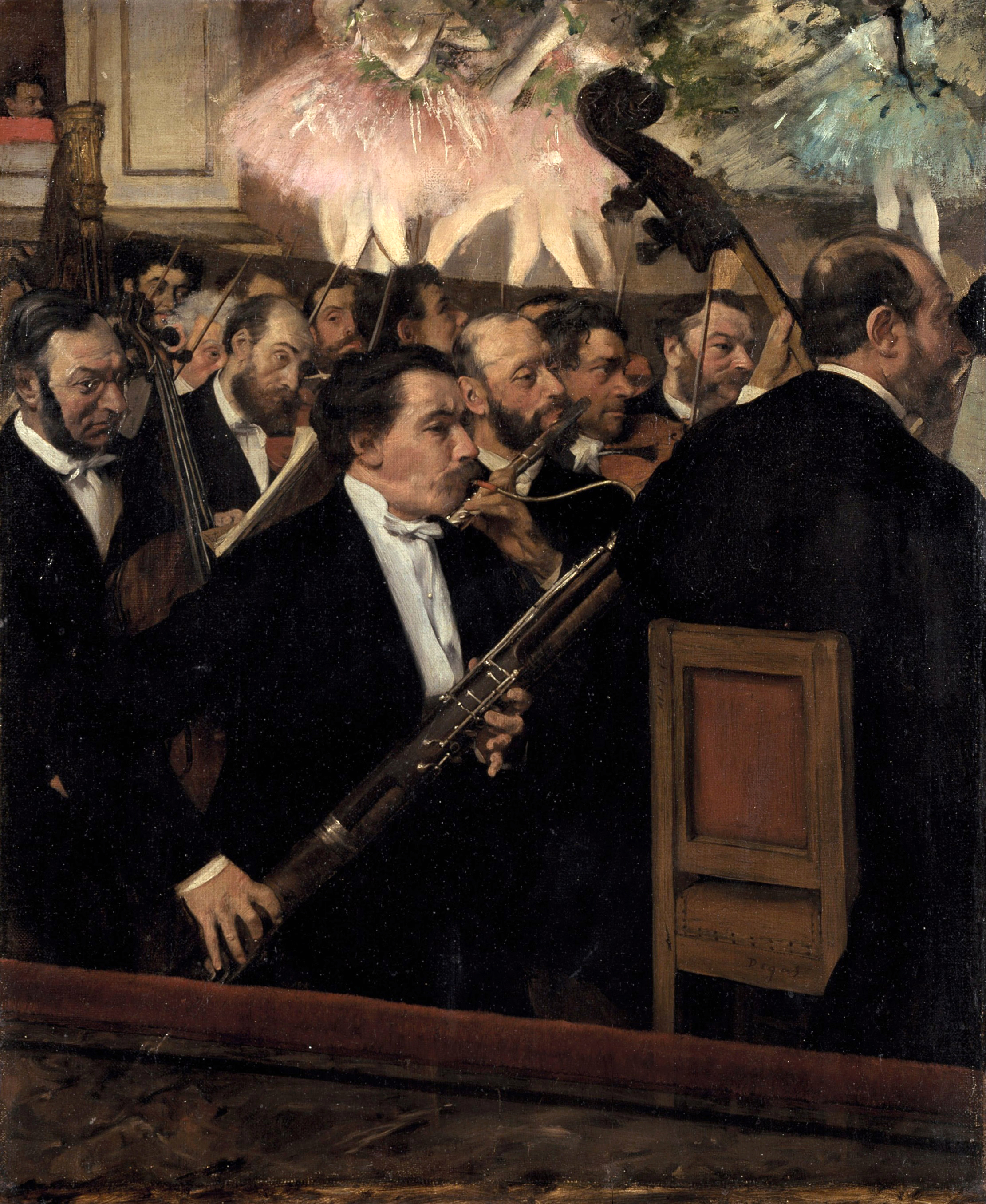
L'Orchestre de l'Opéra (vers 1870), huile sur toile, 56,5 × 45 cm, Paris, musée d'Orsay.
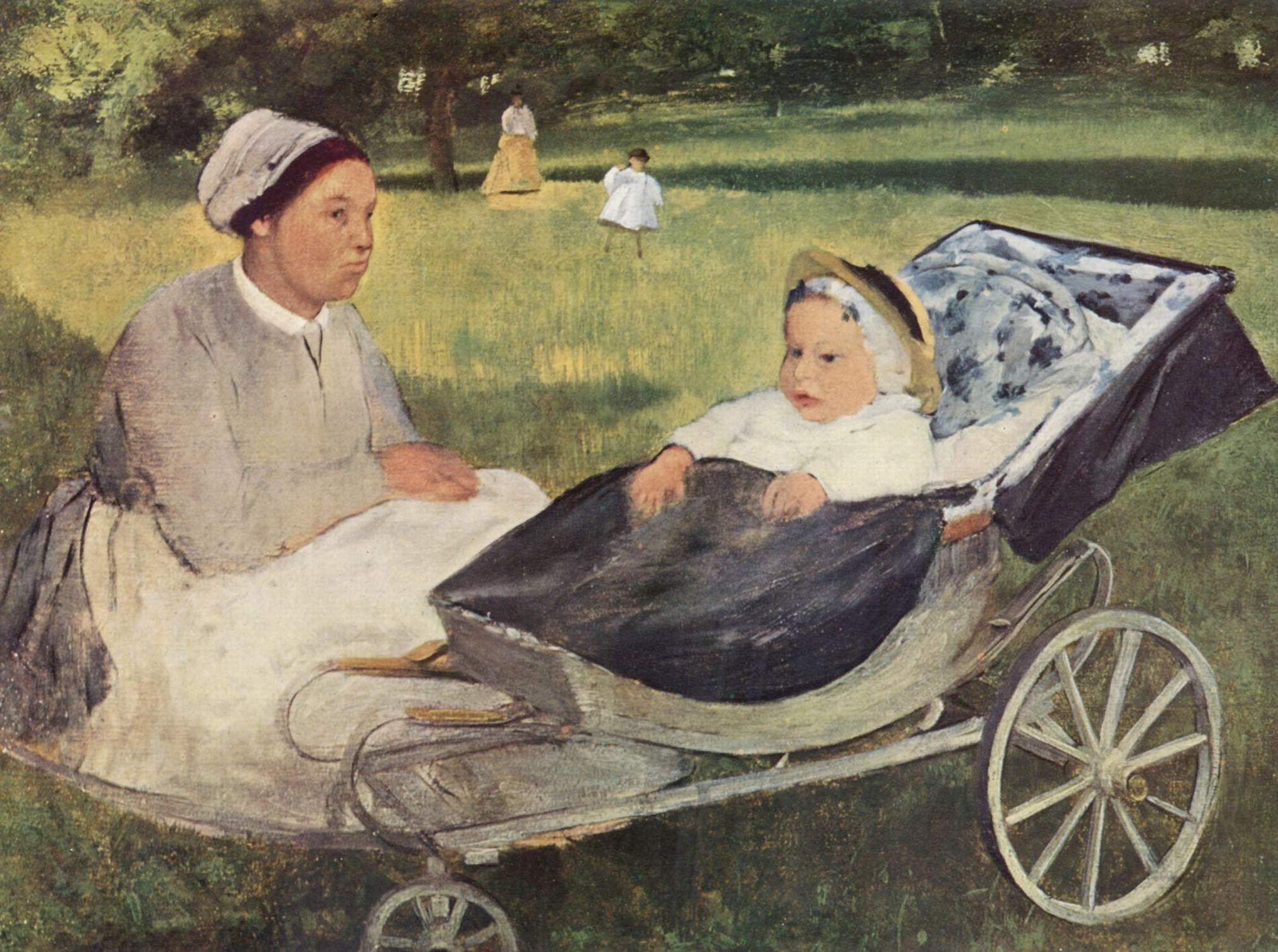
Portrait d'Henri Valpinçon enfant avec gouvernante, 1870, huile sur bois, 30 × 40 cm, coll. part.
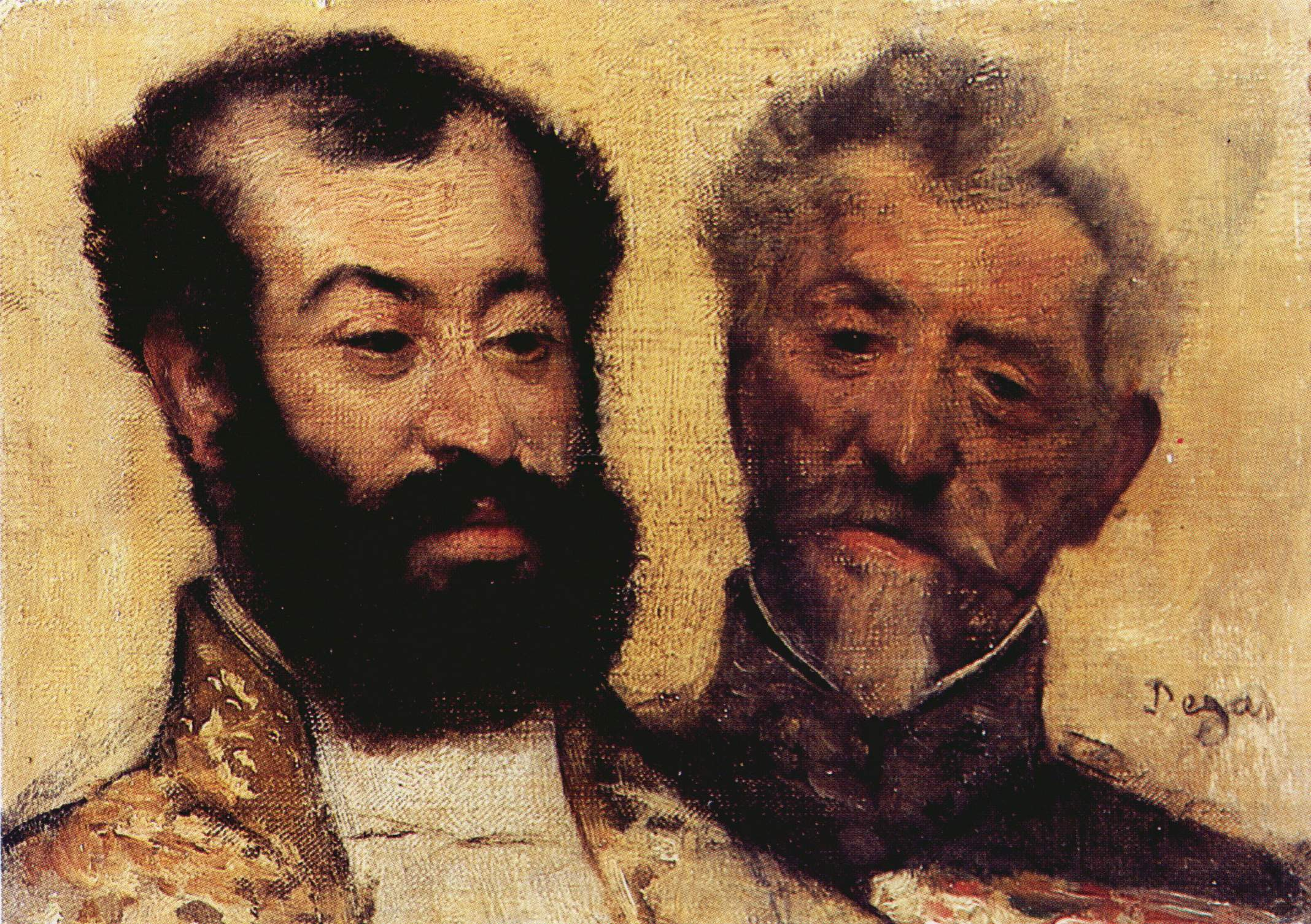
Le général Mellinet et le grand rabbin Astruc, 1871, huile sur toile, 16 × 22 cm, Géradmer.
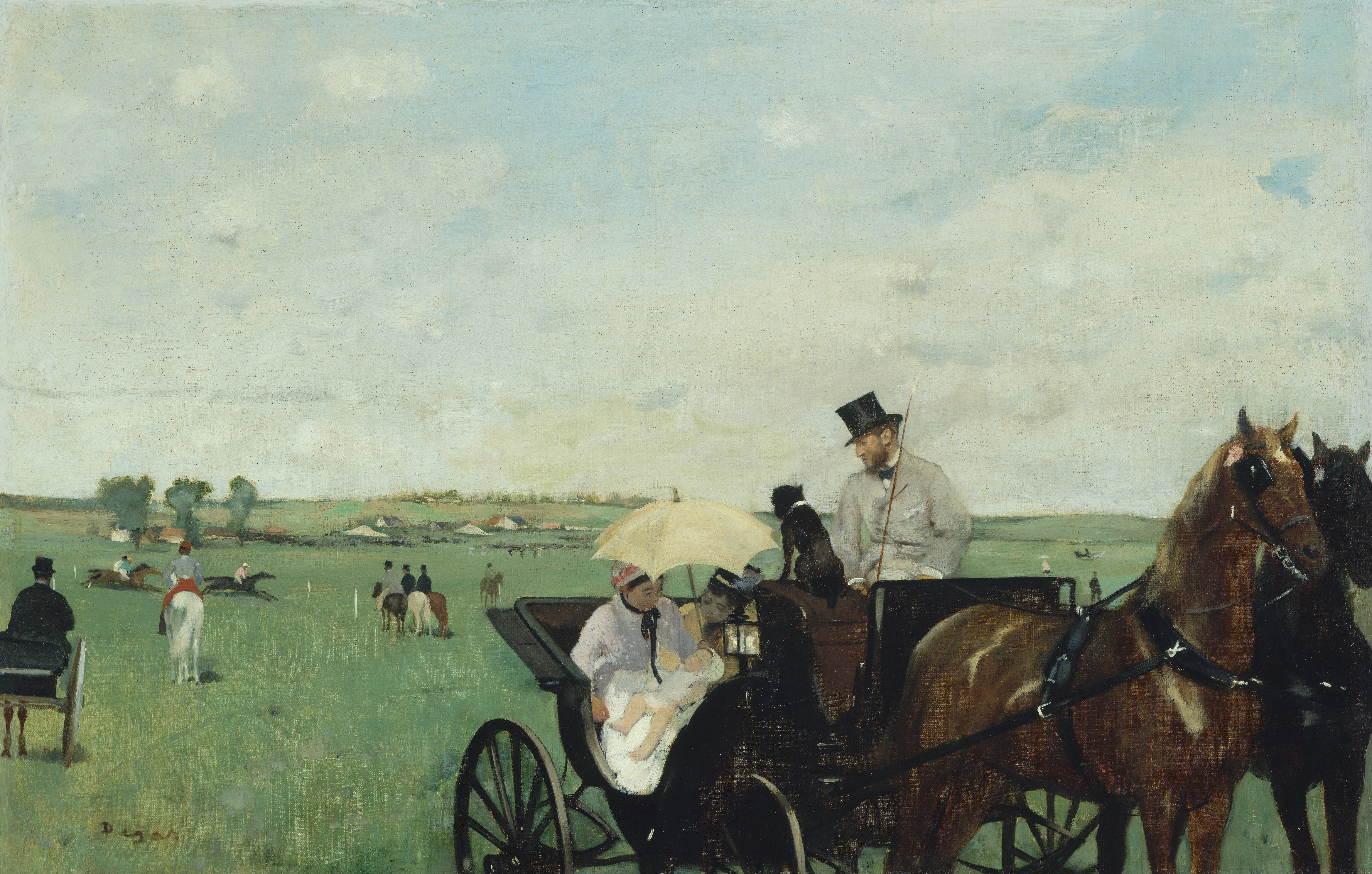
Aux courses en province, v. 1872, huile sur toile, 36,5 × 55,9 cm, Musée des Beaux-arts de Boston.
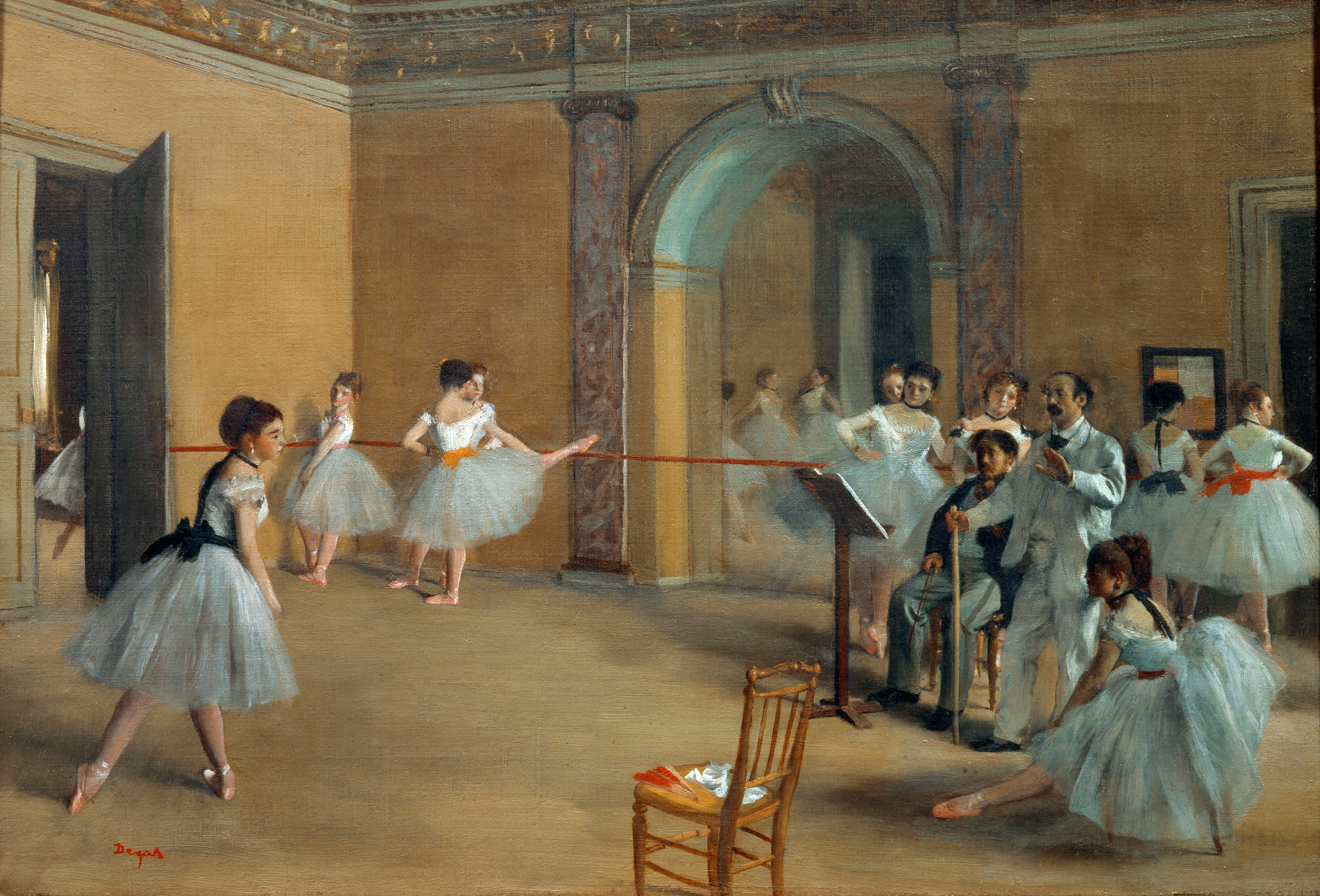
La Salle de ballet de l’Opéra, rue Le Pelletier (1872), huile sur toile, 33 × 46 cm, Paris, musée d'Orsay.
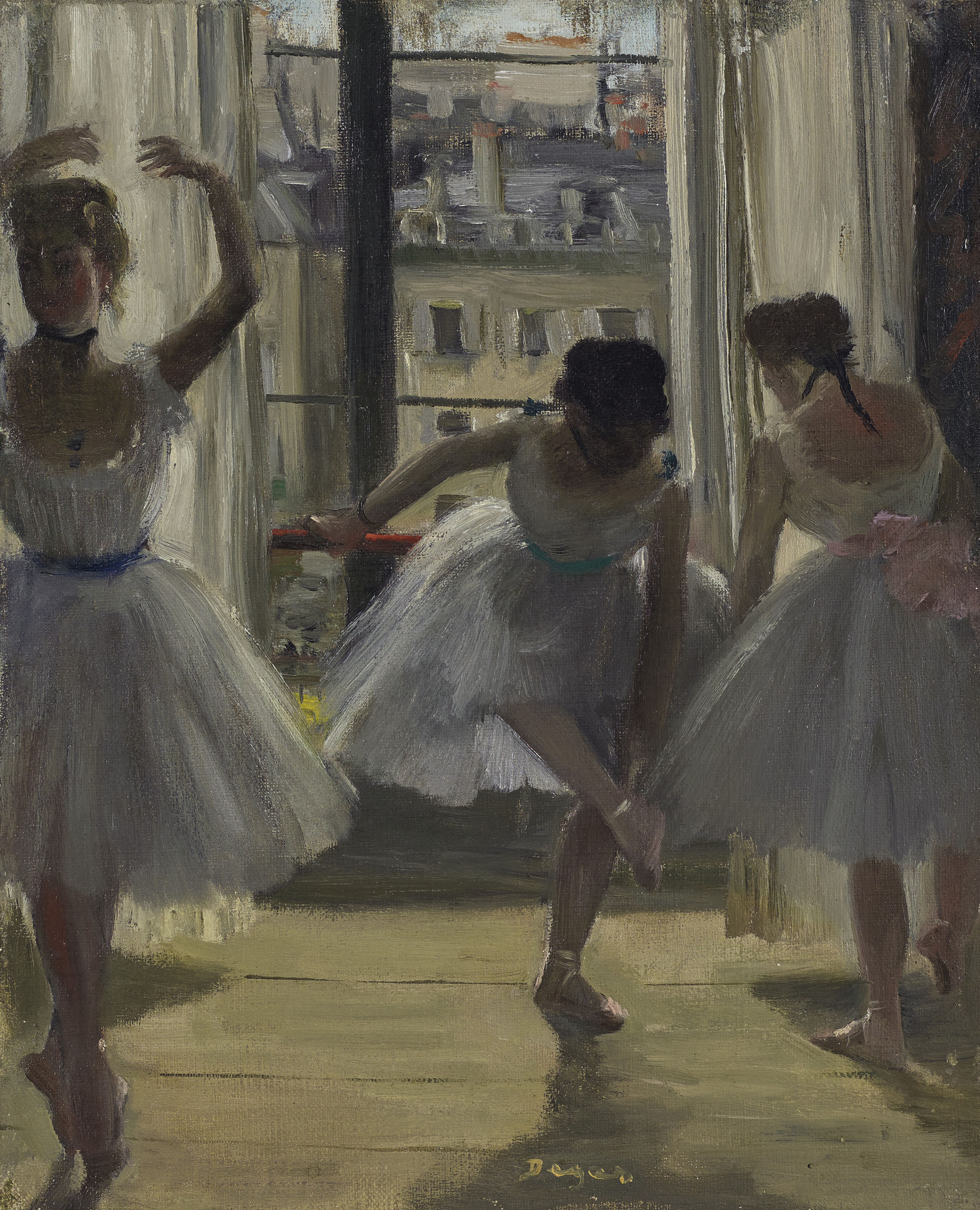
Trois Danseuses (1873), huile sur toile, 27 × 22 cm, collection particulière.
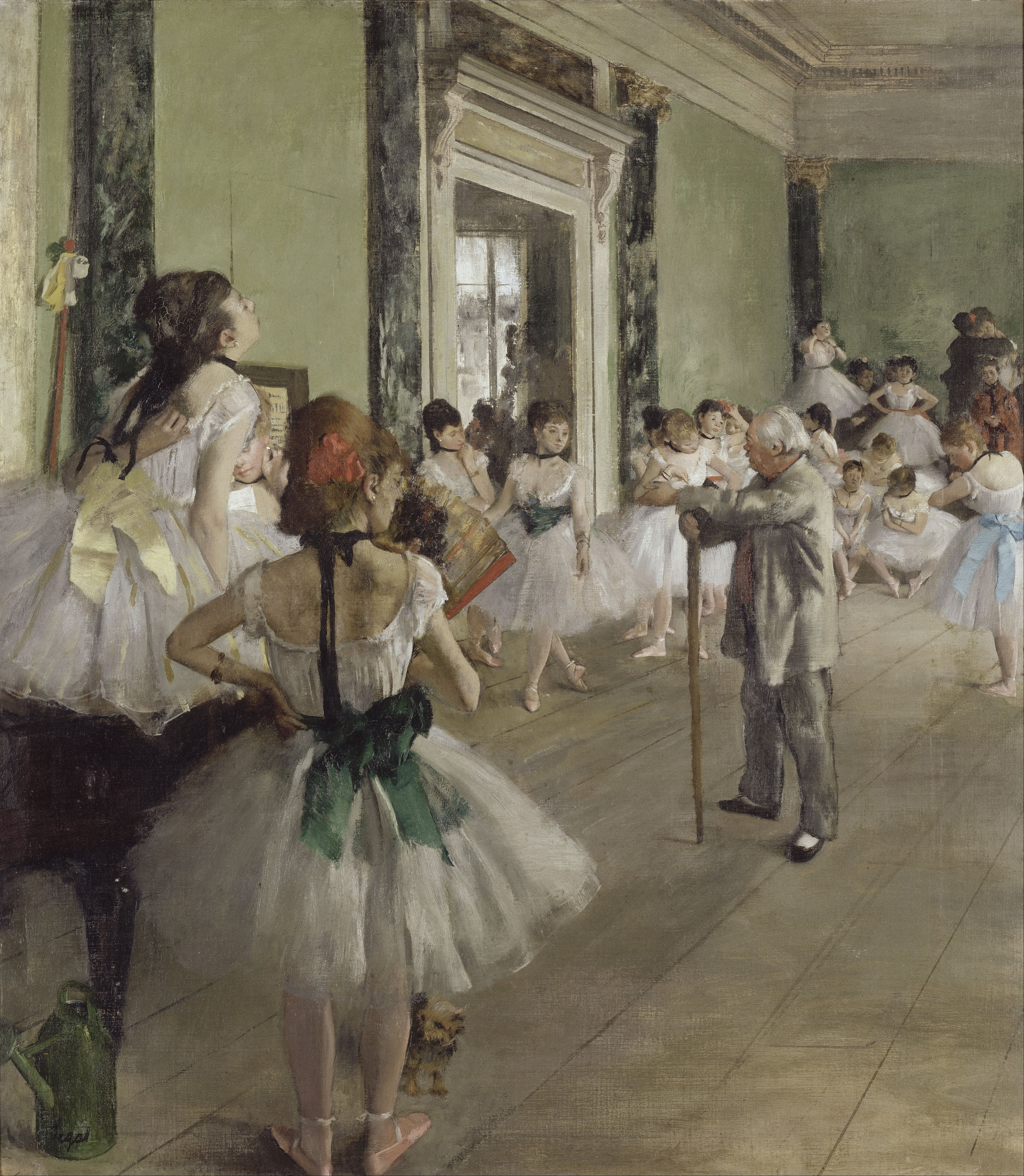
La Classe de danse (1874), huile sur toile, 85 × 75 cm, Paris, musée d'Orsay.
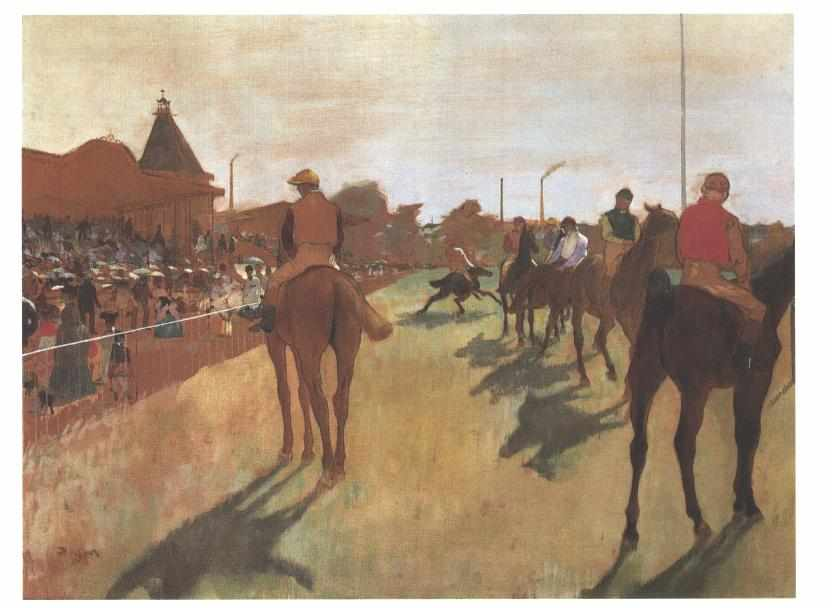
Devant les tribunes.
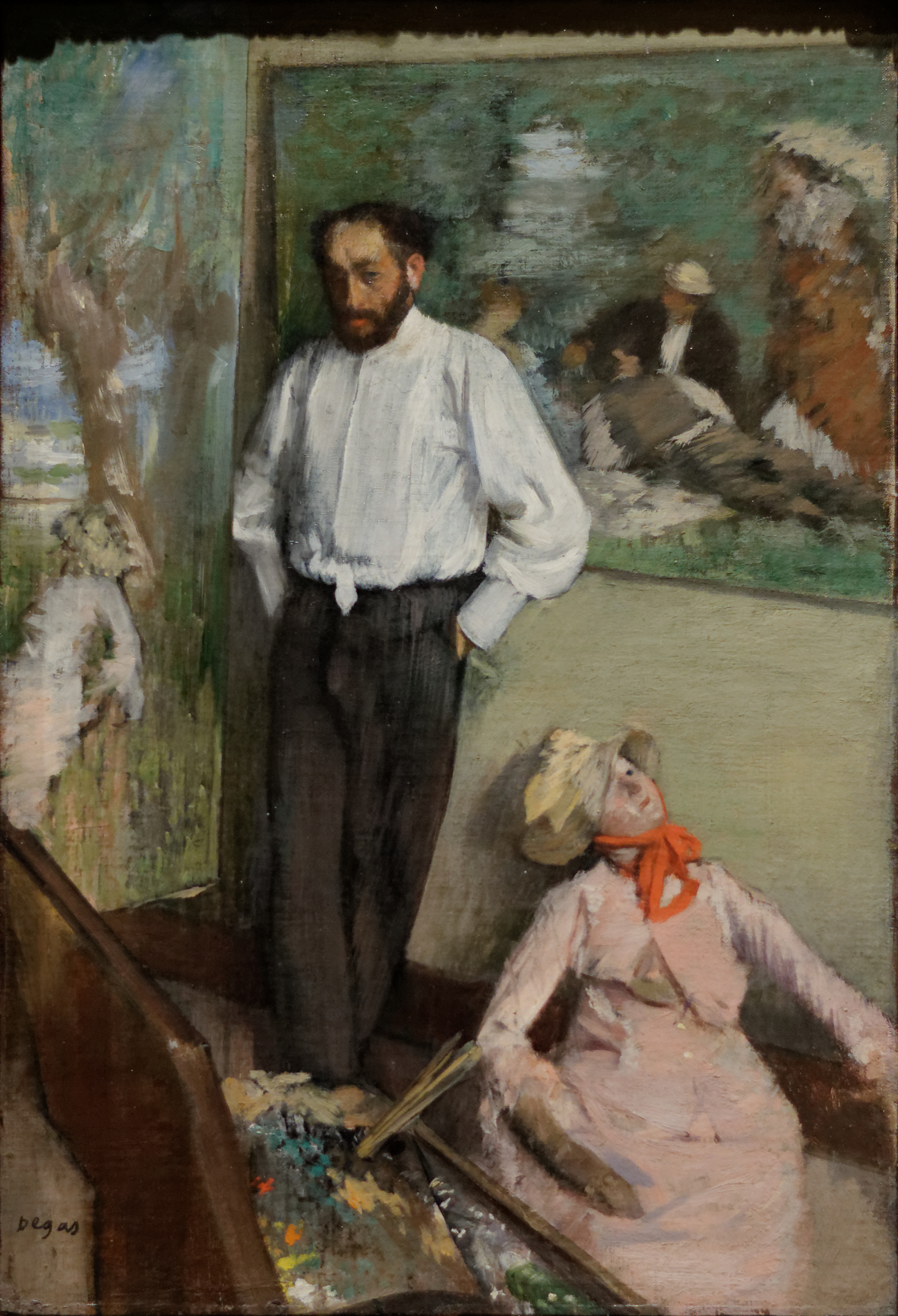
Portrait d'Henri Michel-Lévy, 1878, huile sur toile, musée Calouste-Gulbenkian, Lisbonne.
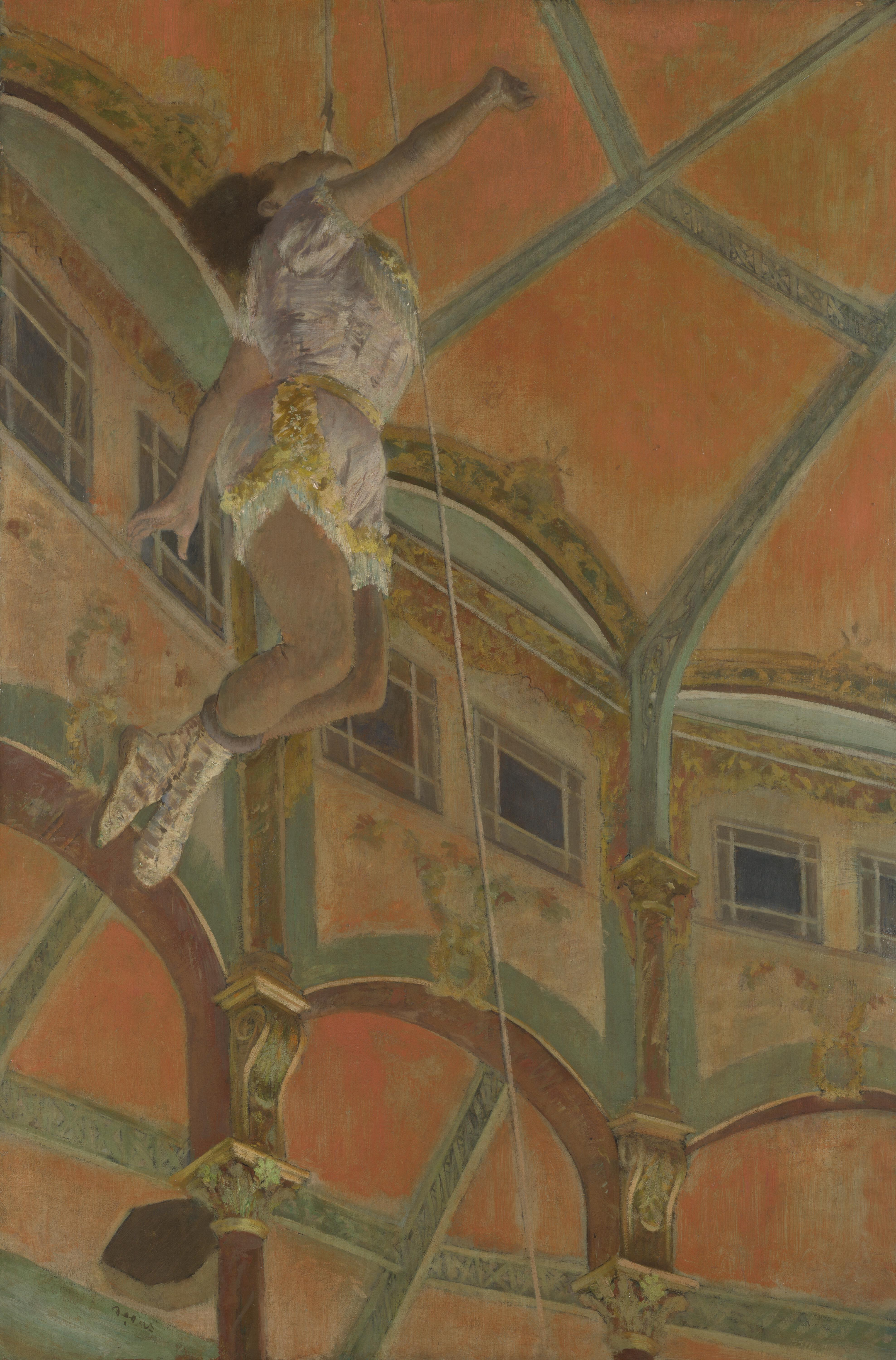
Miss Lala au cirque Fernando (1879), huile sur toile, 117 × 77 cm, Londres, National Gallery.
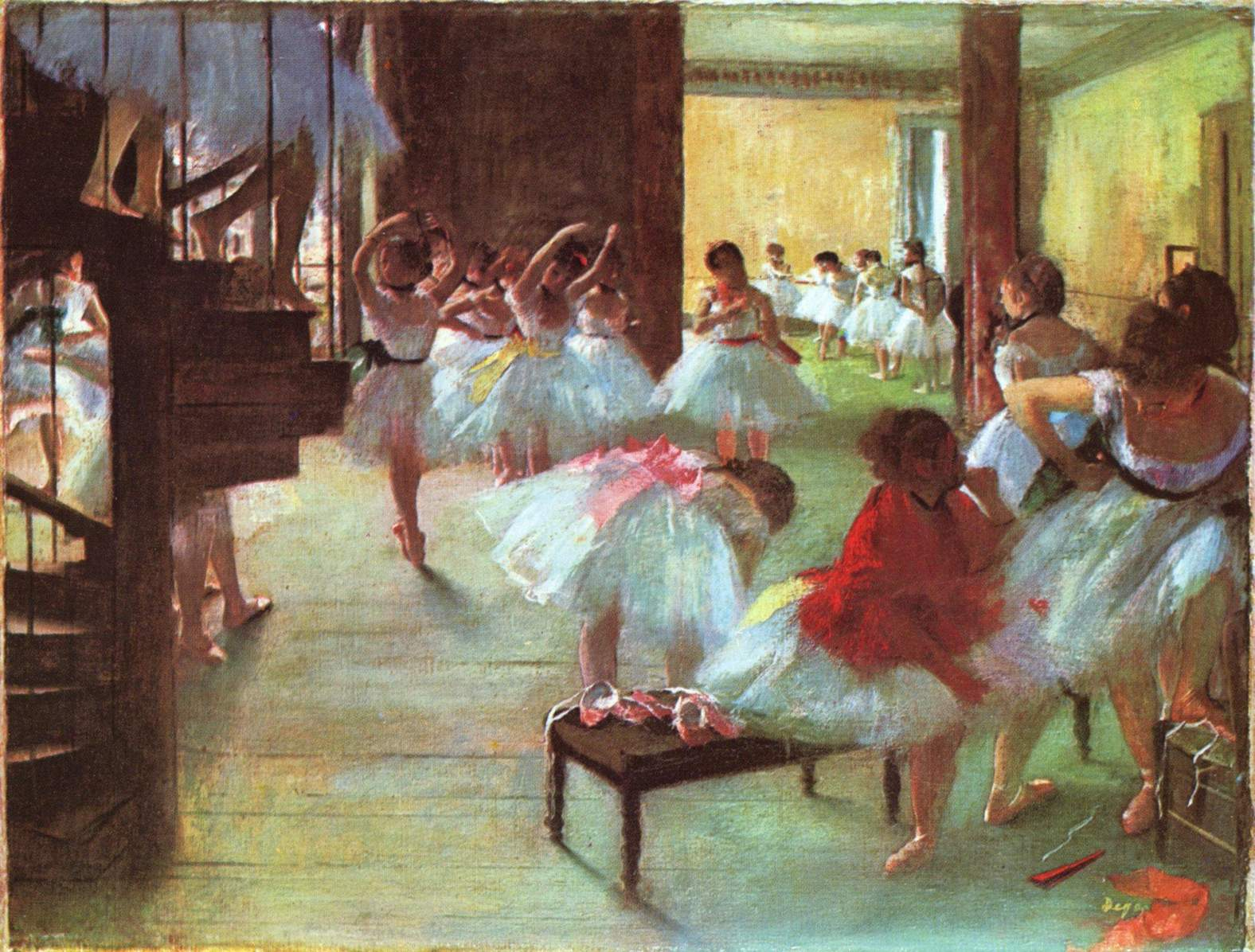
L’École de danse (1879-1880), huile sur toile, 42 × 49 cm, Washington, Corcoran Gallery of Art.
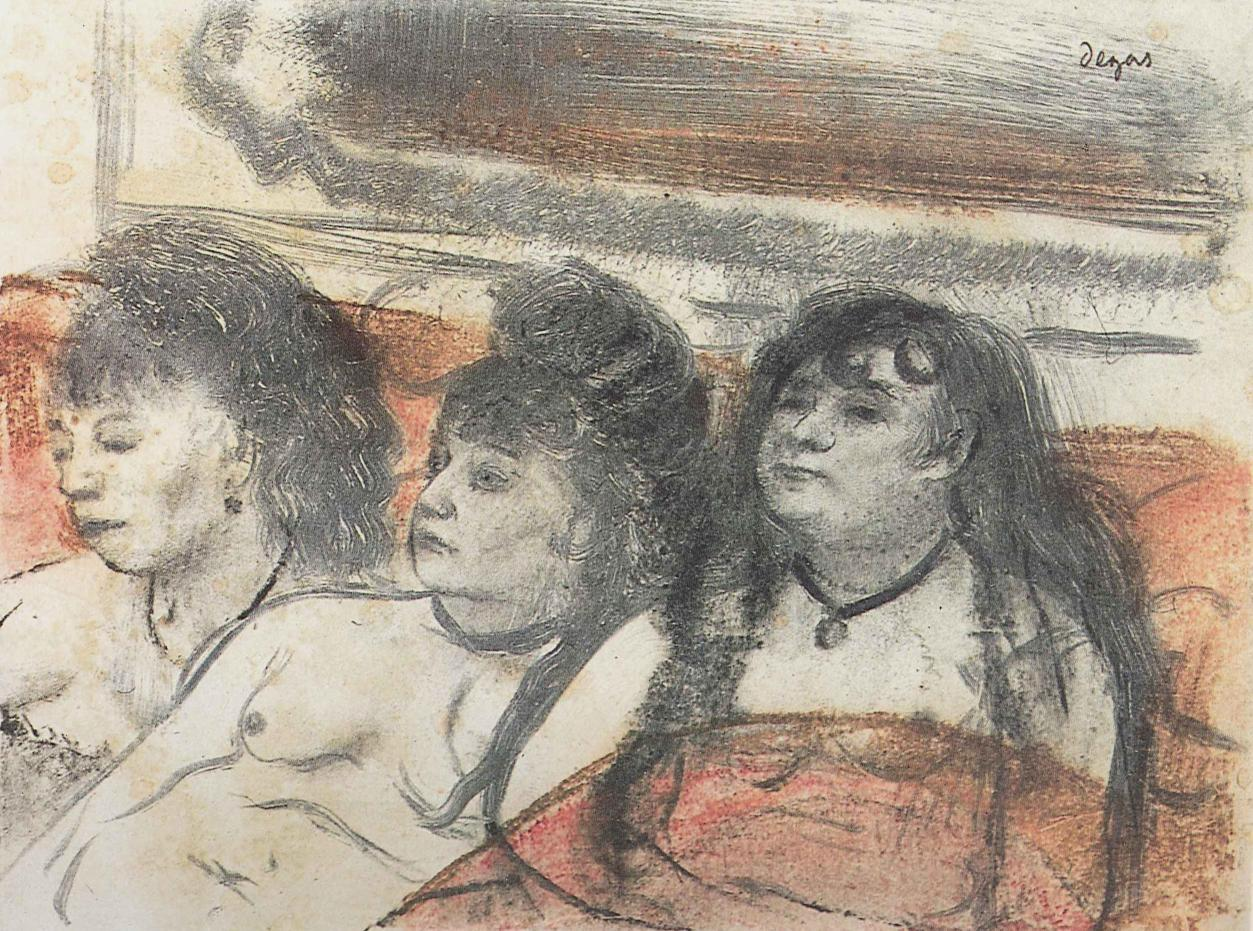
Trois prostituées sur un canapé, gravure monotype, 1879.
L'Attente (1880-1882), pastel sur papier, 95 × 75 cm, J. Paul Getty Museum et Norton Simon Museum, Pasadena.
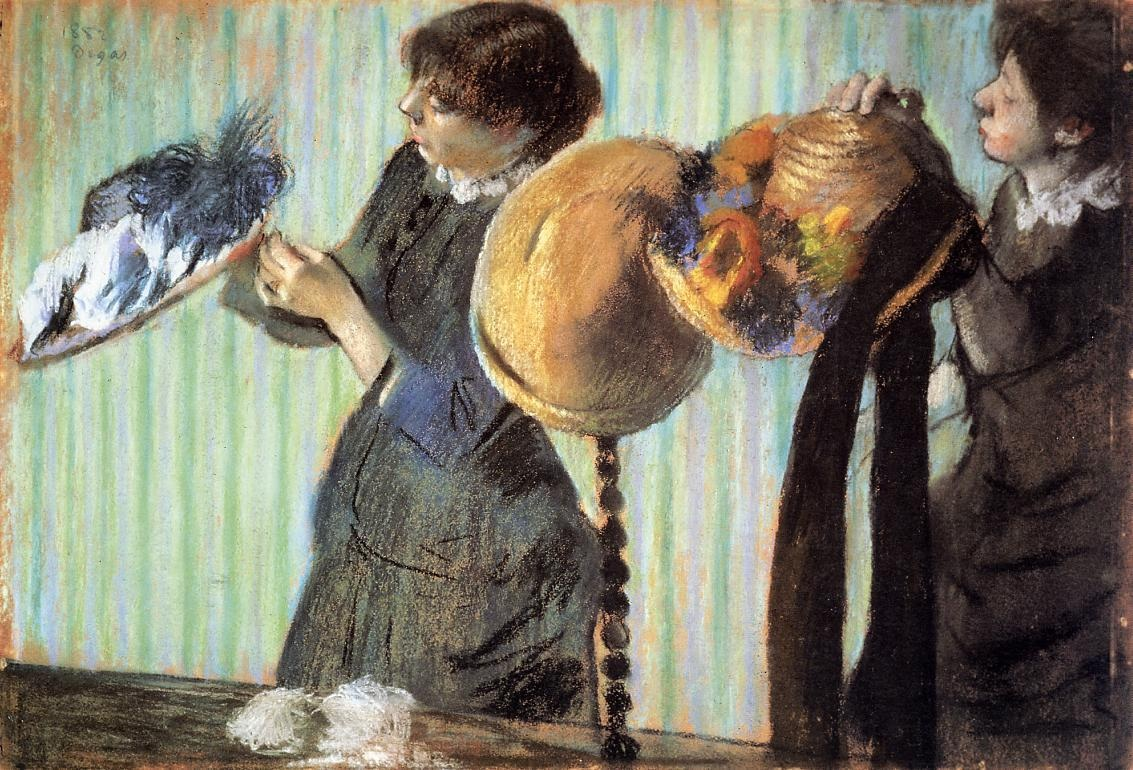
Les petites modistes, 1882.
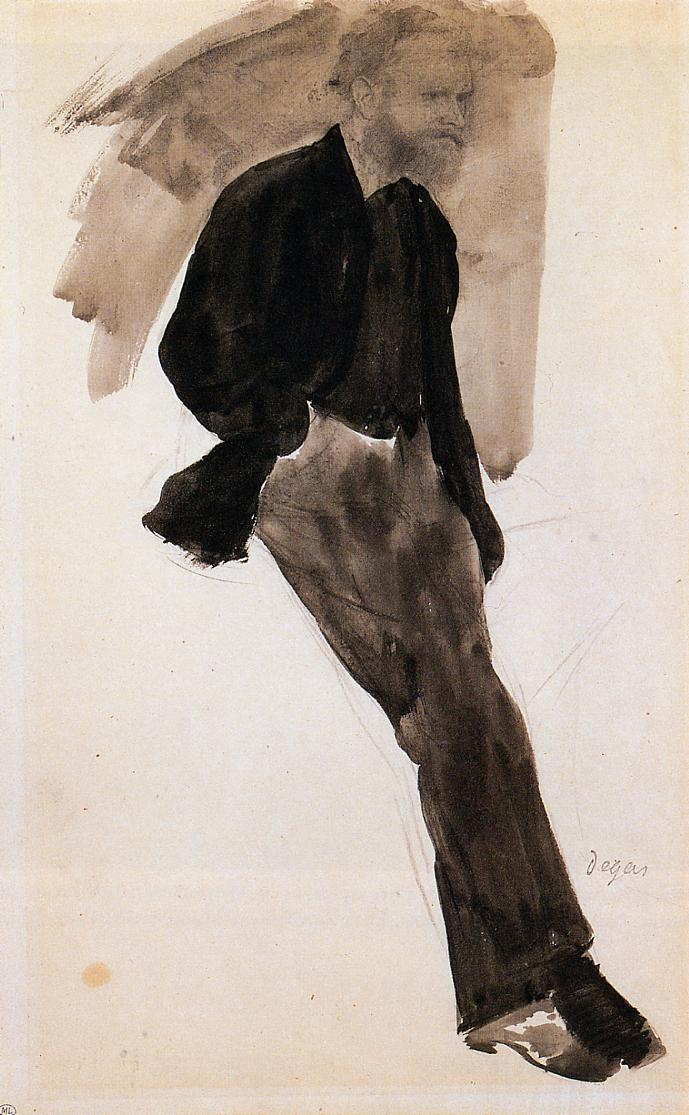
Portrait d'Edouard Manet debout.
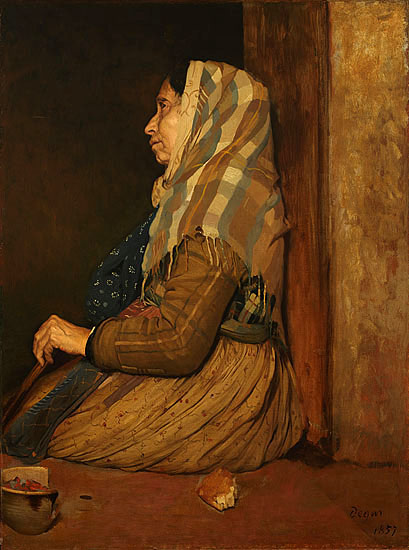
Mendiante roumaine.
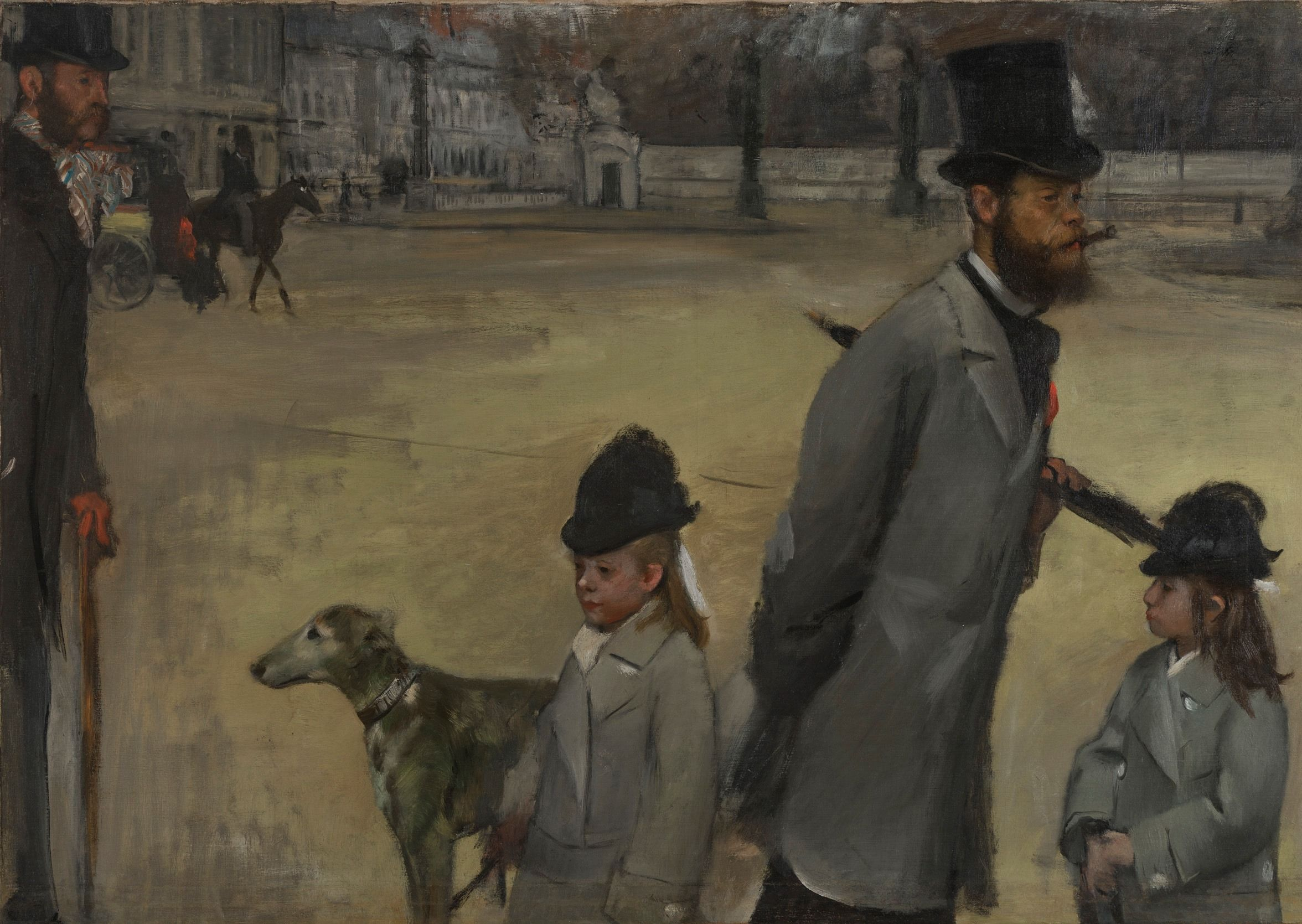
Place de la Concorde.

## Réception critique

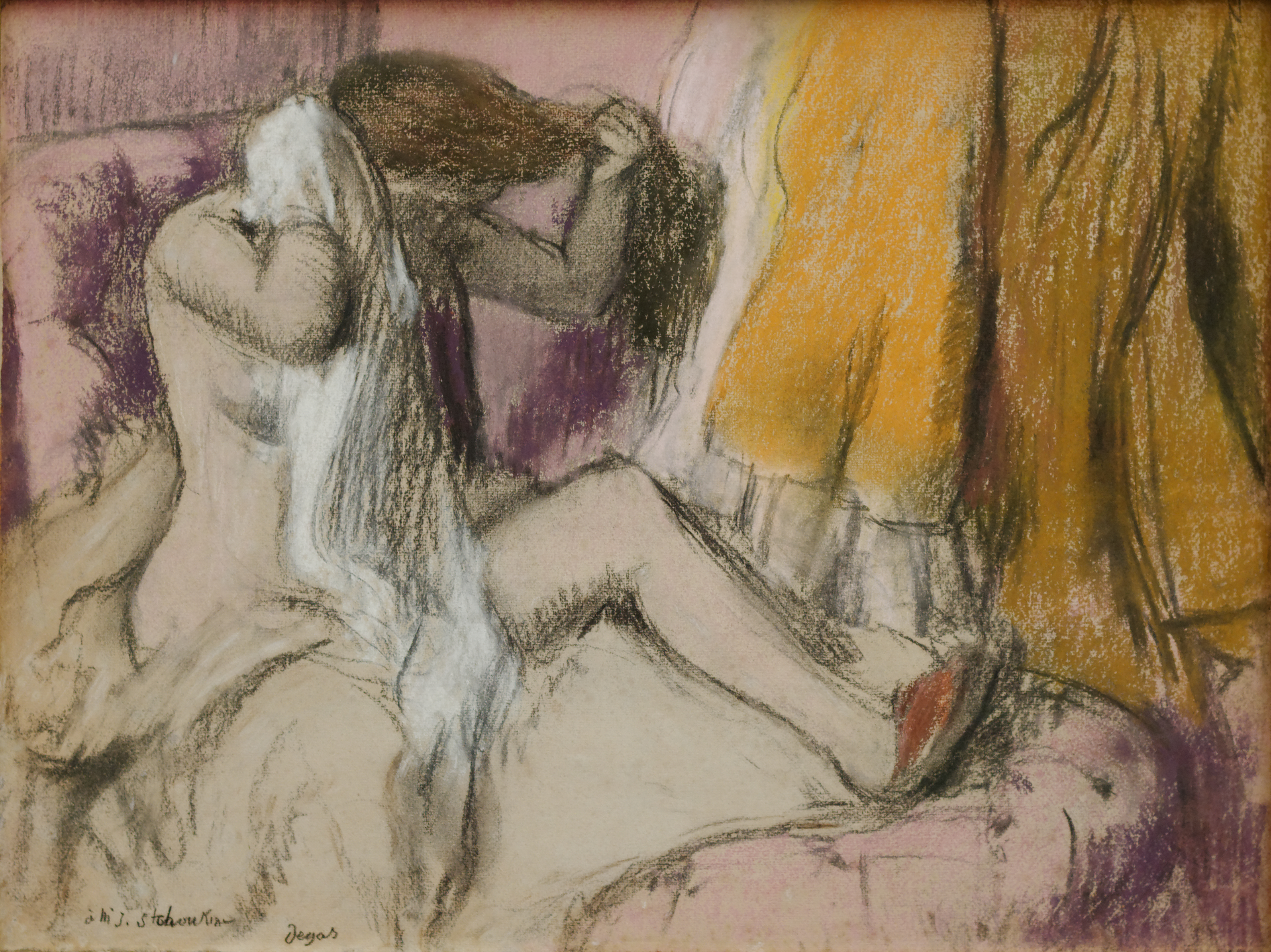
Après le bain (vers 1890), Munich, Neue Pinakothek.

Certains critiques du XIXe siècle notent la « haine sociale » de Degas, son ironie et son mordant, ainsi Joris-Karl Huysmans, dans Certains de 1889, note que Degas peint ce milieu qu'il abomine, ce milieu dont il scrute et exprime « les laideurs et les hontes » à propos d'une série de pastels : « Suite de nus de femmes se baignant, se lavant, se séchant, s'essuyant ou se faisant peigner. » Huysmans ajoute : « M. Degas qui, dans d’admirables tableaux de danseuses, avait déjà si implacablement rendu la déchéance de la mercenaire abêtie par de mécaniques ébats et de monotones sauts, apportait, cette fois, avec ses études de nus, une attentive cruauté, une patiente haine. ». Pour le critique Degas atteint à la vérité par un dessin enlevé ample et foncier, une couleur ardente et sourde « en sus de cet accent particulier de mépris et de haine », qu’il faut lire dans ces œuvres. Ainsi les œuvres de Degas « glorifient le dédain de la chair, comme jamais, depuis le Moyen Âge, artiste ne l'avait osé ! ».
Pour Gustave Coquiot dans son étude sur Degas, celui-ci choisit l'enlaidissement comme principe esthétique quand il peint les blanchisseuses : « Il est saisi surtout par leur aspect de voyoutes, de jeunes ou de vieilles maritornes du fer. Leur vulgarité de gestes et d'attitudes l'émeut.(...) Il accentue encore - si cela est possible - la bassesse de leur travail. Il cale des litres de vin devant ces femelles qui baillent, à tous propos, à se désarticuler les mâchoires. (...) Il "enlaidira" toujours ainsi sommairement toutes les femmes, et toutes les filles qu'il dessinera. (...) Il enlaidit à sa manière; c'est-à-dire sans chercher le « vrai caractère » personnel de cette femme-là. ».
Pour Louis Edmond Duranty, dans La Nouvelle peinture (1876), Degas est d'abord le peintre observateur qui oppose la femme du peintre « au nez retroussé », idéal de cœur de l'artiste, à la femme idéale « au profil grec » que le même peintre trace et peint dans son œuvre. Degas est l'artiste attentif à la dissension entre le réalisme et l'idéal.
Pour Paul Lafond, dans sa monographie consacrée à Degas publiée en 1918, « il est le chaînon qui rattache le passé, la bonne et solide tradition, à l'avenir, il la prolonge magnifiquement »,.

## Reconnaissance posthume

### Critique
Après la mort de Degas, en 1919, pour Jacques-Émile Blanche exposer Degas c'est présenter un moraliste, un peintre de la vie moderne proche des Impressionnistes mais aussi un classique.
Le marchand d'art Ambroise Vollard publie, en 1924, une monographie consacrée au peintre qui compile les témoignages, pensées et aphorismes de Degas, fou de peinture et dessin, homme d'ordre cynique dont il décrit la décrépitude physique et financière après 1910.
En 1926, lors de la XVe Biennale de Venise, le critique italien Vittorio Pica présente aux yeux du public trois tableaux d'Edgar Degas inédits, retrouvés par ses soins à Naples chez les descendants du frère du peintre, qui y avait été banquier.
En 1936, Paul Valéry publie "Degas, Danse, Dessin", un texte en forme de monologue, "où reviendront comme ils viendront, mes souvenirs et les diverses idées que je me suis faites, d'un personnage singulier, grand et sévère artiste, essentiellement volontaire ; d'intelligence rare, vive, fine, inquiète.". Ce court texte contient outre les réflexions de Paul Valéry sur l'art de Degas, des anecdotes et des mots d'esprit du peintre mais également les souvenirs de Ernest Rouart, seul élève de Degas.
Le peintre Maurice de Vlaminck, dans Portraits avant décès (1942), avoue son aversion pour Degas, l'artiste et le bourgeois. « Je n'aime pas Degas » écrit-il. Sous le dessin de ses danseuses « fait d'un trait charbonneux et colorié de pastel » qui donne au dessin une allure libre et révolutionnaire, il « découvre le dessin académique ».
En 1995, Jean-Pierre Halévy, publie le texte de son grand-père Daniel Halévy, Degas parle, dans une version plus complète que l'édition publiée en 1960. Daniel Halévy y décrit la vie et le témoignage de son amitié chahutée avec le peintre. Il y retranscrit les réflexions du peintre sur le dessin, la couleur, la peinture, les femmes, la vie sociale en général. On trouve dans ce livre quelques-uns des poèmes du peintre.

### Des tirages posthumes discutés
À la mort de l'artiste, quelque 150 œuvres seront découvertes dans son atelier, 73 sont restaurées par le sculpteur Albert Bartholomé puis moulées afin de permettre les tirages en bronze par Adrien-Aurélien Hébrard, entre 1921 et 1931, aujourd’hui dispersés dans les collections françaises et étrangères. Conservées par Hébrard jusqu'au début des années 1950, elles ont ensuite été confiées à la galerie Knoedler et achetées en bloc par Paul Mellon en mai 1956. Cette année-là, quelques pièces ont été offertes par Mellon au musée du Louvre (aujourd’hui collection du musée d'Orsay), puis une autre cire au moment de l'inauguration du musée d'Orsay. L'essentiel de cette collection a été donné à la National Gallery of Art de Washington. On compte également une cire donnée au Virginia Museum of Fine art en 1993, et peut-être une ou deux autres, léguées à la mort de la veuve de Paul Mellon en 2014. Les sculptures de Degas comportaient des potences, des équerres et des systèmes pour les maintenir, comme on peut les voir sur les photographies réalisées par Gauthier  après la mort de l'artiste dans l'atelier, et qui ont été enlevés par la suite, ce qui, avec les retouches préparatoires des moules pour la fonte à cire perdue, est une pratique courante pour l'édition en bronze. Cependant, certains tirages en bronze et plâtres posthumes d'après les sculptures de Degas engendrent un débat sur leur authenticité, en particulier depuis la découverte de 74 plâtres de travail dans le grenier de la fonderie Valsuani , en 2001.

Bronzes posthumes d'Edgar Degas, fonte Hébrard
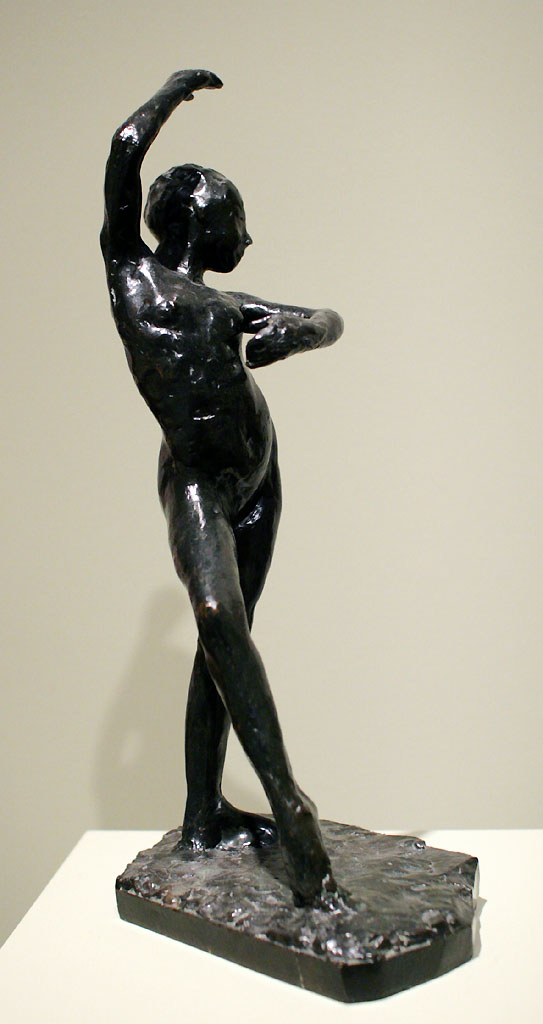
La Danse espagnole (1885-1921), Université de Caroline du Nord à Chapel Hill, Ackland Art Museum (en).
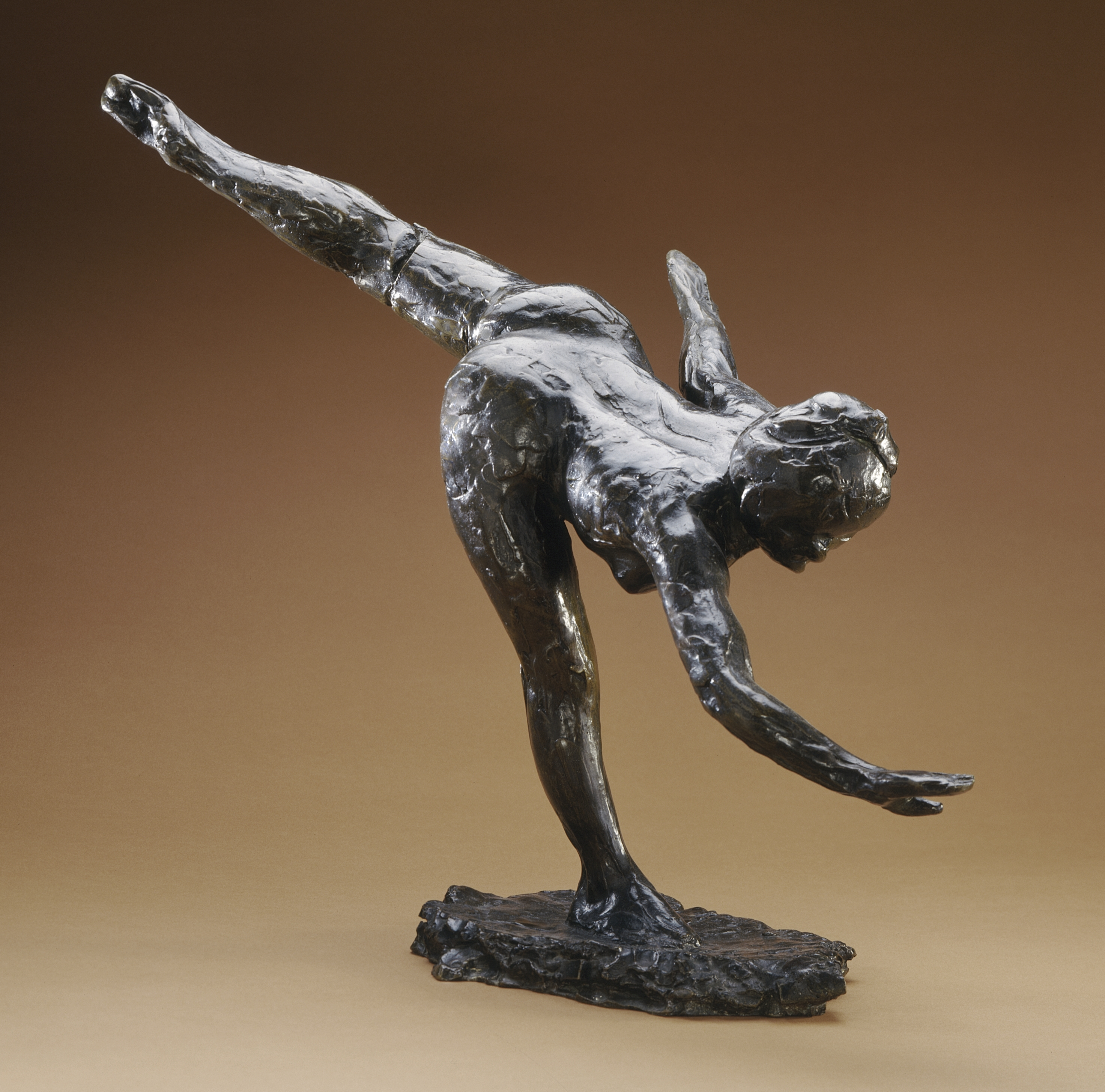
Grande Arabesque (1885-1890), musée d'Art du comté de Los Angeles.
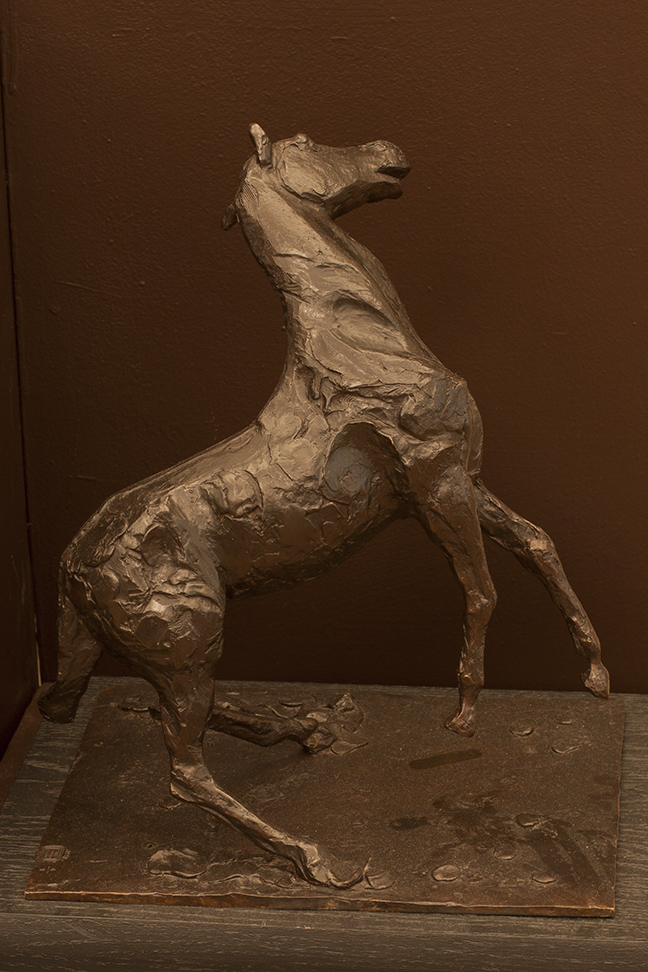
Cheval se cabrant, Sofia, galerie nationale des beaux-arts.
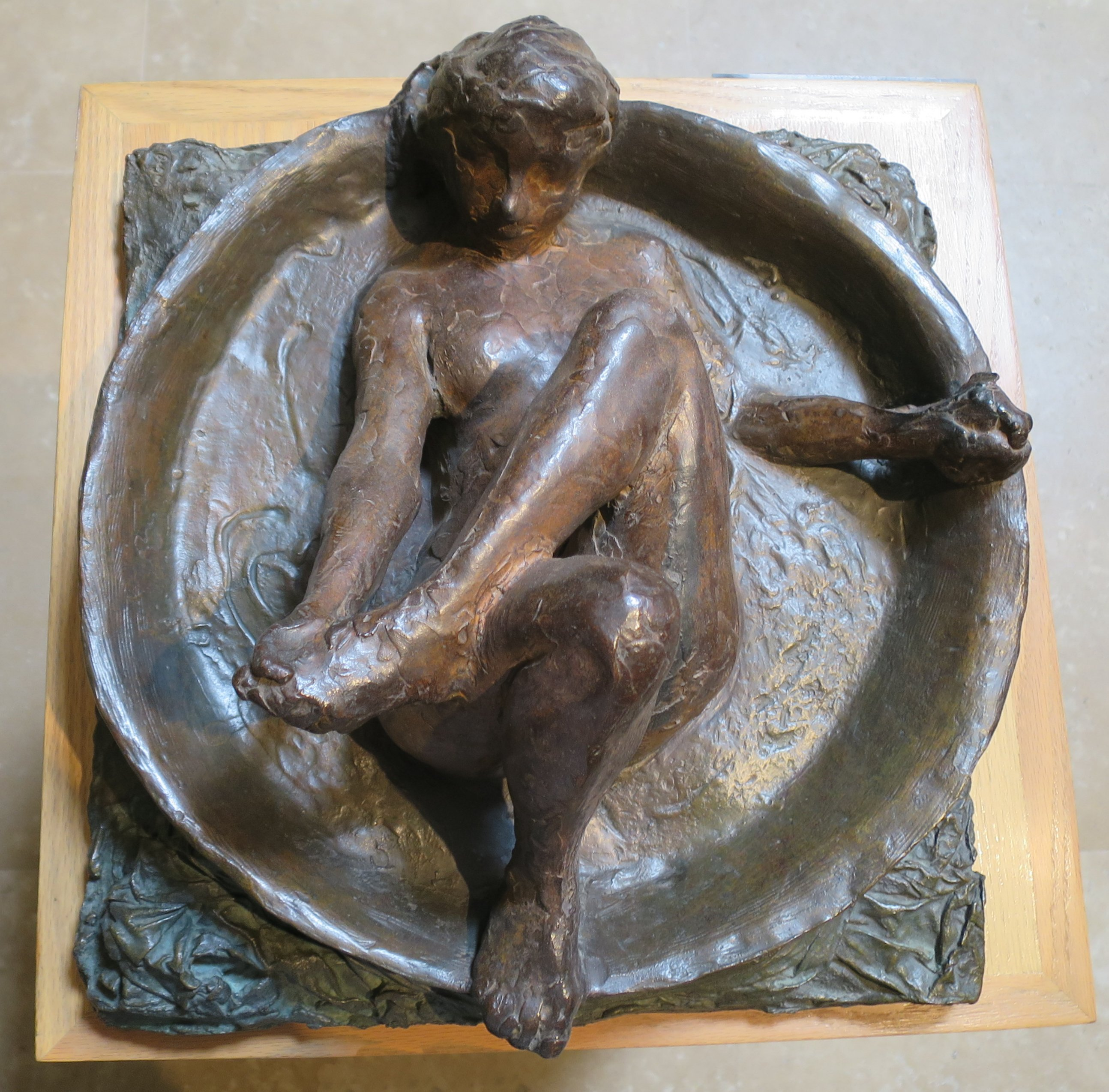
Le Tub (1888-1889), Pasadena, Norton Simon Museum.
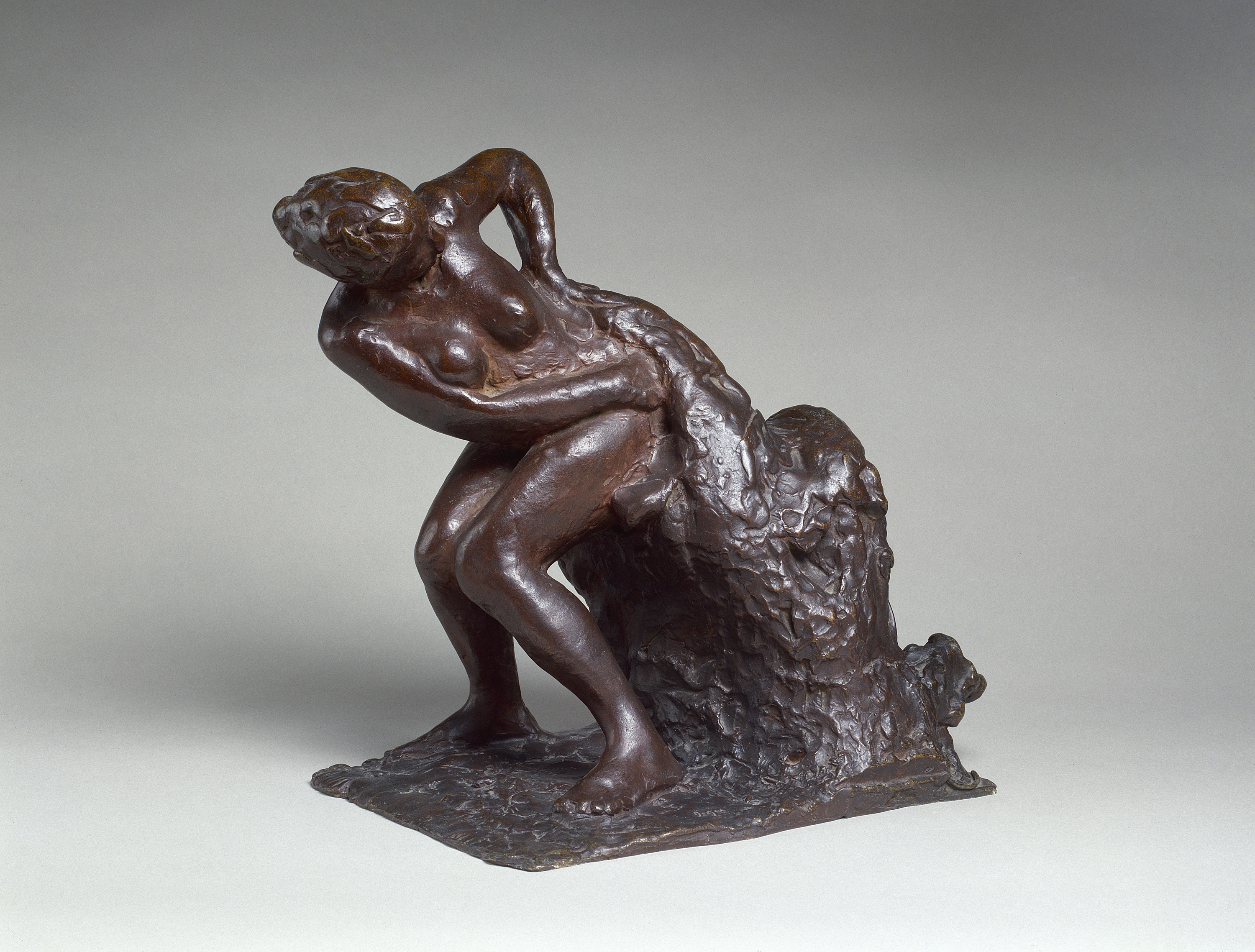
Femme assise, s'essuyant le côté gauche. (1896-1911), 35,6 × 35,9 × 23,5 cm, New York, musée Solomon R. Guggenheim.

### Expositions
- Rétrospective Degas au Grand Palais à Paris du 13 février au 16 mai 1988, l'exposition a ensuite été présentée au Musée des beaux-arts du Canada à Ottawa, puis au Metropolitan Museum de New York[92].
- Au printemps 2013, la galerie Goldenberg de Paris expose la collection intégrale des sculptures d'Edgar Degas.
- Cent ans après la mort de l'artiste, le musée d'Orsay organise une exposition du 28 novembre 2017 - 25 février 2018 dont le fil conducteur est l'ouvrage Degas, Danse, Dessin de Paul Valéry (1871-1945), qui fut illustré par des dessins de danseuses de Degas[93].
- Exposition Degas à l'Opéra au musée d'Orsay à Paris du 24 septembre 2019 au 24 janvier 2020. L'exposition sera ensuite présentée à la National Gallery of Art, Washington du 1er mars au 5 juillet 2020, à l'occasion du trois cent cinquantième anniversaire de l'Opéra de Paris.

### Marché de l'art
- Danseuse au repos, 1879, pastel et gouache sur papier vendu 37 042 500 $ le 3 novembre 2008, Sotheby's, New York[94].
- Danseuses à la barre, 1880, pastel, gouache et fusain sur papier vendu 13 481 250 £ le 24 juin 2008, Christie's, Londres[94].
- La Petite danseuse de quatorze ans, 1891-1897, bronze, mousseline, satin vendu 13 257 250 £ le 3 février 2009, Sotheby's, Londres[94].

### Autres hommages

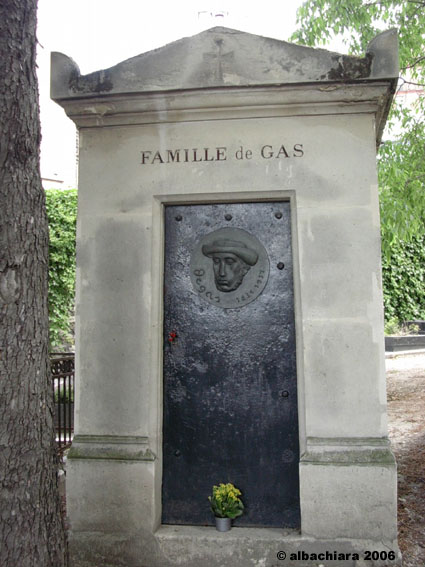
Sépulture de la famille de Gas, Paris, cimetière de Montmartre (4e division).

#### Astronomie
Sont nommés en son honneur :
- (6673) Degas, un astéroïde de la ceinture principale d'astéroïdes[95] ;
- Degas, un cratère de la planète Mercure[96].

#### Fleur
Une rose panachée de carmin, de rose et de jaune, du pépiniériste et rosiériste Georges Delbard, a été baptisée de son nom en son honneur en 1994, la rose 'Edgar Degas'.

#### Rues
On trouve une rue à son nom dans plus d'une dizaine de villes en France, dont Paris (la rue Degas), Lille, Amiens, Saint-Nazaire, Angers, Cholet, Béziers, Mérignac, Toulouse, Vannes, etc.

#### Séries télévisées
L'épisode de Columbo Plein cadre met en scène deux pastels de Degas dérobés par l'assassin[réf. souhaitée].

#### Bases de données et dictionnaires
- Ressources relatives aux beaux-arts :   - AGORHA
  - Art Institute of Chicago
  - Art UK
  - Artists of the World Online
  - Auckland Art Gallery
  - Bénézit
  - Bridgeman Art Library
  - British Museum
  - Collection de peintures de l'État de Bavière
  - Galerie nationale de Finlande
  - Grove Art Online
  - J. Paul Getty Museum
  - Kunstindeks Danmark
  - Musée d'art Nelson-Atkins
  - Musée d'Orsay
  - Musée des beaux-arts du Canada
  - Musée national du Victoria
  - Musée Städel
  - Musée Thyssen-Bornemisza
  - Museum of Modern Art
  - MutualArt
  - National Gallery of Art
  - Nationalmuseum
  - Österreichische Galerie Belvedere
  - RKDartists
  - Tate
  - Te Papa Tongarewa
  - Union List of Artist Names
- Ressources relatives à la recherche :   - La France savante
  - Isidore
- Ressources relatives à la musique :   - Discogs
  - MusicBrainz
- Ressource relative à la littérature :   - Internet Speculative Fiction Database
- Ressource relative à la santé :   - Bibliothèque interuniversitaire de santé
- Ressource relative à plusieurs domaines :   - Radio France
- Notices dans des dictionnaires ou encyclopédies généralistes :   - Britannica
  - Brockhaus
  - Den Store Danske Encyklopædi
  - Deutsche Biographie
  - Enciclopedia italiana
  - Enciclopedia De Agostini
  - Enciclopédia Itaú Cultural
  - Gran Enciclopèdia Catalana
  - Hrvatska Enciklopedija
  - Internetowa encyklopedia PWN
  - Nationalencyklopedin
  - Proleksis enciklopedija
  - Store norske leksikon
  - Treccani
  - Universalis
  - Visuotinė lietuvių enciklopedija
- Notices d'autorité :   - VIAF
  - ISNI
  - BnF (données)
  - IdRef
  - LCCN
  - GND
  - Italie
  - Japon
  - CiNii
  - Espagne
  - Belgique
  - Pays-Bas
  - Pologne
  - Israël
  - NUKAT
  - Catalogne
  - Suède
  - Vatican

#### Autres
- « Edgar Degas », Les Essentiels, sur le site de la Bibliothèque nationale de France.
- Catalogue raisonné numérique de l'œuvre d'Edgar Degas
- « Estampes d'Edgar Degas », sur INHA (consulté le 23 mars 2025).
- (en) Edgar Degas dans Artcyclopedia.
- Lettres d'Edgar Degas au Musée des beaux-arts du Canada.
- Le peintre Edgar Degas soigné par l'ophtalmologue Edmond Landolt.